# 隈研吾
隈 研吾（くま けんご、1954年〈昭和29年〉8月8日 - ）は、日本の建築家（一級建築士）、デザイナー。株式会社隈研吾建築都市設計事務所主宰。東京大学特別教授。高知県立林業大学校校長。岐阜県立森林文化アカデミー特別招聘教授。一般社団法人日本ウッドデザイン協会会長。北九州市アドバイザー。
神奈川県横浜市出身。1990年代半ば以降（ゆすはら座関連設計以降）、木材を使うなど「和」をイメージしたデザインを旨としており、「和の大家」とも称される。著名な親族として、妻・篠原聡子（建築家）のほか、遠い親戚の後藤勇吉（航空機パイロット）がいる。

## 来歴

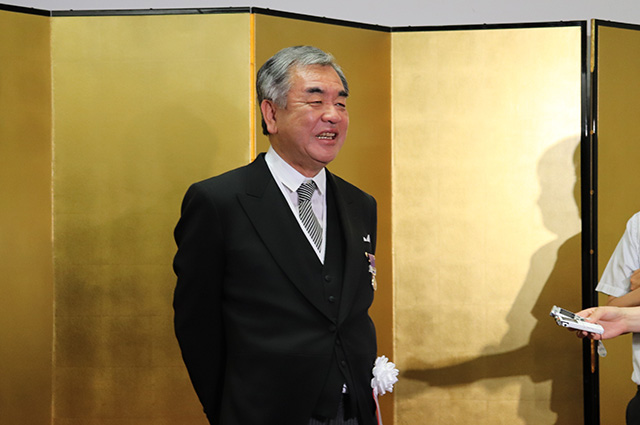
2019年5月30日、紫綬褒章伝達式にて

神奈川県横浜市大倉山出身。三菱金属鉱業（現・三菱マテリアル）のサラリーマンであった父親（長崎県大村市出身で東京・日本橋育ち 先祖は大村藩の重臣）が45歳の時の息子で、医院を営んでいた母方の祖父が建てた大倉山駅近くの古い家で育つ。
初めは猫好きゆえに獣医を志していたが、家屋の修繕をするデザイン好きの父親に付き合ううちに、建築に興味を持つようになる。大田区立田園調布小学校に通っている時、1964年（昭和39年）の開催を控えた東京オリンピックの建築物を目にし、いよいよ本気で建築家を志すこととなった。中学受験をして栄光学園中学校・高等学校に進学。高校時代は183cmの長身を生かしてバスケットボール部でセンターを守っていた。高校卒業後は東京大学理科一類に進学。
東京大学工学部建築学科を卒業後、東京大学大学院工学系研究科建築意匠専攻修士課程を修了（1979年）。在学中は、芦原義信、槇文彦、内田祥哉、原広司らに師事した。同級生には、竹山聖（京都大学名誉教授）、小林克弘（首都大学東京教授）や大江匡（建築家）、村田誉之（大成建設）がいた。
大学院で修士論文を書いていた時期に、同級生の多くは当時話題の新鋭・安藤忠雄に憧れていたが、隈はその逆を行くことを選択し、アトリエ系事務所ではなく、社会に揉まれるためにと大手設計事務所の日本設計に就職した。その後、戸田建設設計部、米国コロンビア大学建築・都市計画学科客員研究員（1985-1986年〈昭和60～61年〉）を経て、1990年（平成2年）に隈研吾建築都市設計事務所を設立する。
法政大学工学部建設工学科非常勤講師、慶應義塾大学環境情報学部特別招聘教授（1998年〈平成10年〉4月から1999年〈平成11年〉3月）、早稲田バウハウス・スクール講師（1999年〈平成11年〉から2002年〈平成14年〉春・夏）、慶應義塾大学理工学部客員教授（2002年〈平成14年〉4月から2007年〈平成19年〉3月）慶應義塾大学理工学部システムデザイン工学科教授（2007年〈平成19年〉から2009年〈平成21年〉3月）、米国イリノイ大学建築学科客員教授（2007年〈平成19年〉から2008年〈平成20年〉）を経て、2009年（平成21年）4月より東京大学工学部建築学科教授に就任。2007年（平成19年）3月に博士論文『建築設計・生産の実践に基づく20世紀建築デザインと大衆社会の関係性についての考察』を慶應義塾大学に提出し、博士の学位を取得。
2008年（平成20年）には、フランスの首都パリに Kuma & Associates Europe を設立。2018年（平成30年）には、高知県立林業大学校の初代校長に決まる。2020年（令和2年）4月に東京大学特別教授。同年4月1日に岡山大学工学部特別招聘教授に就任。2021年12月、一般社団法人日本ウッドデザイン協会会長に就任。
2022年2月16日、隈研吾建築都市設計事務所が都道府県と結ぶ初の協定として、和歌山県と地方創生で包括連携協定を結んだ。
2023年2月に文化庁が設置した「建築文化に関する検討会議」で女優の鈴木京香と並ぶ委員となる。

## 人物
初期はドーリック南青山ビルやM2ビルなどポストモダンに一部脱構築主義要素を加えた建物を発表していたが、高知県高岡郡檮原町の「ゆすはら座」存続への関わりをきっかけとして、木材などの自然素材を生かした建築や、縦格子を多用したデザインが特徴的な作品を多く手がけるようになる。
木材を多用するようになったのは、阪神・淡路大震災（1995年）と東日本大震災（2011年）を見て、コンクリートなどの人工物で自然に立ち向かおうとする20世紀の思想が破綻したと感じたためであると回顧している。森林を手入れして生み出す木材は、人間と地球をつなぎ合わせる存在と位置付けている。また大型の公共建築物が「税金の無駄遣い」「環境破壊」と批判されるようになった時代に育ったうえ、経済成長の鈍化と高齢化が進んでいる日本の現状を見据え、周囲に調和した「負ける建築」や、「コンクリートと鉄の時代」を「木の時代」に変えることを志向している。
近年は活躍の場を海外にも広げ、国際コンペでの受賞も着実に増やしており、世界的に注目される日本人建築家の一人として認識されつつある。また、設計のほか、ホテルやマンションの監修、室内演出や家具、食器、スニーカーなどのデザイン 、ジャケット(企業との共同作成)も手掛ける。
2010年代には、自らのデザインポイントの一つとして、ストラクチャーを際立たせ過ぎないための「粒感」を挙げている。
2005年日本国際博覧会（愛知万博）では、会場計画プロジェクトチームに所属して会場とパビリオンの設計に携わっていたが、自然保護団体の反対で度々計画が縮小したため、辞任した。
中華人民共和国北京市郊外のグレート（バンブー）ウォールは2008年北京オリンピックのCMにも使われた。韓国では、知韓派の建築家として活動している。
2018年（平成30年）には、約30年間の活動を紹介する個展「くまのもの」（会期：3月3日～5月6日）を東京駅構内の東京ステーションギャラリーで開催し、これまで使ってきた10種類の素材（竹、木、紙、土、石、金属、ガラス、瓦、樹脂、膜・繊維）ごとに合計75件のプロジェクトの模型・資料などを展示した。2020年11月から「隈研吾展」が高知県立美術館、長崎県美術館、東京国立近代美術館で巡回開催されている。「新しい公共性をつくるためのネコの5原則」をテーマに掲げた。これは、新型コロナウイルス感染症蔓延下で外国訪問などができない隈が自宅のある東京の神楽坂界隈を歩き回り、細い道をネコのように巡ったことにより街を再発見としたという視点に基づいている。2021年7月からは、台湾台北市にて個展「場域・啓発―隈研吾展」を開催。
現在は早稲田大学特命教授であり、兼ねてより親交の深い村上春樹の要請により、早稲田大学国際文学館、通称「村上春樹ライブラリー」（2021年（令和3年）10月1日開館）の設計を担当した。

## 論評
デザイナーの原研哉は、隈について次のように評した。
一方で、木材を多用した建築は腐りやすく、実際に改修に数億を要した実例もあるほか、高知県劣雲の上のホテルのように劣化が酷く、止むなく解体後再開の目処が立たないような施設もあり、長期的メンテナンスを考慮していないという声もある。

## 栄典
- 2009年（平成21年） - フランス芸術文化勲章オフィシエ
- 2019年（令和元年） - 紫綬褒章[38]

## 受賞
- 1997年（平成9年） - 日本建築学会賞作品賞（登米町伝統芸能館）
- 2001年（平成13年） - 村野藤吾賞（那珂川町馬頭広重美術館）
- 2010年（平成22年） - 毎日芸術賞（根津美術館）
- 2011年（平成23年） - 芸術選奨文部科学大臣賞（梼原・木橋ミュージアム）
- 2023年（令和5年） - 第52回 ベストドレッサー賞 学術・文化部門[39]
- 2024年（令和6年） - 日本芸術院賞・恩賜賞

## 著書

### 単著
- 隈研吾『10宅論―10種類の日本人が住む10種類の住宅』トーソー出版、1986年10月1日。OCLC 47437733。ISBN 4-924618-05-5、ISBN 978-4-924618-05-3。
  - 新装版：隈研吾『10宅論―10種類の日本人が住む10種類の住宅』筑摩書房〈ちくま文庫〉、1990年2月27日（原著1986年10月1日）。OCLC 33712399。ISBN 4-480-02382-8、ISBN 978-4-480-02382-7。
- 隈研吾『グッドバイ・ポストモダン―11人のアメリカ建築家』鹿島出版会、1989年7月1日。OCLC 1110580652。ISBN 4-306-04259-6、ISBN 978-4-306-04259-9。
- 隈研吾『新・建築入門―思想と歴史』筑摩書房〈ちくま新書 016〉、1994年11月20日。OCLC 47338058。ISBN 4-480-05616-5、ISBN 978-4-480-05616-0。新版・ちくま学芸文庫、2022年3月
- 隈研吾『建築的欲望の終焉』新曜社、1994年12月16日。OCLC 51792901。ISBN 4-7885-0508-8、ISBN 978-4-7885-0508-7。
- 隈研吾『建築の危機を超えて』TOTO出版、1995年2月10日。OCLC 673957399。ISBN 4-88706-112-9、ISBN 978-4-88706-112-5。
- 隈研吾『負ける建築』岩波書店、2004年3月25日。OCLC 122908942。文庫版（岩波現代文庫、2019/11）
- 隈研吾 著、メディア・デザイン研究所（編集） 編『隈研吾：レクチャー／ダイアローグ』INAX出版、2007年9月30日。OCLC 180881740。ISBN 4-87275-144-2、ISBN 978-4-87275-144-4。
- 隈研吾『自然な建築』岩波書店〈岩波新書 新赤版 1160〉、2008年11月20日。OCLC 276981037。ISBN 4-00-431160-8、ISBN 978-4-00-431160-7。
- 隈研吾『反オブジェクト―建築を溶かし、砕く』筑摩書房〈ちくま学芸文庫 ク18-1〉、2009年5月11日。OCLC 1020978892。ISBN 4-480-09217-X、ISBN 978-4-480-09217-5。
- 隈研吾『場所原論―建築はいかにして場所と接続するか　ポスト震災の新しい建築哲学─18事例の素材・詳細を図解』市ヶ谷出版社、2012年1月1日。OCLC 775412917。ISBN 4-87071-292-X、ISBN 978-4-87071-292-8。
- 『対談集 つなぐ建築』岩波書店、2012年3月30日。OCLC 816909693。ISBN 4-00-001406-4、ISBN 978-4-00-001406-9。
- 『小さな建築』（岩波新書、2013/1）
- 『僕の場所』（大和書房、2014）
- 『建築家、走る』（新潮文庫、2016/2）
- 『なぜぼくが新国立競技場をつくるのか』（日経BP、2016/5）
- 『場所原論II-建築はいかにして都市と統合できるか』（市ヶ谷出版社、2018/5）
- 『点・線・面』（岩波書店、2020/2）
- 『ひとの住処 1964-2020』（新潮新書、2020/2）
- 『隈研吾による隈研吾』（だいわ文庫、2020/3）
- 『くまの根: 隈研吾・東大最終講義 10の対話』（東京大学出版会、2021/5）
- 『建築家になりたい君へ (14歳の世渡り術)』（河出書房新社、2021/6）　2022年 - 第68回青少年読書感想文全国コンクールの課題図書（高等学校の部）に選出される[40]。
- 『隈研吾 はじまりの物語 ~ゆすはらが教えてくれたこと』青幻舎、2021/6、写真：瀧本幹也。
- 『全仕事』大和書房、2022年06月18日。
- 『日本の建築』岩波書店〈岩波新書〉、2023/12。

### 共著・監修
- 隈研吾、清野由美『新・都市論TOKYO』集英社〈集英社新書 0426B〉、2008年1月17日。OCLC 705675044。ISBN 4-08-720426-X、ISBN 978-4-08-720426-1。
- 長井宏憲（著） 著、隈研吾（監修） 編『素材の系譜―動物が巣をつくるようにして建築をつくる』グラフィック社、2009年12月25日。OCLC 703359053。ISBN 4-7661-2077-9、ISBN 978-4-7661-2077-6。
- 隈研吾（監修） 編『境界―世界を変える日本の空間操作術』高井潔（写真）、藤本壮介・石上純也（寄稿）、淡交社、2010年3月3日。OCLC 546180474。ISBN 4-473-03645-6、ISBN 978-4-473-03645-2。
- 隈研吾、三浦展『三低主義』NTT出版、2010年1月28日。OCLC 502982501。ISBN 4-7571-4239-0、ISBN 978-4-7571-4239-8。
- 隈研吾、清野由美『新・ムラ論TOKYO』集英社〈集英社新書 1600〉、2011年7月15日。OCLC 763069724。ISBN 4-08-720600-9、ISBN 978-4-08-720600-5。
- 養老孟司、隈研吾『日本人はどう住まうべきか?』日経BP、2012年2月2日。OCLC 816882086。ISBN 4-8222-4889-5、ISBN 978-4-8222-4889-5。（新潮文庫、2015）
- 隈研吾、宮崎均、星和彦、石田 敏明『TOMIOKA世界遺産会議BOOKLET 3 群馬と世界』（上毛新聞社事業局出版部、2014/10）
- 養老孟司、隈研吾『日本人はどう死ぬべきか?』日経BP、2014/12。新潮社〈新潮文庫〉、2022年04月26日。
- 隈研吾、清野由美『変われ! 東京 自由で、ゆるくて、閉じない都市』集英社〈集英社新書〉、2020/7。
- 土橋正臣『隈研吾　鎌倉に小さな英国アンティーク博物館をつくる訳』成山堂書店、2022年09月30日。
- 明治神宮国際神道文化研究所編『明治神宮100年の森で未来を語る Mの森連続フォーラム全記録』鹿島出版会、2023年01月18日。

## 作品集・関連書籍
※太字は、当人もしくは当人の建築設計事務所による著述があることを示す。
- 二川幸夫（企画・編集） 編『隈研吾読本 ─1999 Digitag』隈研吾（作）、A.D.A.EDITA Tokyo（エーディーエーエディタトーキョー）、1999年10月。OCLC 54554335。ISBN 4-87140-654-7、ISBN 978-4-87140-654-3。
- 二川幸夫（企画・編集） 編『隈研吾読本 ─II (2004)』隈研吾（作）、A.D.A.EDITA Tokyo（エーディーエーエディタトーキョー）、2004年11月。OCLC 60806212。ISBN 4-87140-661-X、ISBN 978-4-87140-661-1。
- 「The Japan architect 38 ─ Summer 2000 隈研吾」、新建築社、2000年7月、OCLC 959722433。ISBN 4-7869-0155-5、ISBN 978-4-7869-0155-3。
- 隈研吾建築都市設計事務所（編著）、隈研吾（文）『隈研吾／マテリアル・ストラクチャーのディテール』彰国社、2003年8月9日。OCLC 676506710。ISBN 4-395-11112-2、ISBN 978-4-395-11112-1。
- Bognar, Botond (7 April 2005) (英語). Kengo Kuma: Selected Works. Hudson, New York: Princeton Architectural Press. OCLC 932531740ISBN 1-5689-8468-5, ISBN 978-1-5689-8468-1.
- 二川幸夫（編集） 編『GA Architect 19 隈研吾』隈研吾（作）、渡辺洋・谷理佐（英訳）、A.D.A.EDITA Tokyo（エーディーエーエディタトーキョー）、2005年9月。OCLC 1006946586。ISBN 4-87140-427-7、ISBN 978-4-87140-427-3。
- Alini, Luigi; Kuma, Kengo (1 June 2006) (英語). Kengo Kuma: Works and Projects: architecture. London and New York City: Phaidon Press. OCLC 467105754ISBN 1-9043-1342-6, ISBN 978-1-9043-1342-7.
- 二川幸夫（編集） 編『KENGO KUMA RECENT PROJECT / 隈研吾最新プロジェクト』隈研吾（作）、A.D.A.EDITA Tokyo（エーディーエーエディタトーキョー）、2009年5月1日。OCLC 394970389。ISBN 4-8714-0665-2、ISBN 978-4-8714-0665-9。
- Kengo Kuma & Associates (15 October 2009) (英語). Studies in Organic Kengo Kuma & Associates. Tokyo: TOTO Shuppan. OCLC 703424739ISBN 4-8870-6305-9, ISBN 978-4-8870-6305-1.
- Bognar, Botond (4 November 2009) (英語). Material Immaterial: The New Work of Kengo Kuma. London and New York City: Phaidon Press. OCLC 690405425ISBN 1-5689-8779-X, ISBN 978-1-5689-8779-8.
- 日経アーキテクチュア 編 編『NA建築家シリーズ02 隈研吾』（初版）日経BP〈NA建築家シリーズ2〉、2010年6月24日。OCLC 1006970616。ISBN 4-8222-6679-6、ISBN 978-4-8222-6679-0。
- (イタリア語) I Maestri dell’Architettura Kengo Kuma. Hachette Fascicoli. (2012-03)
- 隈研吾建築都市設計事務所 編著『隈研吾／極小・小・中・大のディテール』彰国社、2012年6月。OCLC 794364073。ISBN 4-395-02501-3、ISBN 978-4-395-02501-5。
- 『隈研吾作品集 2006-2012―KENGO KUMA 2006-2012』（A.D.A.EDITA Tokyo、2012/11）
- 『隈研吾 物質と建築』（エクスナレッジ、2013/2）
- 『隈研吾 オノマトペ 建築』（エクスナレッジ、2015/9）
- 『東京 TOKYO』 (角川学芸出版、2020/7)
- 『隈研吾作品集 2013-2020―KENGO KUMA 2013-2020』（A.D.A.EDITA Tokyo、2020/8）
- 宮沢洋『隈研吾建築図鑑』 (日経BP、2021/5)

## 建築作品
手掛けた建築作品を、竣工もしくは納品した時期の古い順に記載する（内装など、厳密には「建築」ではない作品も含む）。ただし、月日の情報を欠く物件が多く、同じ年に完成した物件の記載順は甚だ不正確なものにならざるを得ない。月日の情報を確認できるものを先に記す。作品（物件）の名義も、なるべく正確性を期すが、一次資料の時点で不正確なものが珍しくない。また、依頼者と設計者で用いる名称が異なる場合は、前者を主、後者を副とする。

### 1980年代
1985年（昭和60年）
- バルブ・ショップ

1986年（昭和61年）
- 経堂グレーチング - 共同住宅。

1988年（昭和63年）
- 伊豆の風呂小屋 - 別荘。

1989年（平成元年）
- 建築史再考

当年9月竣工。東京都港区南青山2-14-17に所在するテナントビル。設計：空間研究所（隈研吾）。施工：間組。用途：店舗、事務所、集合住宅。
- GT-M - ショールーム。

### 1990年代
1990年（平成2年）
- De町屋

1991年（平成3年）
- RUSTICビル（都住創ラスティックビル）

当年1月竣工。東京都新宿区天神町77に所在するオフィスビル（コーポラティブオフィスビルディング、cf. コーポラティブハウス）。施工：井上工業。用途：事務所。

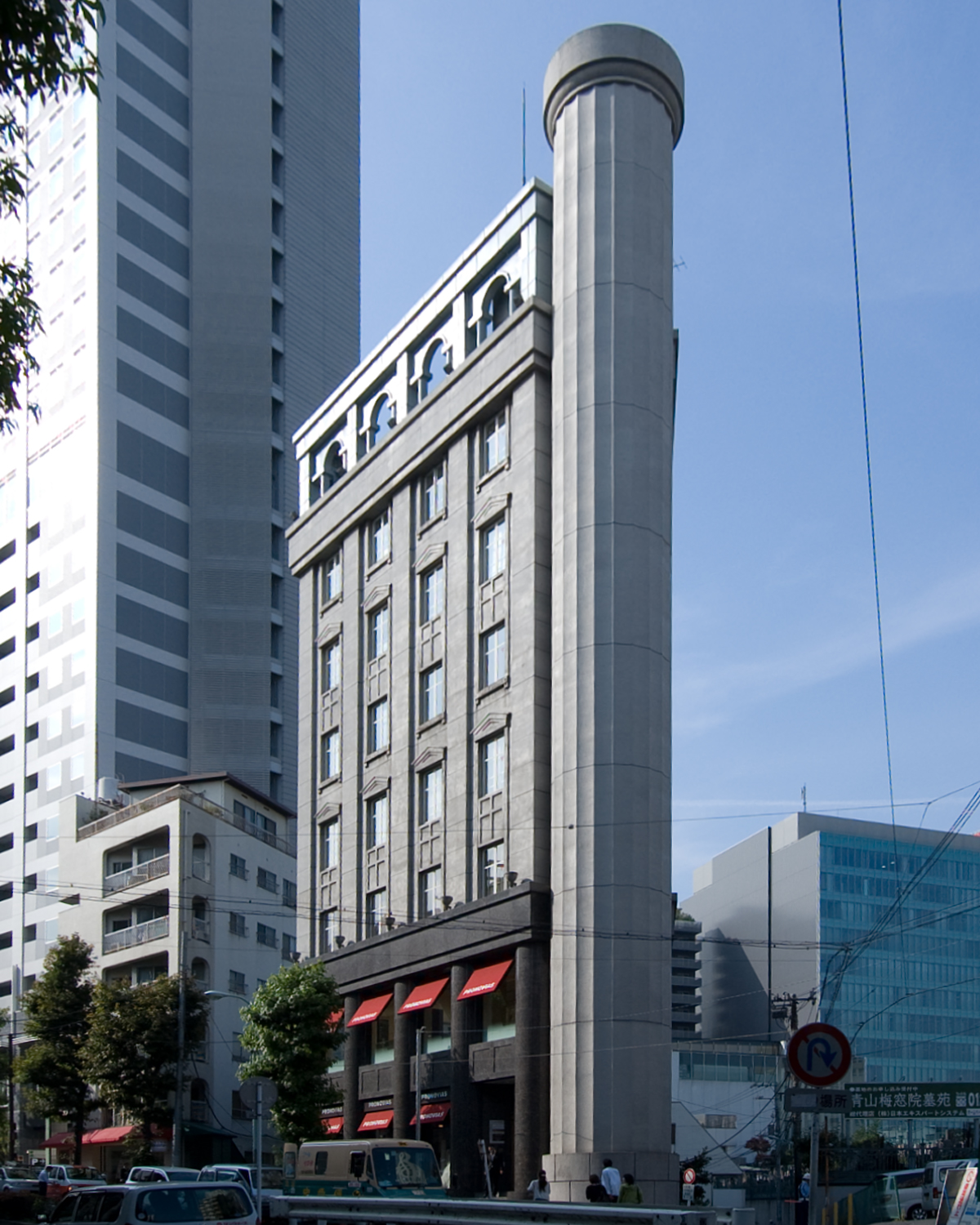
ドーリック南青山ビル
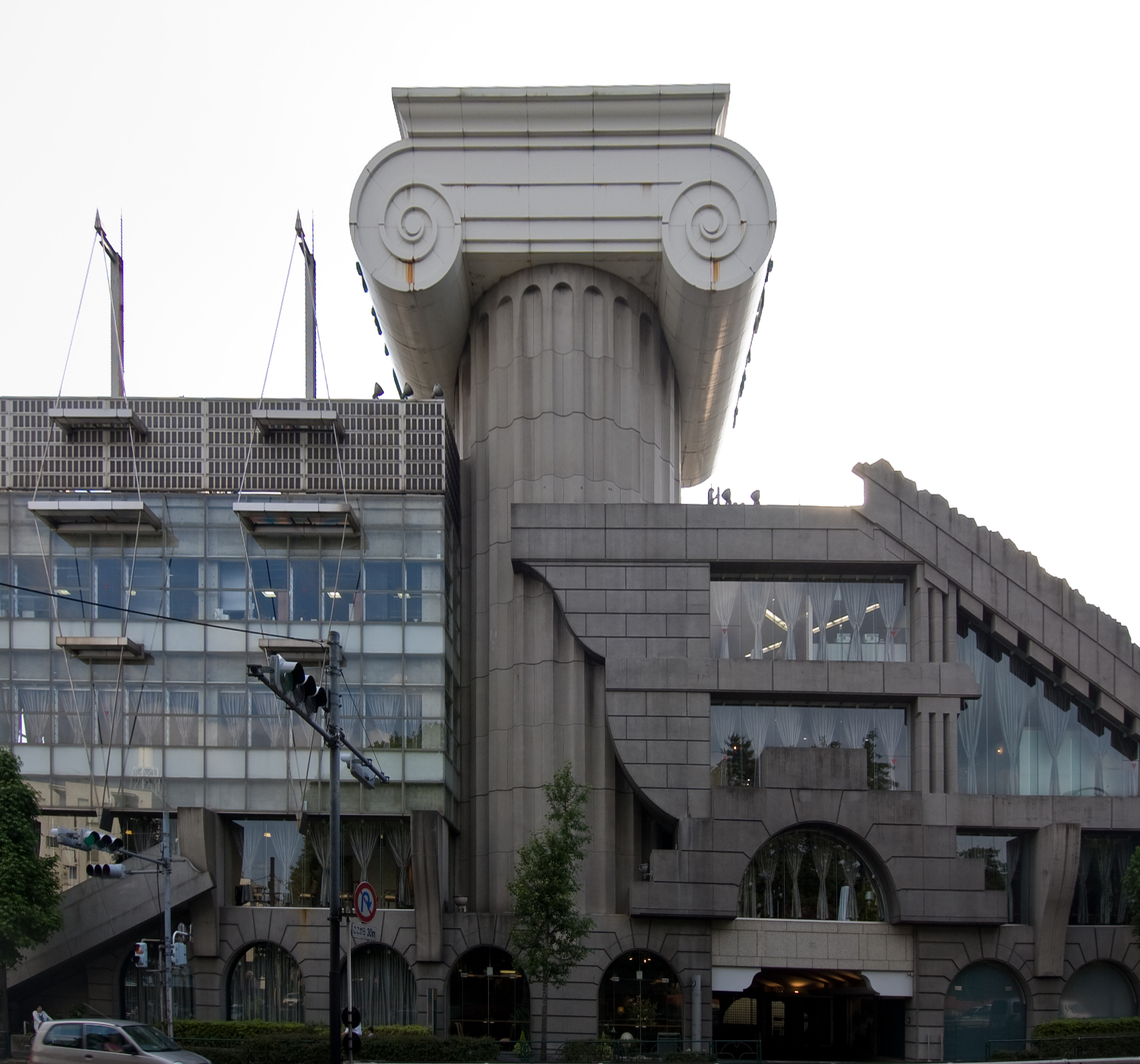
M2ビル（東京メモリードホール）
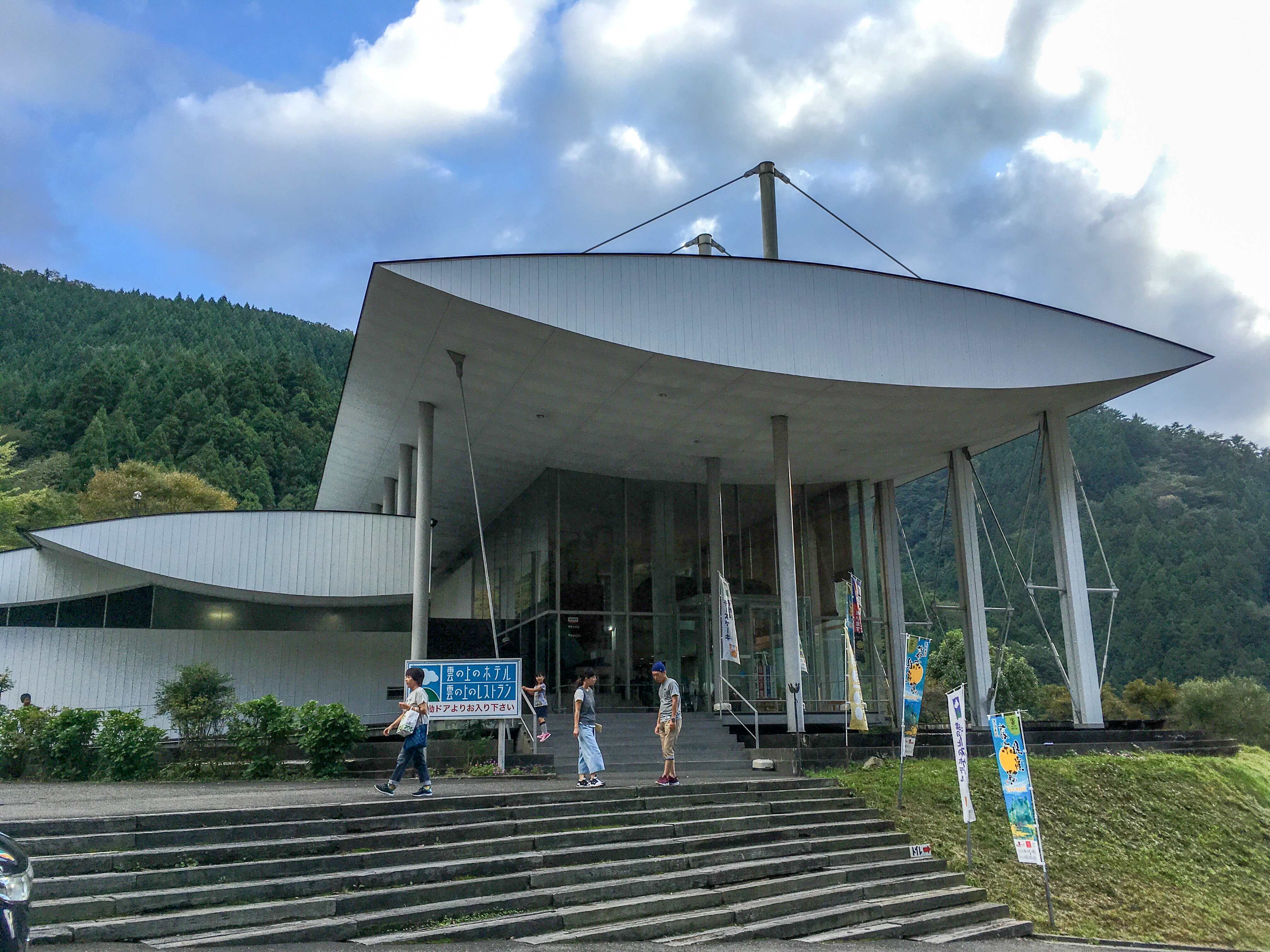
檮原町地域交流施設（現・雲の上のホテル）
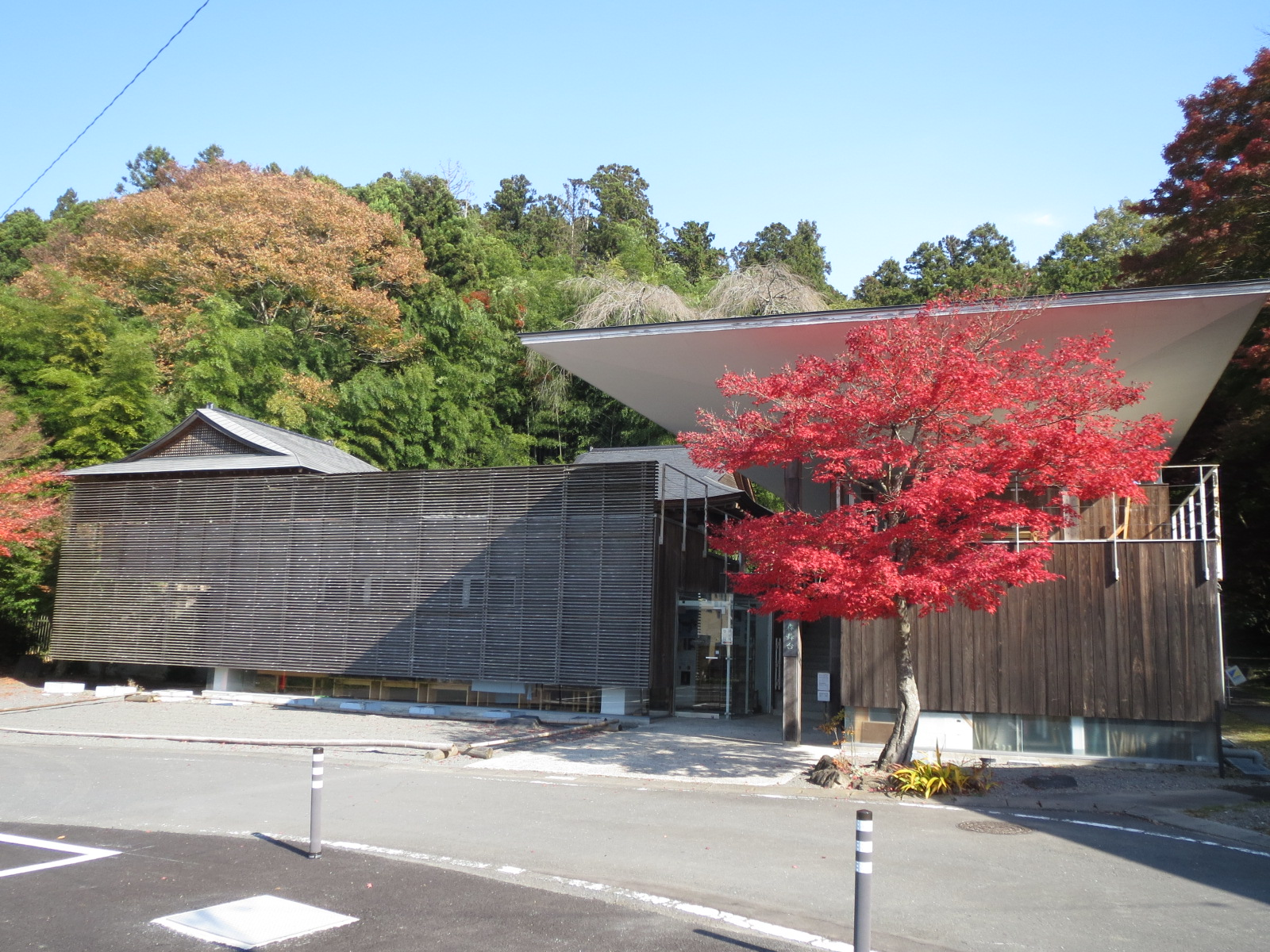
伝統芸能伝承館森舞台

当年9月竣工。東京都港区南青山2-27-14に所在する、事務所・店舗用の複合ビル。M2ビルと共に、活動初期を代表するポストモダン建築作品の一つで、ギリシア建築のドーリア式エンタシスに似たエレベーター塔が聳え立つ。
- M2ビル

当年10月竣工、11月28日開業の、商業施設として建設されたビル。東京都世田谷区砧2-4-27に所在。自動車メーカー・マツダの子会社であるデザイン・ラボ「M2」の本社ビルとして環状八号線沿いに建設された。「M2」は「第2のマツダ」を意味する。2002年（平成14年）に冠婚葬祭サービス業の株式会社メモリードに売却され、斎場「東京メモリードホール」となって今に到る。デザインはほぼオリジナルのまま転用されており、「M2ビル」という建造物名も継承されている。ドーリック南青山ビルと共に、活動初期を代表するポストモダン建築作品の一つで、イオニア式ギリシア建築などを強く意識させる設計となっている。
- マイトン・リゾート

タイ王国プーケット県のプーケット島南東沖にあるマイトン島 (Mai Thon Island, Maiton Island) のリゾート施設。
1992年（平成4年）
- 鬼ノ城ゴルフ倶楽部 クラブハウス[43]

岡山県総社市奥坂666に所在する、ゴルフクラブのクラブハウス。
1994年（平成6年）
- 梼原町地域交流施設（現・雲の上のホテル）[44]

高知県高岡郡梼原町太郎川3799-3に所在。2020年12月16日、老朽化につき建て替え発表。新ホテルも隈研吾事務所が担当。
- MAN-JU - 福岡県福岡市早良区に所在する飲食店店舗。
- 亀老山展望台 [gm 6] - 愛媛県今治市吉海町名に所在。

1995年（平成7年）
- ATAMI 海峯楼「水 / ガラス」[46]

静岡県熱海市春日町8-33に所在するリゾートホテル「ATAMI 海峯楼」 内の一施設。
- ヴェネツィア・ビエンナーレ日本館展示

1996年（平成8年）
- 乙字亭「川 / フィルター」

当年12月竣工。福島県石川郡玉川村大字竜崎字滝山12-26に所在する飲食店店舗。
- レイクウッドゴルフクラブ富岡コース「ガラス / 影」

群馬県富岡市小桑原432に所在するゴルフクラブのクラブハウス。
- 伝統芸能伝承館森舞台

宮城県登米郡登米町寺池上町42に所在する、博物館と能舞台の複合施設。第48回（1997年度）日本建築学会賞受賞。
1998年（平成10年）
- 神戸淡路鳴門自動車道淡路サービスエリア 下り線休憩施設[47]

1999年（平成11年）
- ゲストハウス「森 / スラット」

当年3月竣工。神奈川県三浦郡葉山町に所在。
- 北上川・運河交流館 水の洞窟

宮城県石巻市水押3-6-1 に所在する博物館。建物は旧北上川の河川公園の土手に埋もれたように佇む。
- ドーリック南青山ビル
- M2ビル（東京メモリードホール）
- 檮原町地域交流施設（現・雲の上のホテル）
- 伝統芸能伝承館森舞台

### 2000年代前半
2000年（平成12年）
- 作新学院大学[48]
- 幕張集合住宅
- 高柳町陽の楽屋 - 集会施設。
- 那須歴史探訪館
- 那珂川町馬頭広重美術館 - 第14回（2001年度）村野藤吾賞など受賞[49]。
- 石の美術館 - 栃木県那須郡那須町に所在。

2001年（平成13年）
- 高崎駐車場 (WEST PARK 1000)
- 県南総合防災センター - 茨城県北相馬郡藤代町に所在[50]。
- レストラン ソル・ポニエンテ「海 / フィルター」[51]
- 銀山温泉共同浴場「しろがね湯」[52]

2002年（平成14年）
- ゲストハウス「GREAT (BAMBOO) WALL」 - 中国の北京市に所在。
- Plastic House - 住宅。
- 安養寺木造阿弥陀如来坐像収蔵施設
- ADK松竹スクエア - 東京都中央区築地に所在する複合商業施設。

2003年（平成15年）
- 住まいのデパート「ペンタくん」 - 展示場。
- 蓬萊古々比の瀧 - 熱海温泉の旅館[53]。
- 奥社の茶屋 - 長野市戸隠の蕎麦屋[54]。
- 「森 / 床」 - 別荘。
- 梅窓院[55]
- JR渋谷駅の改修
- ONE 表参道 - 複合商業施設。
- 浜名湖花博メインゲート

2004年（平成16年）
- きららガラス未来館[56]
- 分とく山 本店 - 日本料理店[57]。
- 暗闇坂宮下 青山 - 日本料理店。
- 「食と農」の博物館 - 東京農業大学の施設[58]。
- 東雲キャナルコートCODAN3街区 - 東京都江東区に所在。
- 村井正誠記念美術館[59]
- LVMH大阪 - オフィス・店舗。

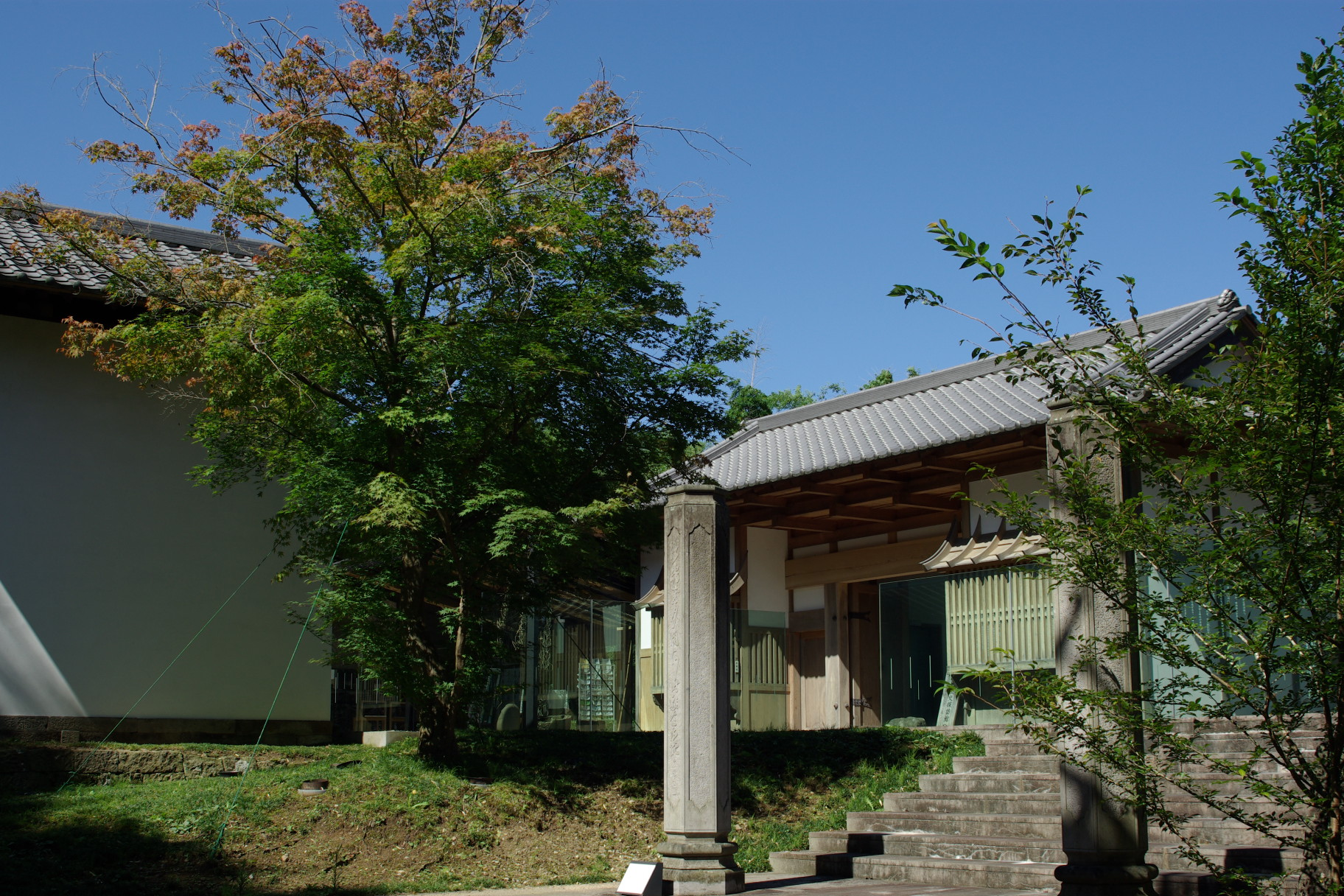
那須歴史探訪館
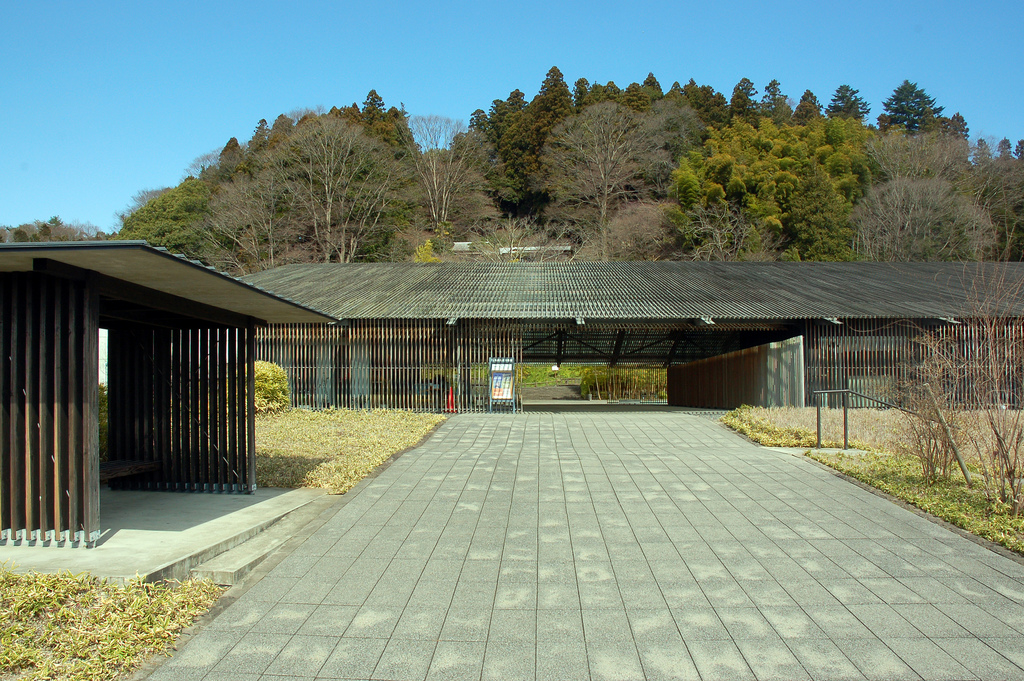
那珂川町馬頭広重美術館
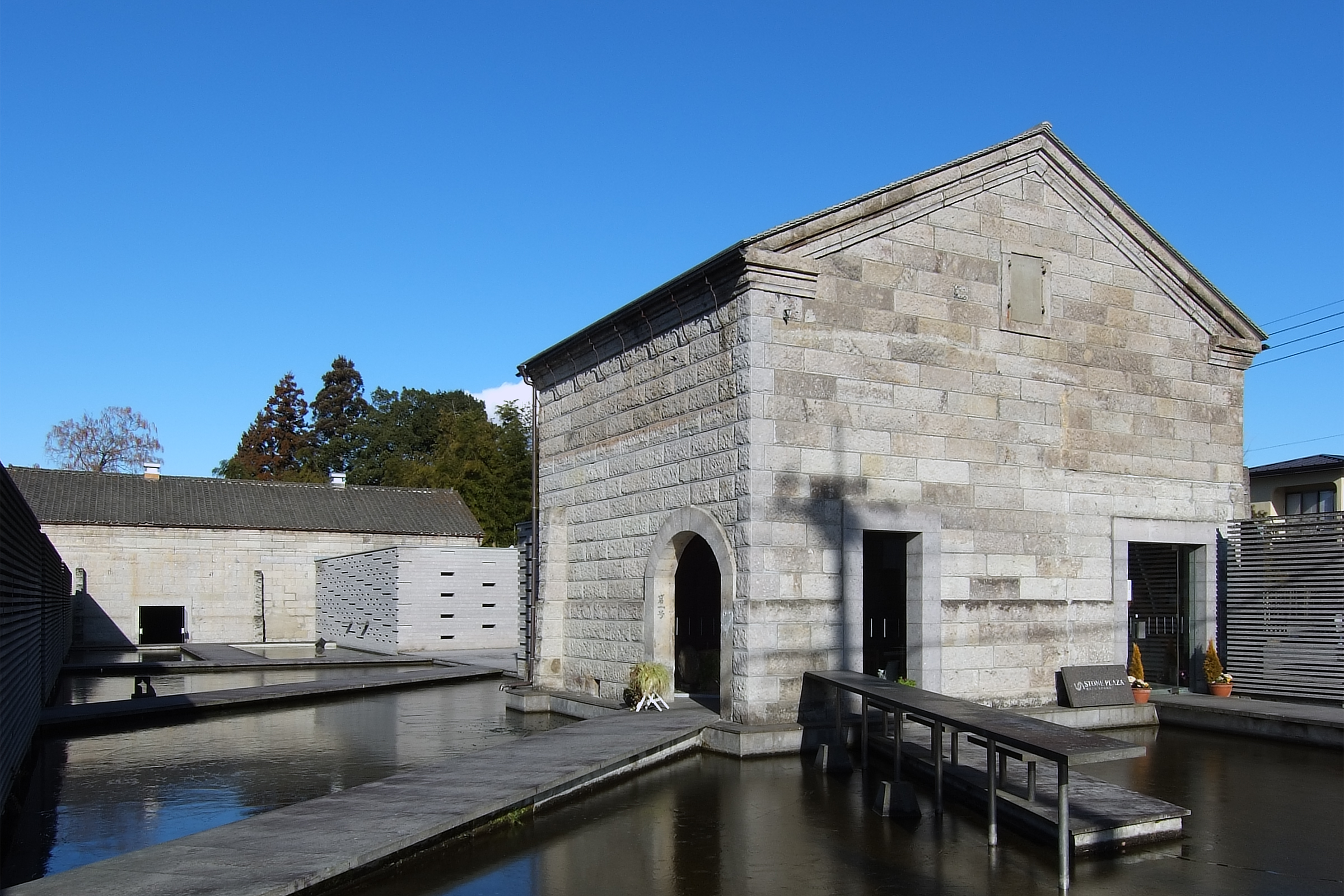
石の美術館
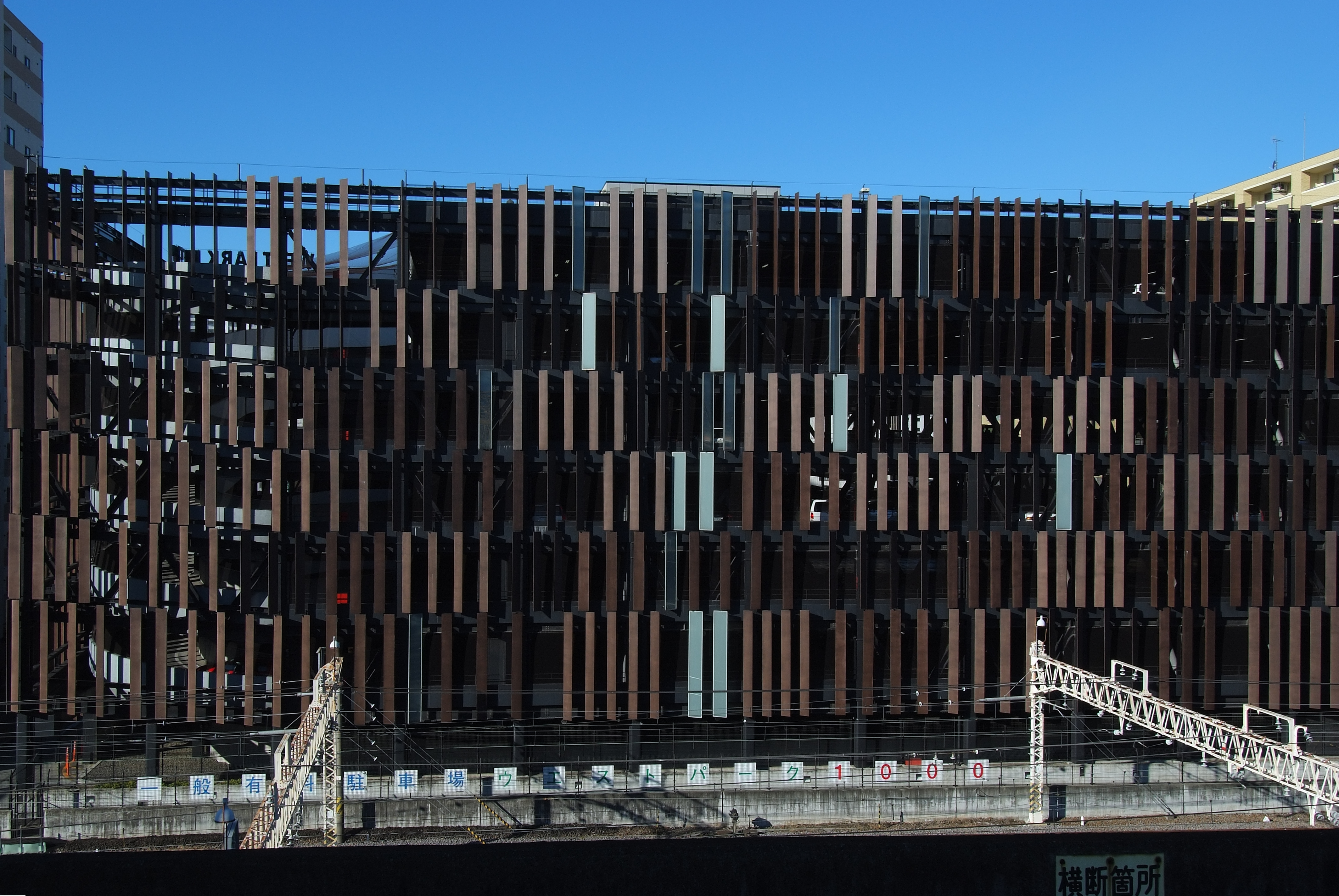
高崎駐車場 (WEST PARK 1000)
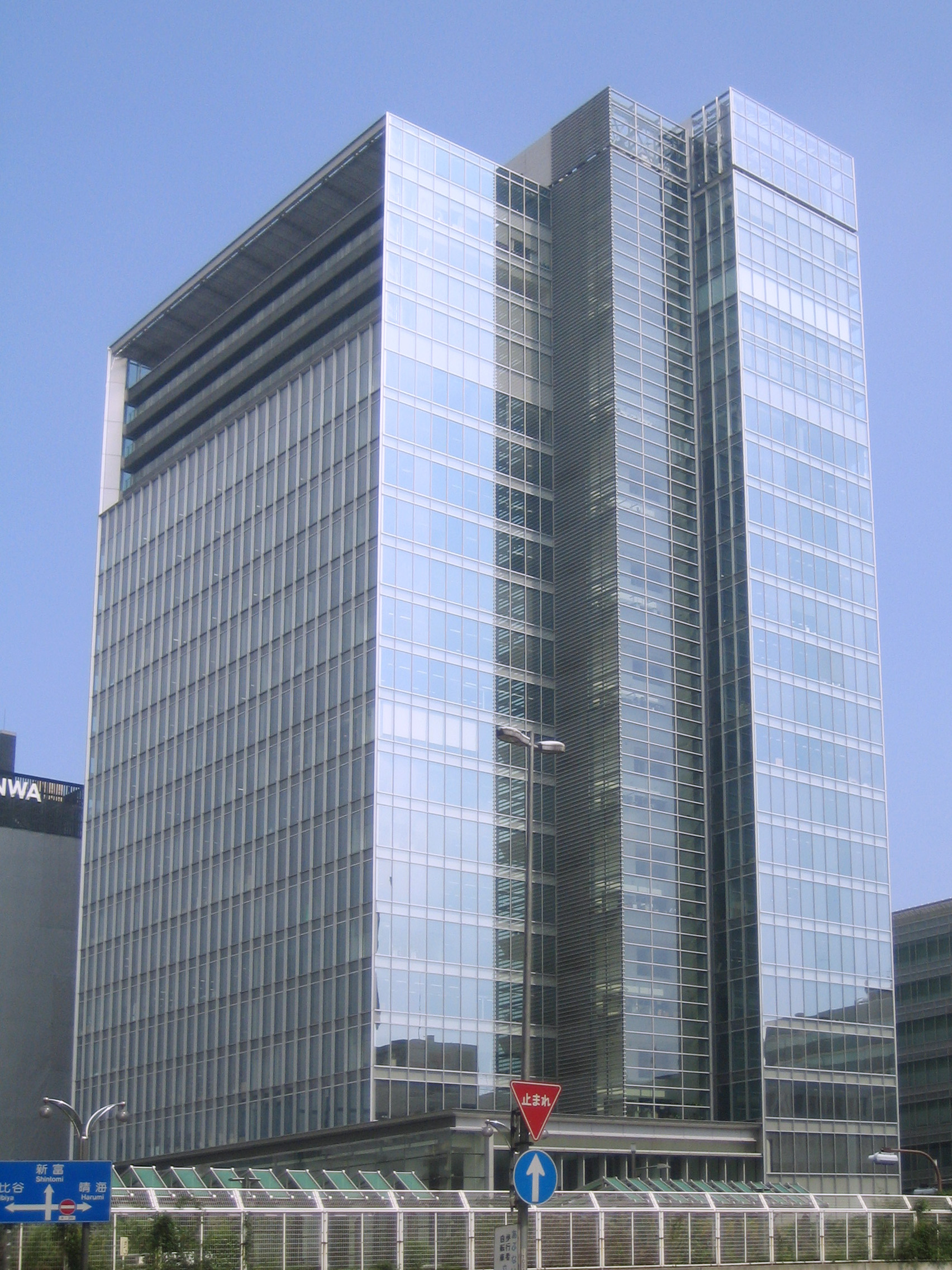
ADK松竹スクエア
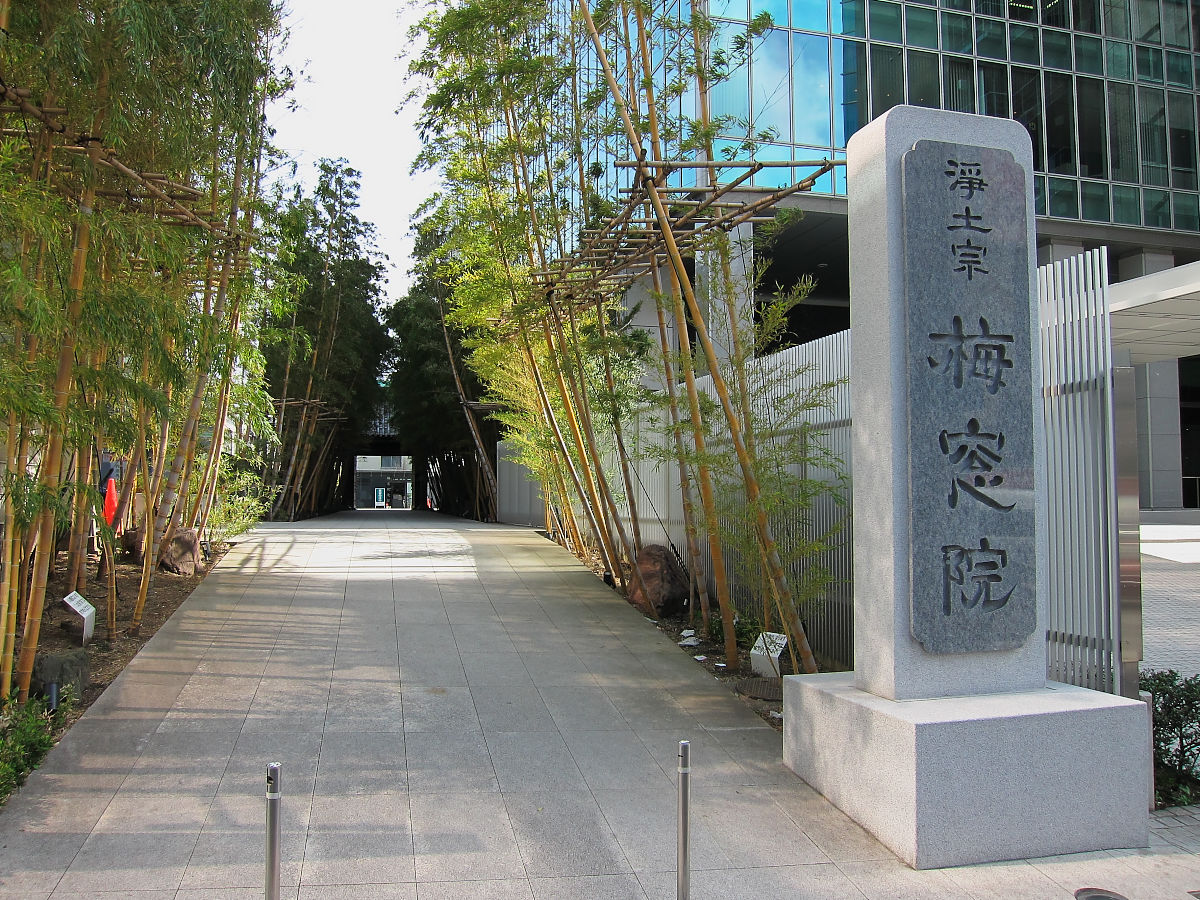
梅窓院
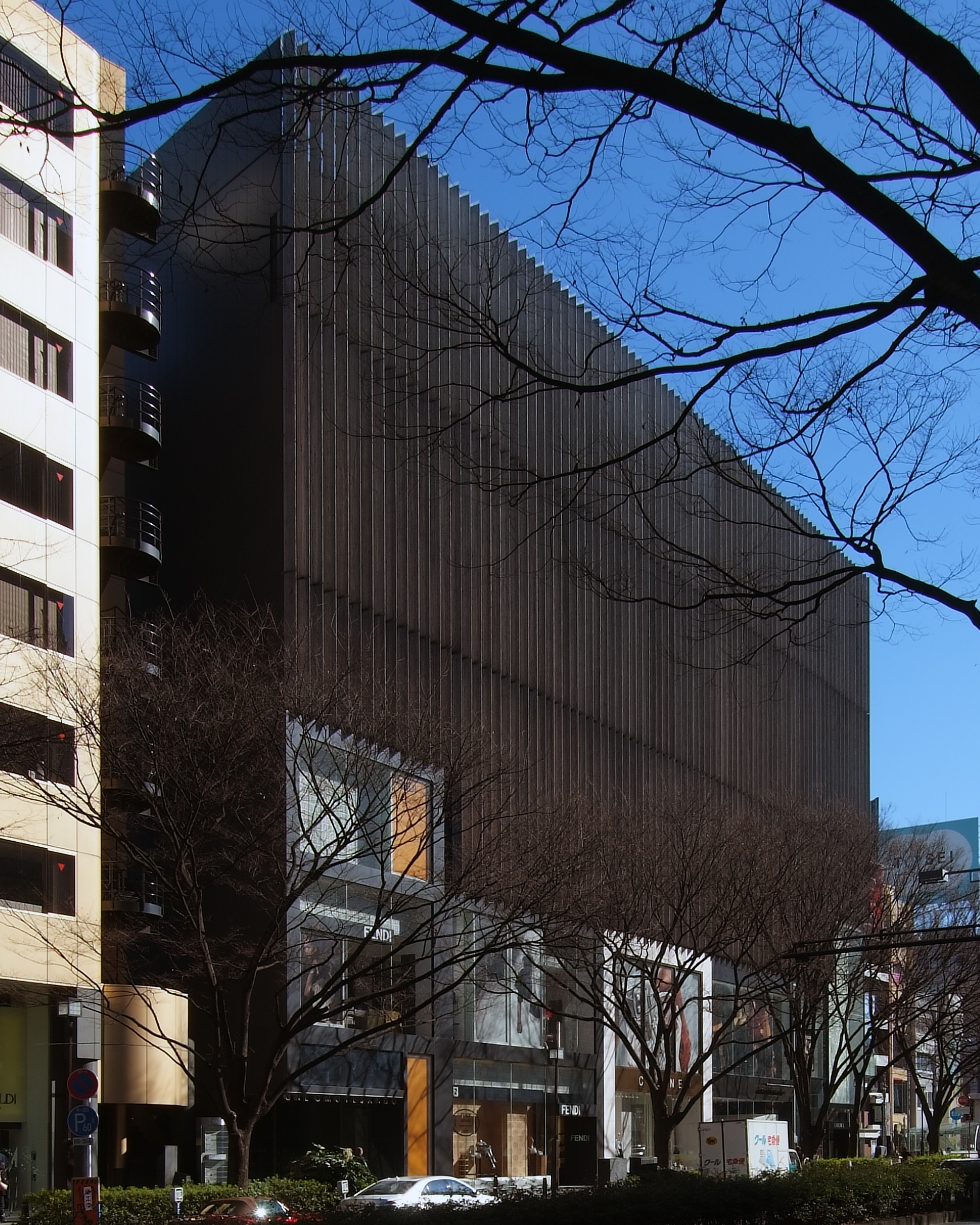
ONE 表参道
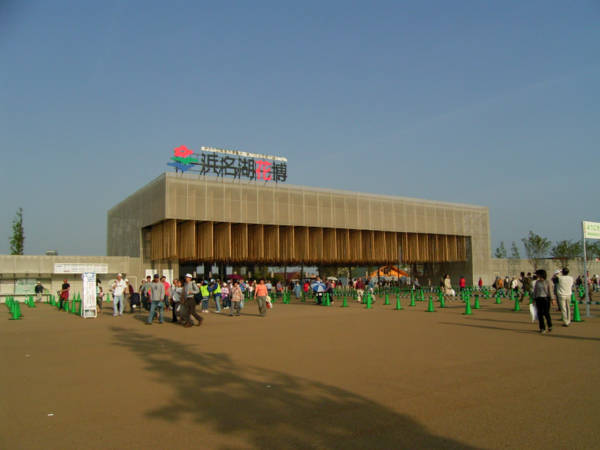
浜名湖花博メインゲート
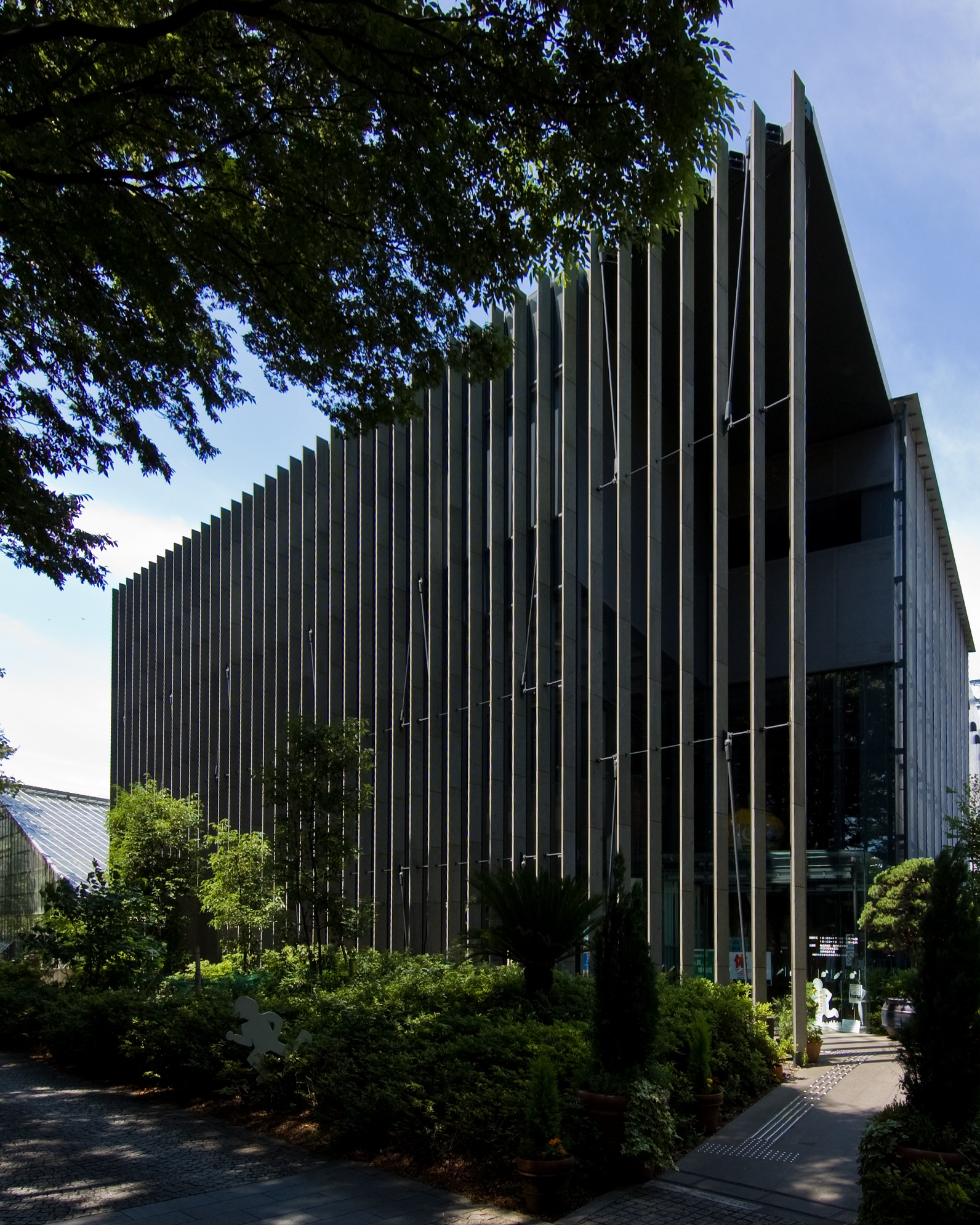
東京農業大学 「食と農」の博物館
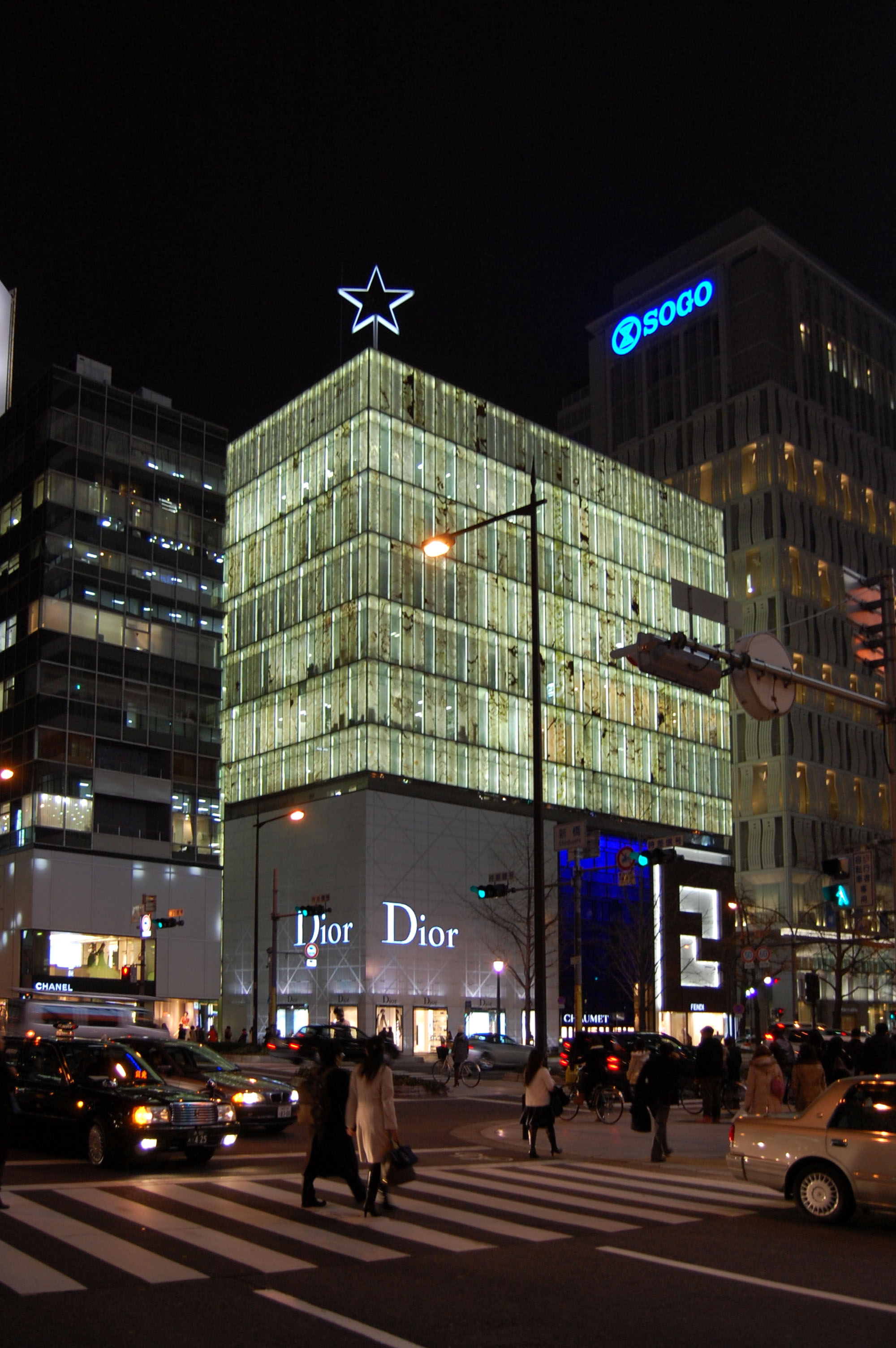
LVMH大阪

### 2000年代後半
2005年（平成17年）
- NTT青山ビル改修 - エスコルテ青山。
- COCON KARASUMA - 旧・京都丸紅ビルの改装[60]。
- 福崎空中広場
- 長崎県美術館[61]
- The Scape - 共同住宅。
- 萬來舎継承空間[62]
- Lotus House - 住宅。
- 愛知万博2005（計画案）
- JR宝積寺駅前グリーンシェルター

2006年（平成18年）
- 檮原町総合庁舎

当年10月竣工。高知県高岡郡檮原町檮原1444-1に所在。設計者：慶應義塾大学理工学部システムデザイン工学科、および、隈研吾建築都市設計事務所。
- Y HÜTTE - 別荘。
- ちょっ蔵広場 - JR宝積寺駅前に所在する、ホール・多目的展示場。
- ほしのさと増築工事 - 山口県下松市に所在する特別養護老人ホーム[64]。
- 銀山温泉 藤屋[65]
- Z58 [66]

当年7月竣工。中国の上海市長寧区番禺路58号（近延安西路）に所在する、オフィス・ショールーム複合施設。
2007年（平成19年）
- サントリー美術館（東京ミッドタウン内）[67]
- ルシアン ペラフィネ 東京ミッドタウン店[68]
- 「鉄」の家 - 住宅。
- 無印良品「窓の家」 - 商品化住宅[69]。
- SAKENOHANA - イギリスのロンドンに所在するレストラン[70]。
- YIEN EAST - 別荘。
- 呉市音戸市民センター

2008年（平成20年）
- 朝日放送新社屋[71]
- 料亭開花亭別館「sou-an」 - 福井県福井市に所在[72]。
- 東都医療大学[73]
- 京都造形芸術大学至誠館[74]
- JR宝積寺駅 - 栃木県塩谷郡高根沢町に所在。
- The Opposite House - 中国は北京市に所在するホテル[75]。
- 寿月堂 パリ店 - フランス・パリに所在。
- ティファニー 銀座 - 店舗・オフィス[76]。
- 三里屯Village 北区/南区 - 中国・北京に所在する複合商業施設。
- wood/berg - 住宅。

2009年（平成21年）
- 根津美術館 本館（3代目）および NEZUCAFE [77][78]

当年2月28日竣工。東京都港区南青山6-5-1に所在。「根津美術館」名義で、第52回（2009年度）BCS賞を受賞（2010年〈平成22年〉に受賞）、第51回（2009年度）毎日芸術賞を受賞（2010年1月に受賞）。
- Cha Cha Moon（レストラン・ロンドン）[81]
- 史跡金山城跡ガイダンス施設・太田市金山地域交流センター
- ガーデンテラス長崎 - ホテル[82]。
- 玉川髙島屋S・C マロニエコート
- ルシアン ペラフィネ 心斎橋店 - 大阪府大阪市心斎橋に所在。

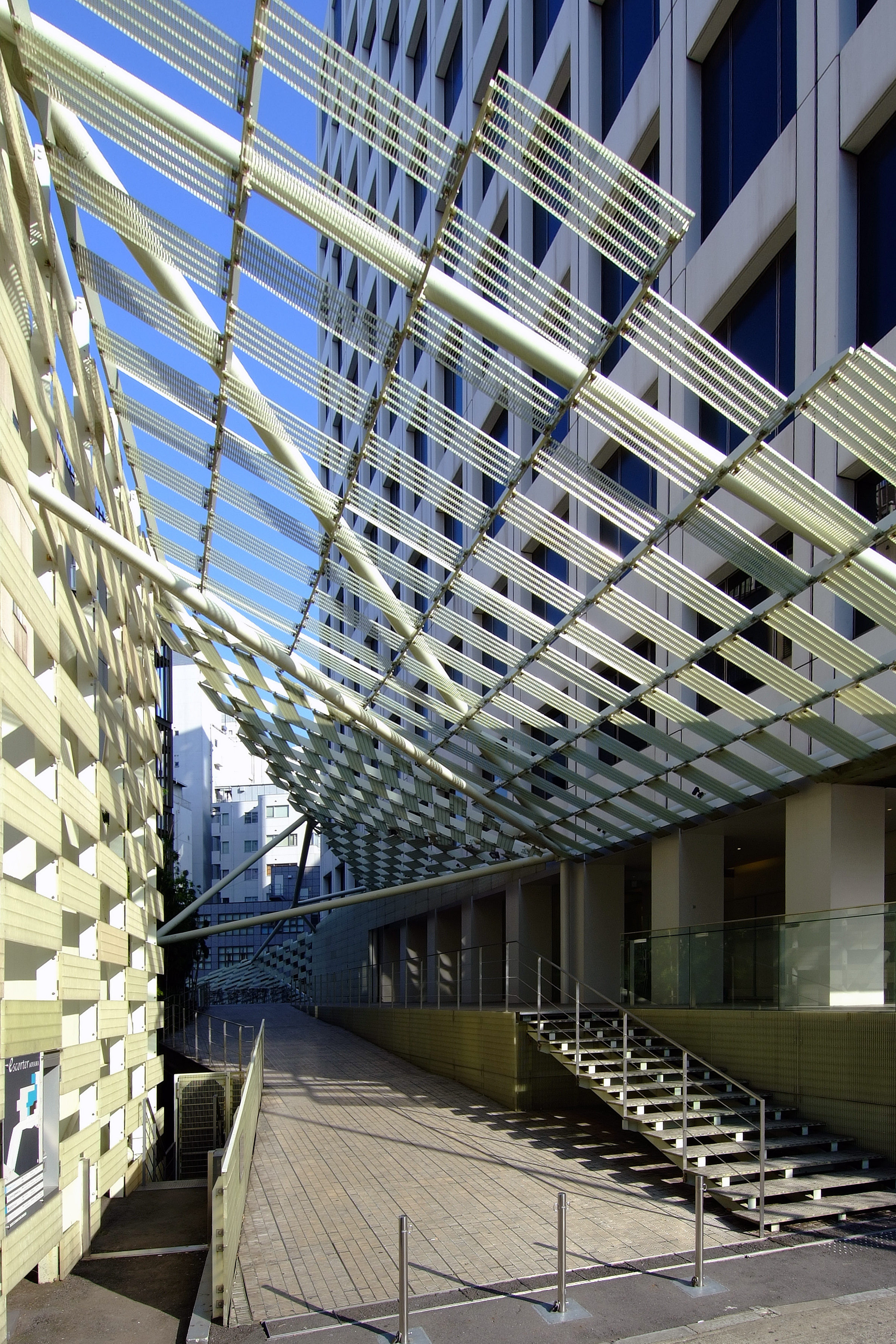
エスコルテ青山
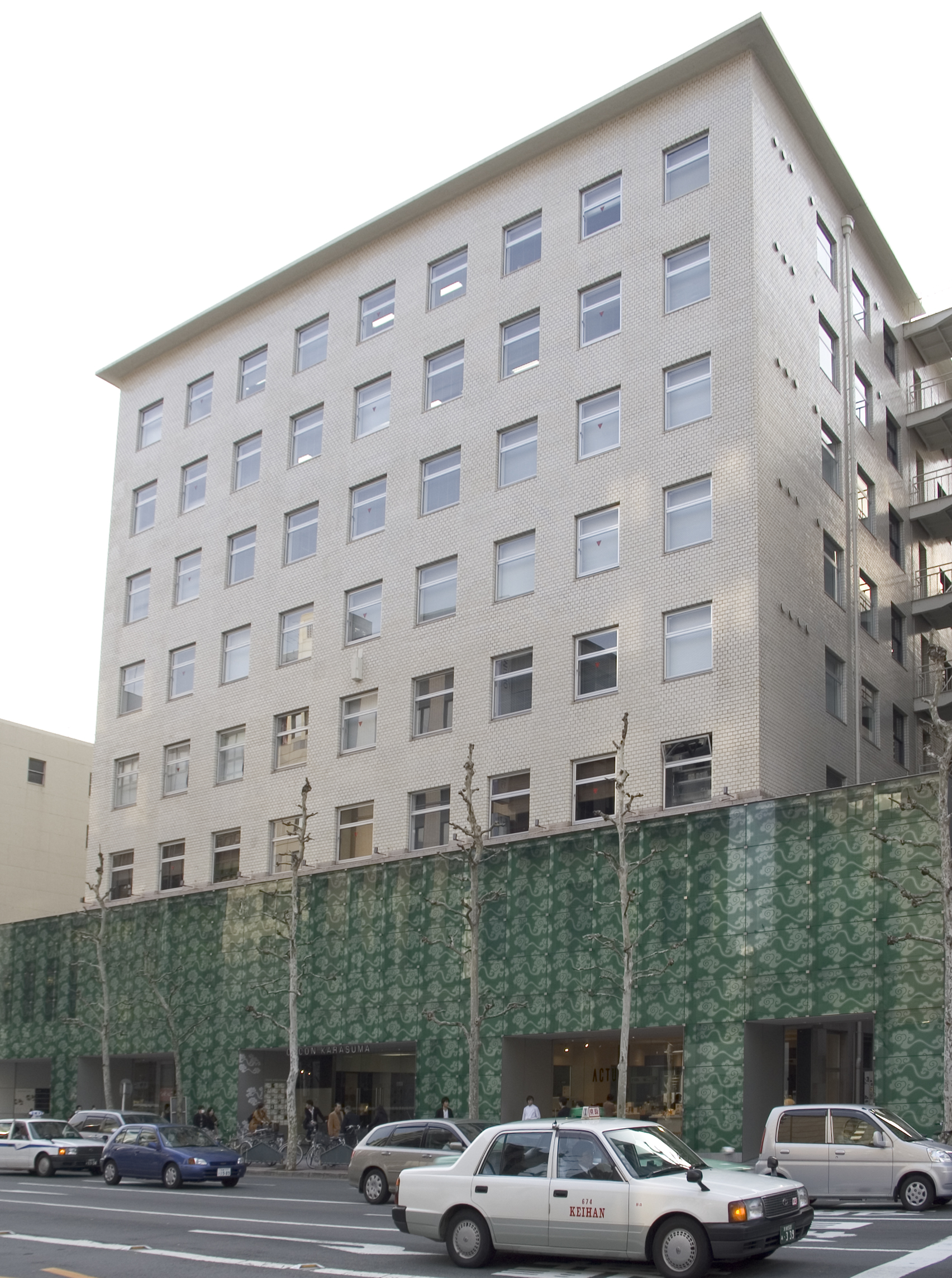
COCON KARASUMA
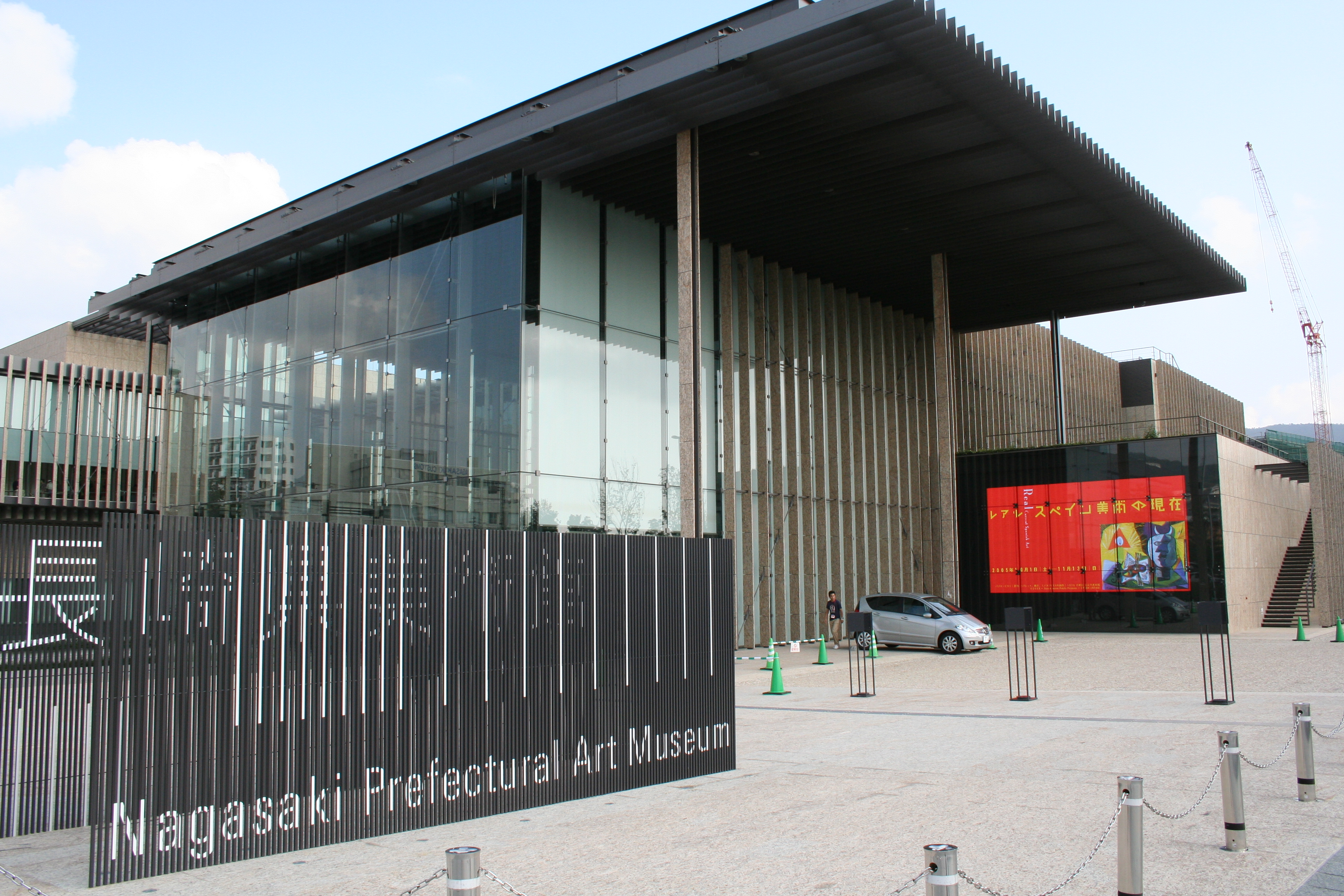
長崎県美術館
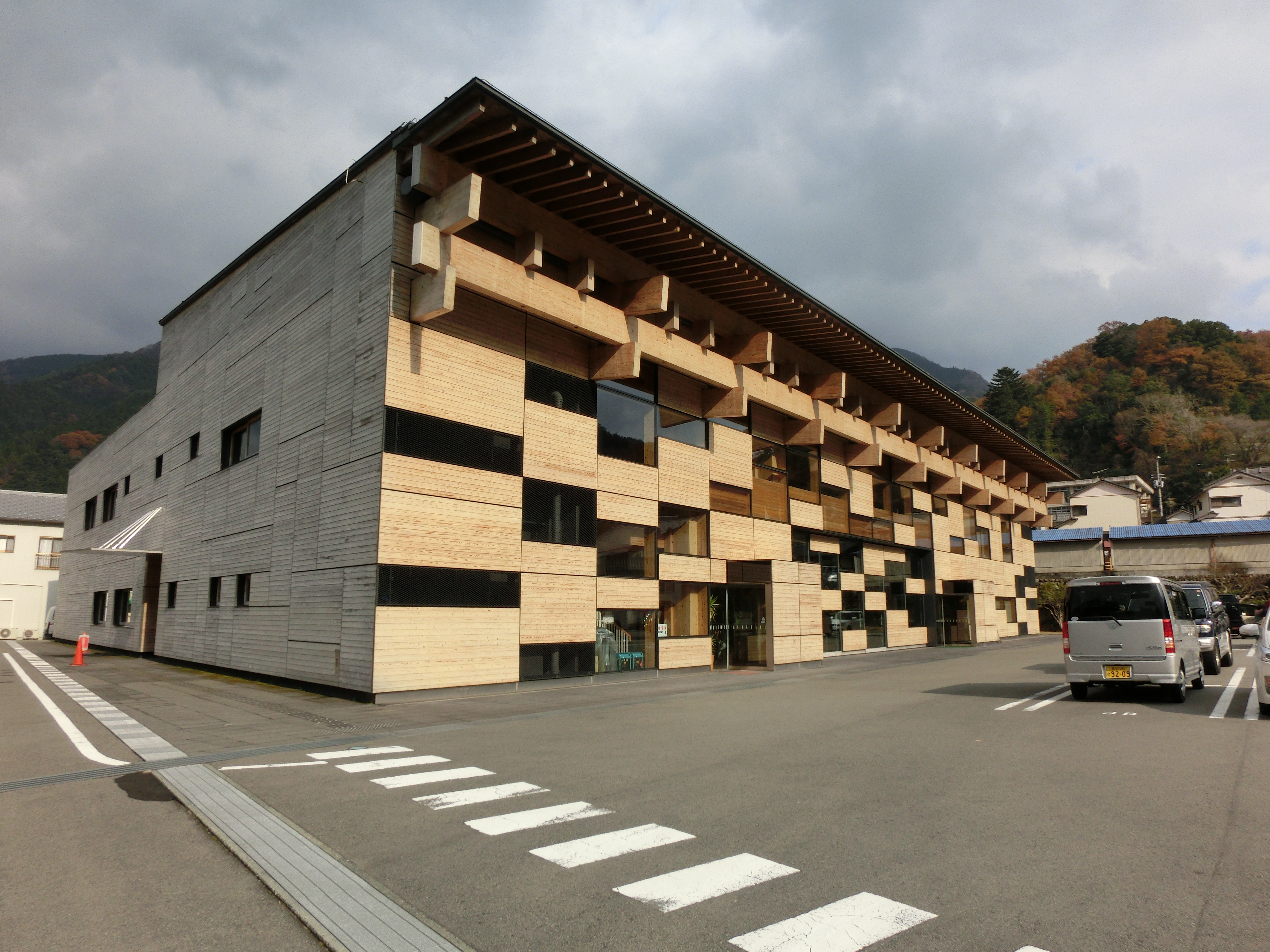
檮原町総合庁舎
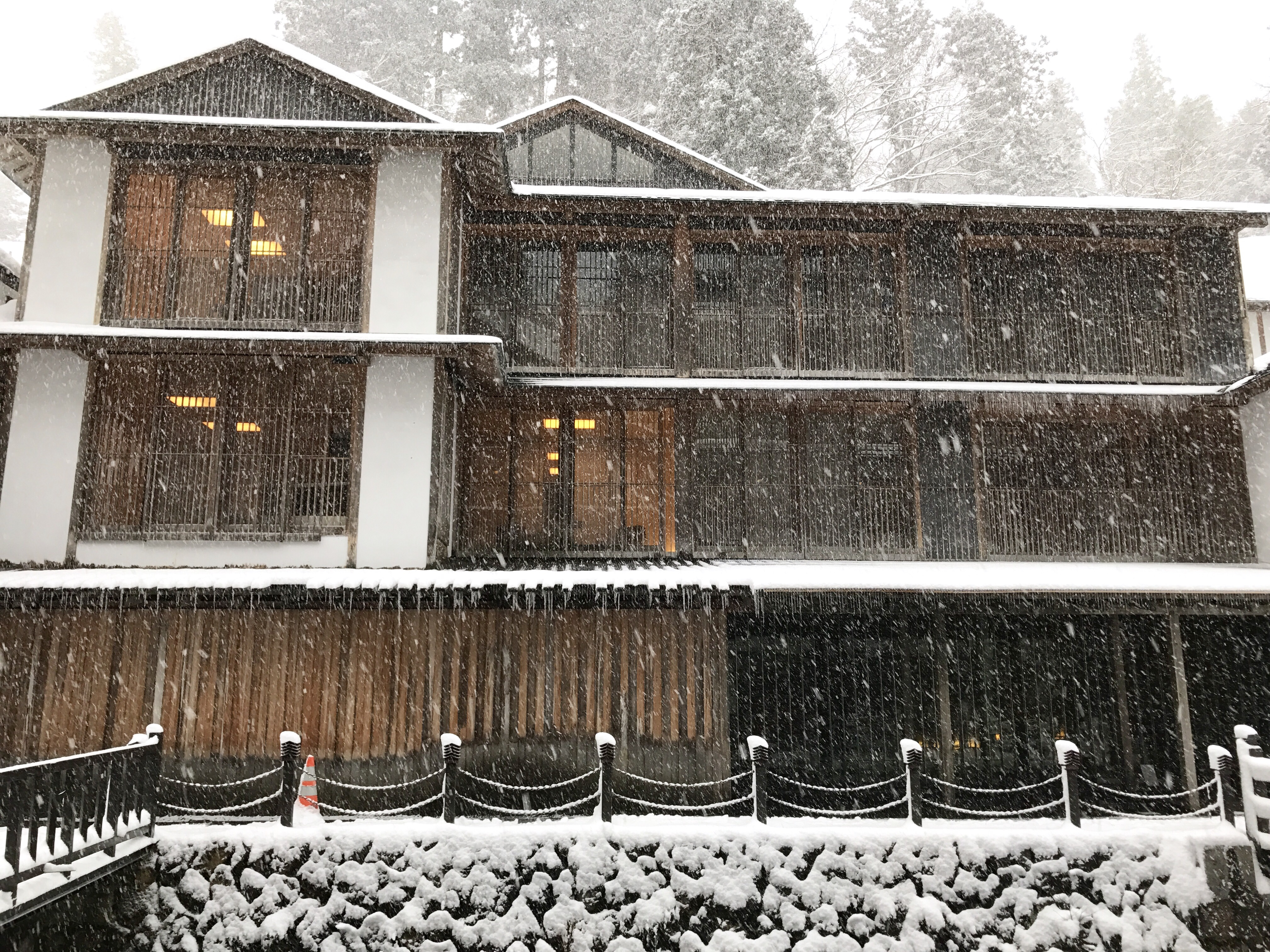
銀山温泉 藤屋
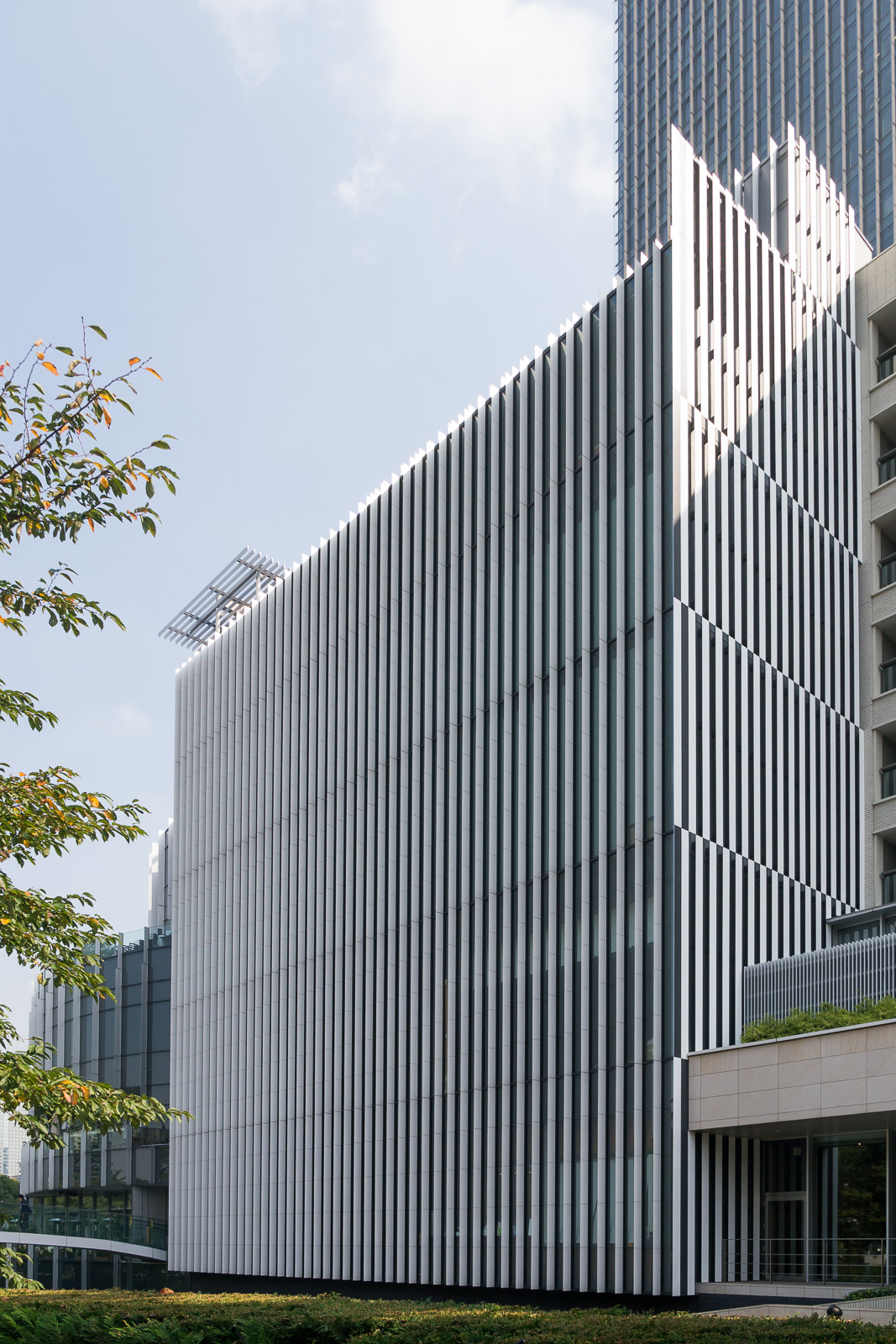
サントリー美術館
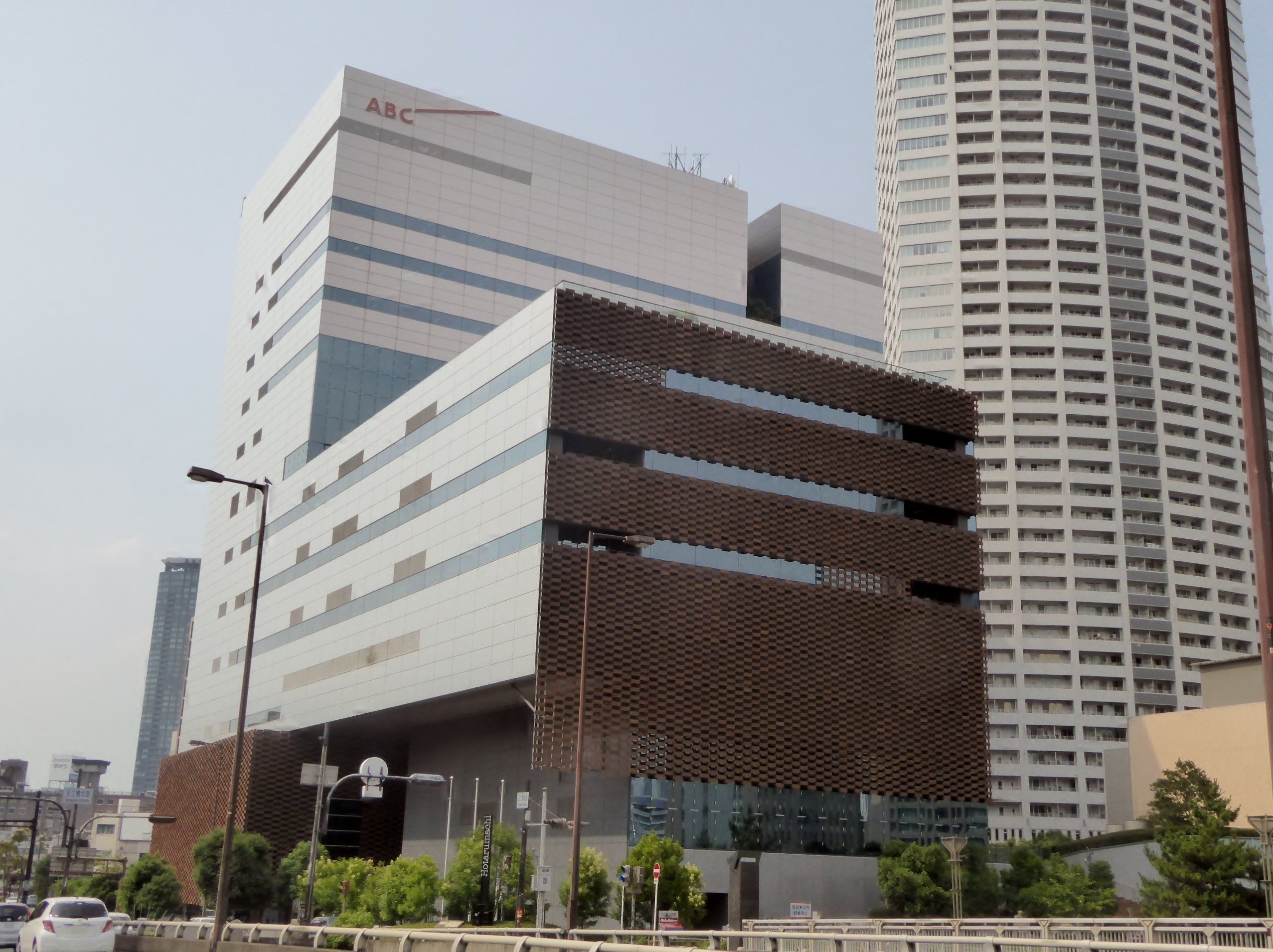
朝日放送（現・朝日放送グループホールディングス）社屋
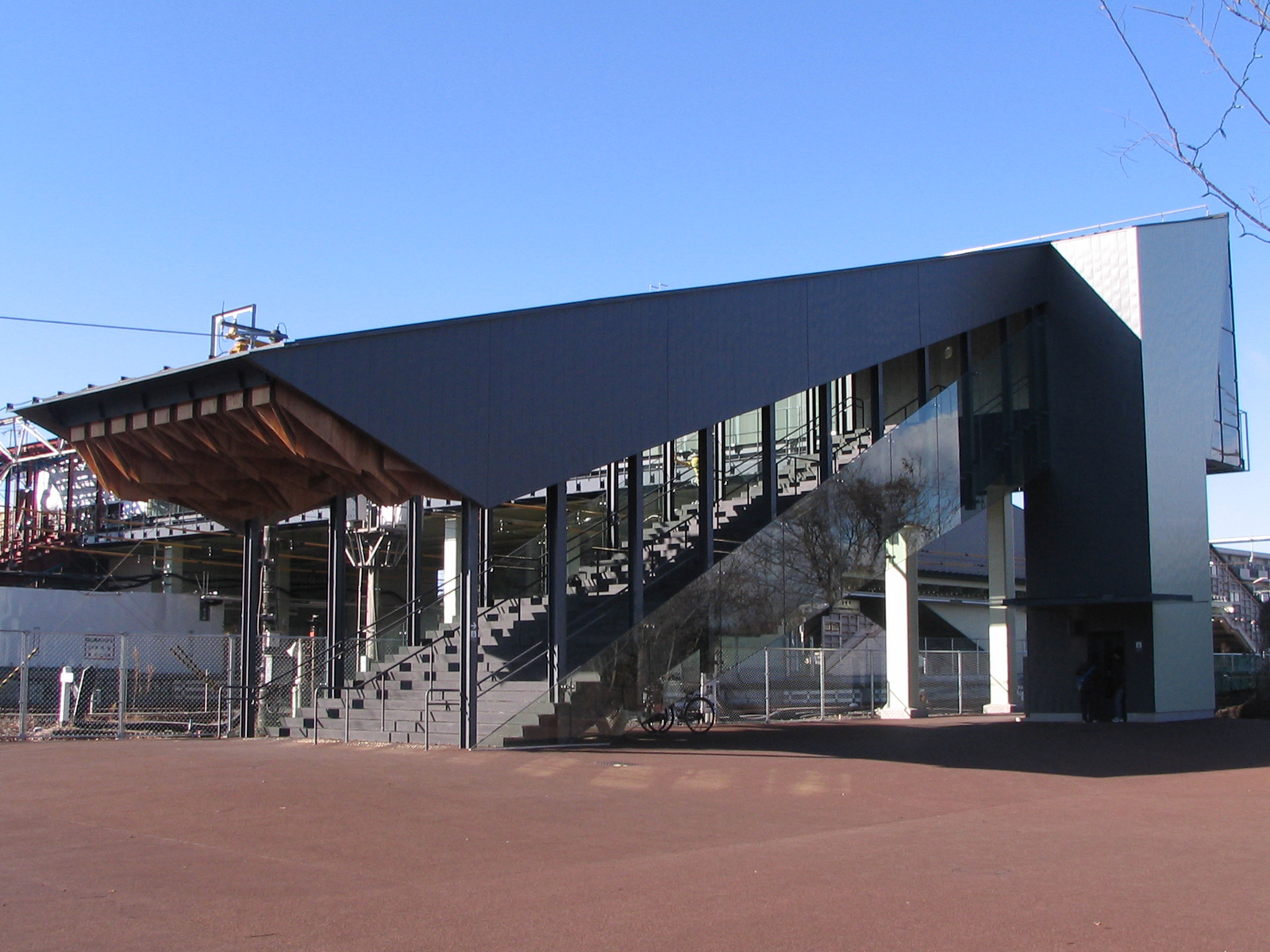
宝積寺駅
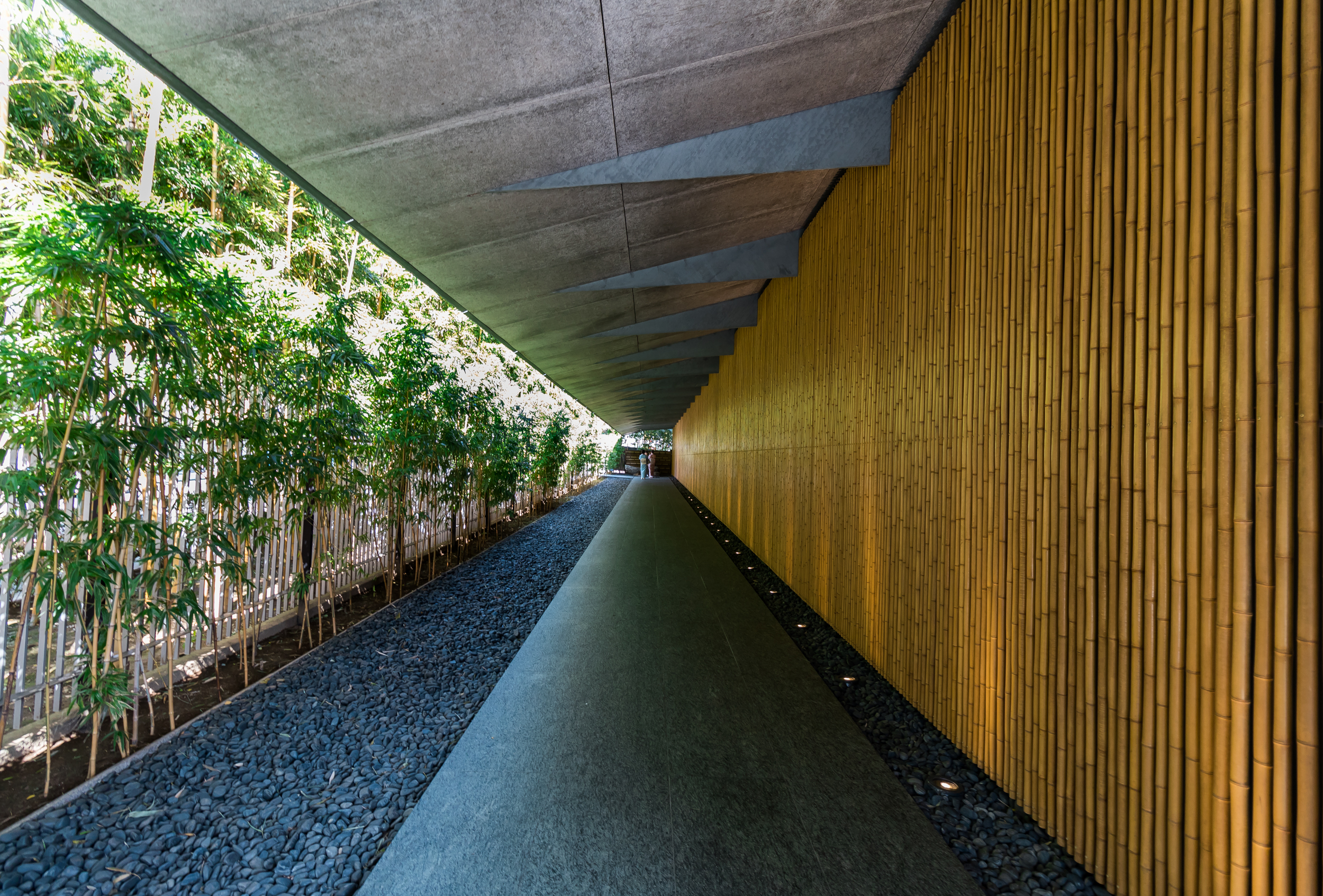
根津美術館 本館（3代目）
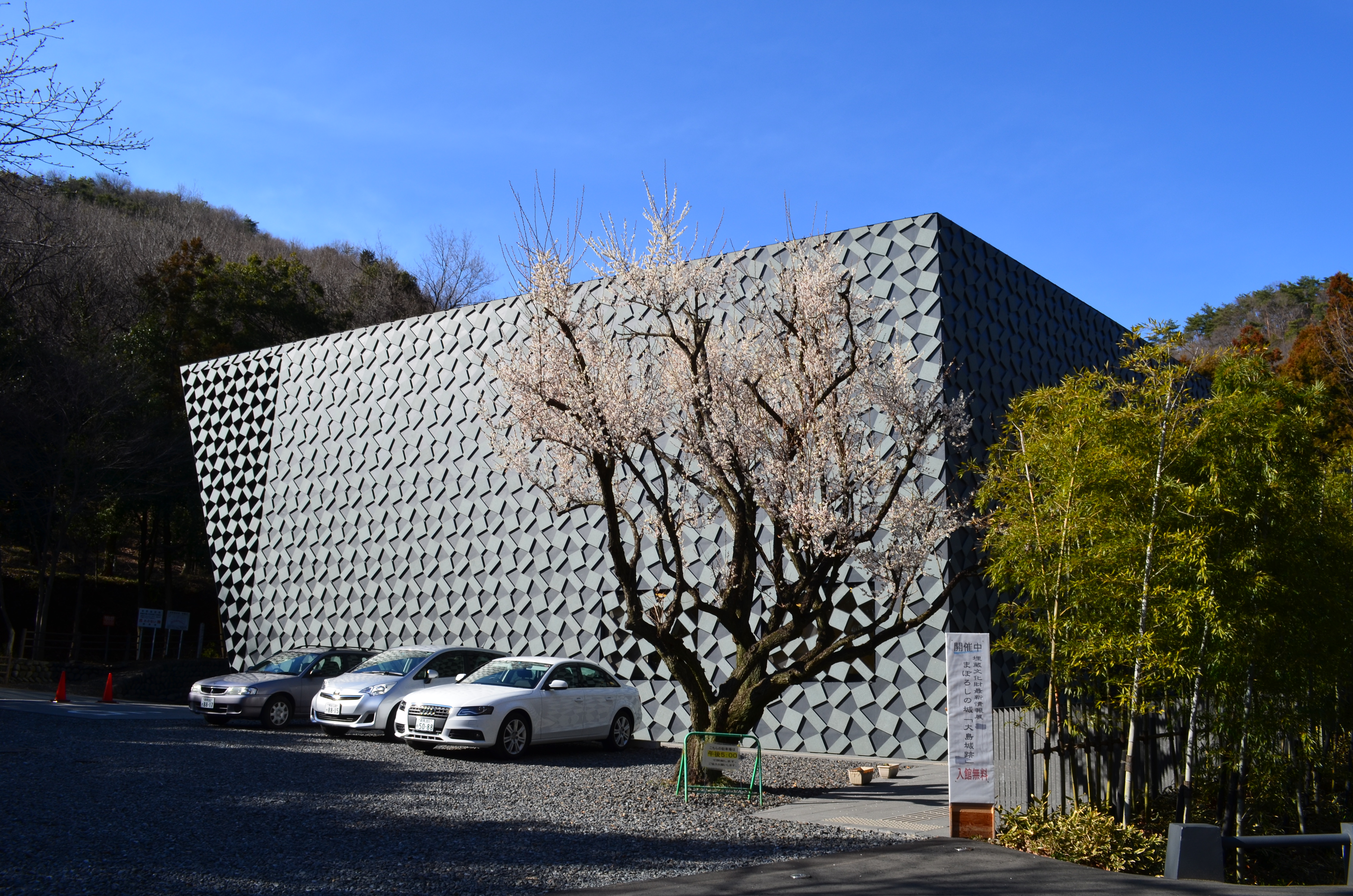
金山城跡ガイダンス施設・太田市金山地域交流センター
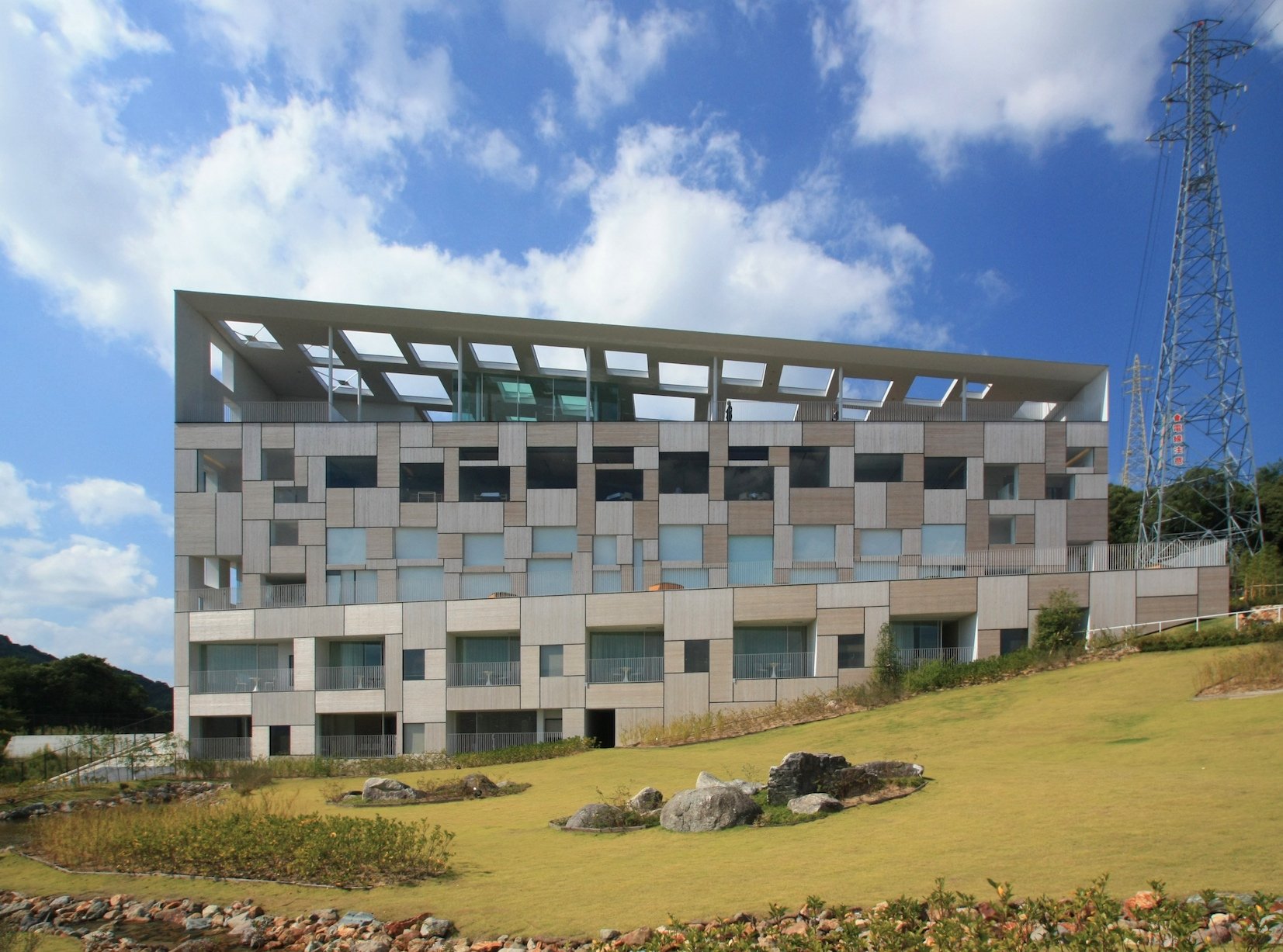
ガーデンテラス長崎

### 2010年代前半
2010年（平成22年）
- 東急キャピトルタワー[83]

当年7月31日竣工。東京都千代田区永田町2-10-3に所在。ザ・キャピトルホテル 東急が核テナントとして当年10月22日に開業したビル。コンセプトは「超高層ビルに下屋性を組み込む」。
- まちの駅「ゆすはら」（雲の上のホテル別館 マルシェ・ユスハラ） [85][86][87]

同年7月竣工。高知県梼原町梼原1196-1に所在する町営ホテル で、アトリウムは市場（マルシェ）になっている。1994年（平成6年）に隈研吾建築都市設計事務所が設計した「梼原町地域交流施設（現・雲の上のホテル) 」の増築の一環。峠越えをする旅人を茅葺屋根の茶堂でもてなしてきた梼原の人々の昔話に触発され、地域の文化と伝統を茅葺の外壁でも表現している。
- 赤城神社（東京都新宿区赤城元町鎮座）の社殿と境内 [88][89][90]

7月竣工、8月納品。赤城神社再生プロジェクトの主要事業として、境内を一新する建て替えが行われ、境内は現代的な造りに変わった。社殿の屋根は大和葺（2枚の板を互い違いに重ねて並べる屋根葺手法）を銅板で行った。
- パークコート神楽坂 [91][92][93]

7月竣工、8月納品。11月6日販売開始。上記の赤城神社に隣接する集合住宅（三井不動産レジデンシャルの定期借地権付き分譲マンション棟で、土地所有者は赤城神社）で、神社と一体感をもって設計された。「マンションと神社の一体化を図る大和張り」というコンセプトのとおり、壁面のデザインは社殿の大和葺と呼応させるべく柾目様のアルミニウム製板材（アルミスクリーン）の大和張り（縦型）で仕上げられている。2011年度グッドデザイン賞受賞。
- 梼原 木橋ミュージアム（雲の上のギャラリー） [94]

同年9月竣工。高知県梼原町太郎川3799-3に所在する、「雲の上のホテル」と「雲の上の温泉」を連結する通路兼ミュージアム。1994年（平成6年）に隈研吾建築都市設計事務所が設計した「梼原町地域交流施設（現・雲の上のホテル）」の増築の一環。「雲の上のギャラリー」は、いわばサブタイトル。
- 川棚の杜 山口県下関市川棚温泉交流センター[95]
- 安藤百福記念自然体験活動指導者養成センター[96]
- プロソミュージアム・リサーチセンター（愛知県春日井市）[97]
- 三里屯SOHO - 中国・北京市に所在する複合商業施設。
- Glass/Wood house - 別荘。
- Bamboo/Fiber - 住宅。
- 上下 - 中国・上海市に所在する店[98]。
- 玉川髙島屋S • C本館ファサードの改修
- 華都飯店 - レストラン。
- STONE ROOF - 別荘。

2011年（平成23年）
- 巴馬ロハスカフェ - レストラン。
- 京都国際ホテル 客室モデルルーム
- 京都国際ホテル ステーキハウス近江 - レストラン。
- Mesh / Earth - 長屋。
- カフェ・クレオン - 飲食店。
- Memu Meadows - 実験住宅 [99]。
- Casalgrande Old House - イベントホール及びギャラリー。
- Green Cast - 複合ビル。
- スターバックスコーヒー 太宰府天満宮表参道店 - 飲食店[100]。
- 新津 知・芸術館 - 美術館。

2012年（平成24年）
- 帝京大学小学校 校舎（2代目） [101]

当年3月31日竣工。東京都多摩市和田1254-6に所在。設計：日本設計、隈研吾建築都市設計事務所。施工：竹中工務店。第54回（2013年）BCS賞受賞。
- 長岡市シティホールプラザ アオーレ長岡

当年3月竣工、4月1日開業。新潟県長岡市大手通1-4-10に所在する、長岡市役所本庁舎などが入った複合交流施設。2012年度グッドデザイン賞、2014年度日本建築学会賞ほか、受賞多数。
- 浅草文化観光センター

2010年（平成22年）着工、2012年（平成24年）3月竣工、同年4月20日開業。東京都台東区雷門2-18-9に所在する、観光案内を主とする多目的施設。2012年度グッドデザイン賞受賞。
- ガーデンテラス宮崎ホテル&リゾート

当年9月納品。宮崎県宮崎市下原町247-18に所在。テーマは「竹とガラスと水」。隈の母方の祖母は、国内民間パイロットの先駆者であった後藤勇吉の姉に当たり、後藤は宮崎県延岡市出身ということで、係る縁は当ホテルの盛んに謳うところでもある。
- マルセイユ現代美術センター（FRAC マルセイユ）[106]

当年12月竣工、2013年（平成25年）1月開館。フランス南東部のマルセイユ (20 Boulevard de Dunkerque, 13002 Marseille)  に所在する美術館。
2013年（平成25年）
- GINZA KABUKIZA [108][109][注 1]

当年2月28日竣工（歌舞伎座は2月26日竣工、4月2日開館）。歌舞伎専用劇場「歌舞伎座」とオフィスビル「歌舞伎座タワー」で構成された複合ビル。東京都中央区銀座4-12-15に所在。設計：三菱地所設計、共同設計：（意匠）隈研吾建築都市設計事務所。施工：清水建設。
- オリーブベイホテル [110][111]

当年2月竣工、4月12日開業。長崎県西海市大島町1577-8に所在するリゾートホテル。設計監理：隈健吾建築都市設計事務所。施工：鹿島建設。
- JPタワー 商業施設「KITTE」

当年3月21日開業。東京都千代田区丸の内2-7-7-2に所在。内装環境設計を手がけた。
- サニーヒルズ南青山店 [112]

当年9月竣工。東京都港区南青山3-10-20に所在。台湾資本のケーキ屋「微熱山丘（サニーヒルズ）」の東京第1号店舗。日本伝統の木造建築技法である組木格子「地獄組み」を全面的に使用。
- 両口屋是清 東山店[115]

愛知県名古屋市千種区東山通4-4-1に所在。三角形の黒い金属葺きの屋根と大きく張り出した庇が特徴。
2014年（平成26年）
- 大樋美術館 併設館「大樋ギャラリー」

当年春に改装完工。石川県金沢市橋場町2-17に所在。ギャラリーや茶室など館内施設の改装を設計監理。
- ダイワユビキタス学術研究館

2012年（平成24年）10月着工、2014年（平成2年）5月14日竣工。東京大学本郷キャンパス内の東京都文京区本郷7-1-2に所在する、東京大学大学院情報学環の研究棟。大和ハウス工業の寄付で建てられた。総合監修：坂村健（ユビキタスコンピューティング提唱者、東京大学大学院情報学環 教授）。設計：隈研吾（東京大学大学院工学系研究科 教授）及び設計事務所。施工：大和ハウス工業。

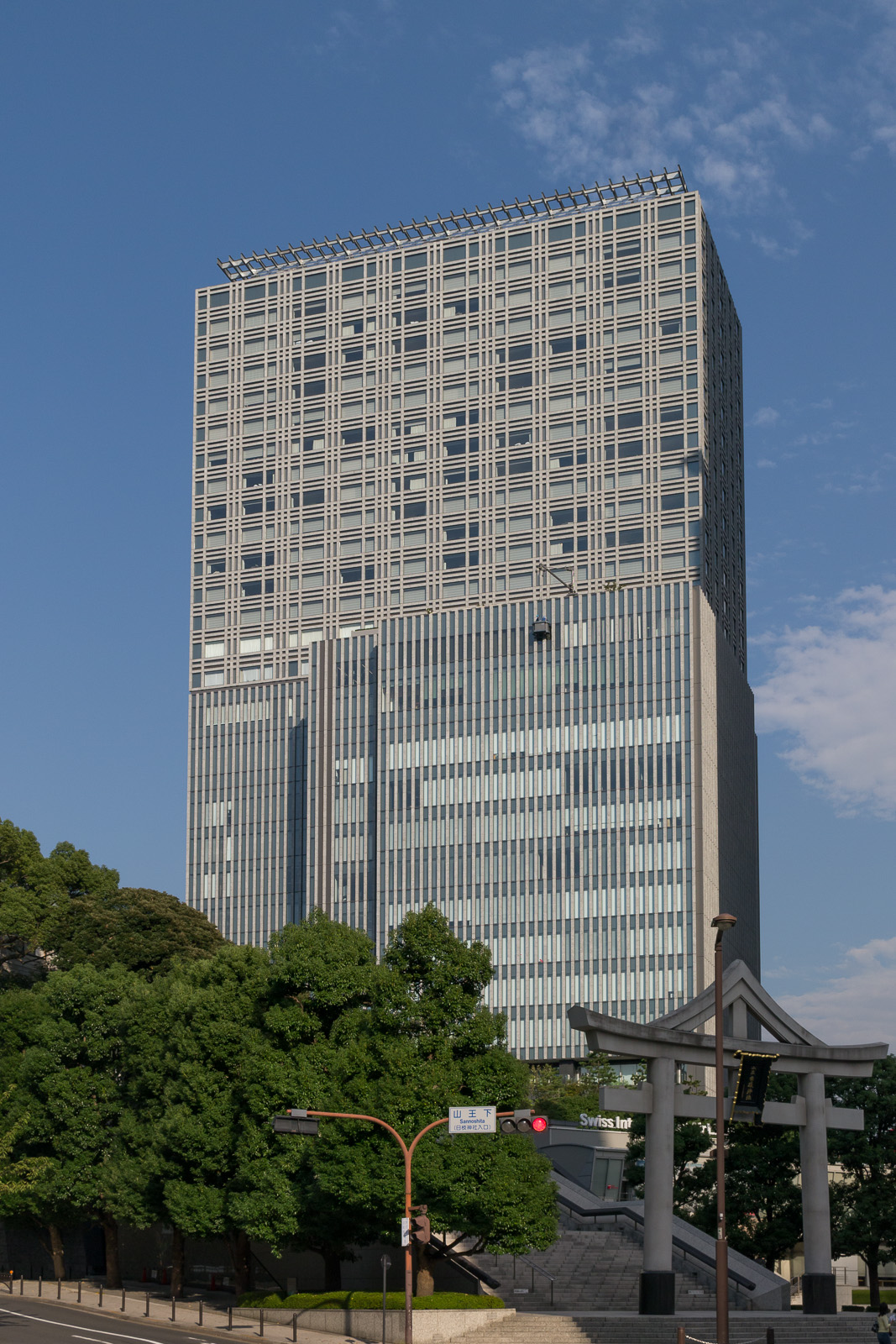
東急キャピトルタワー
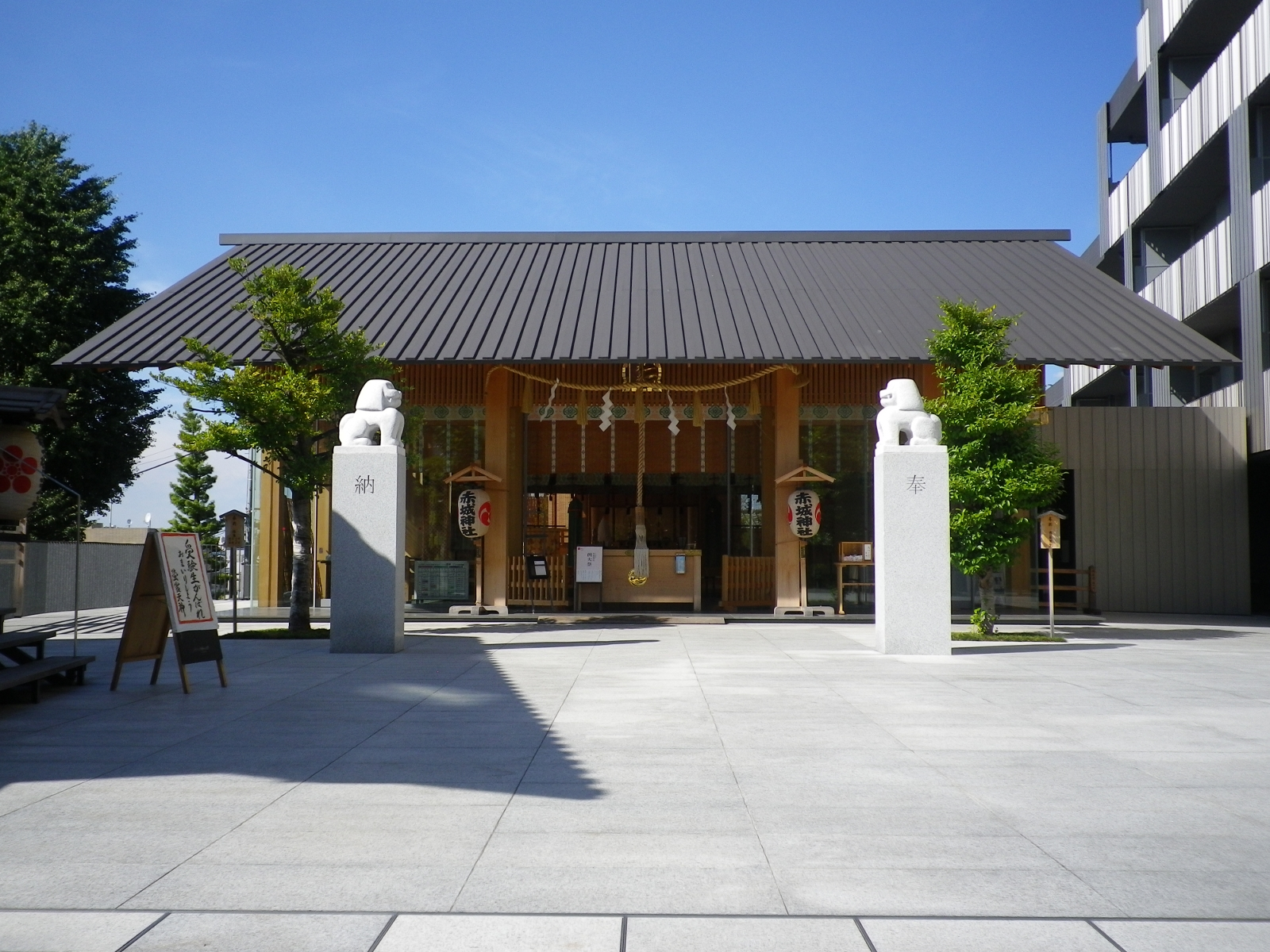
赤城神社
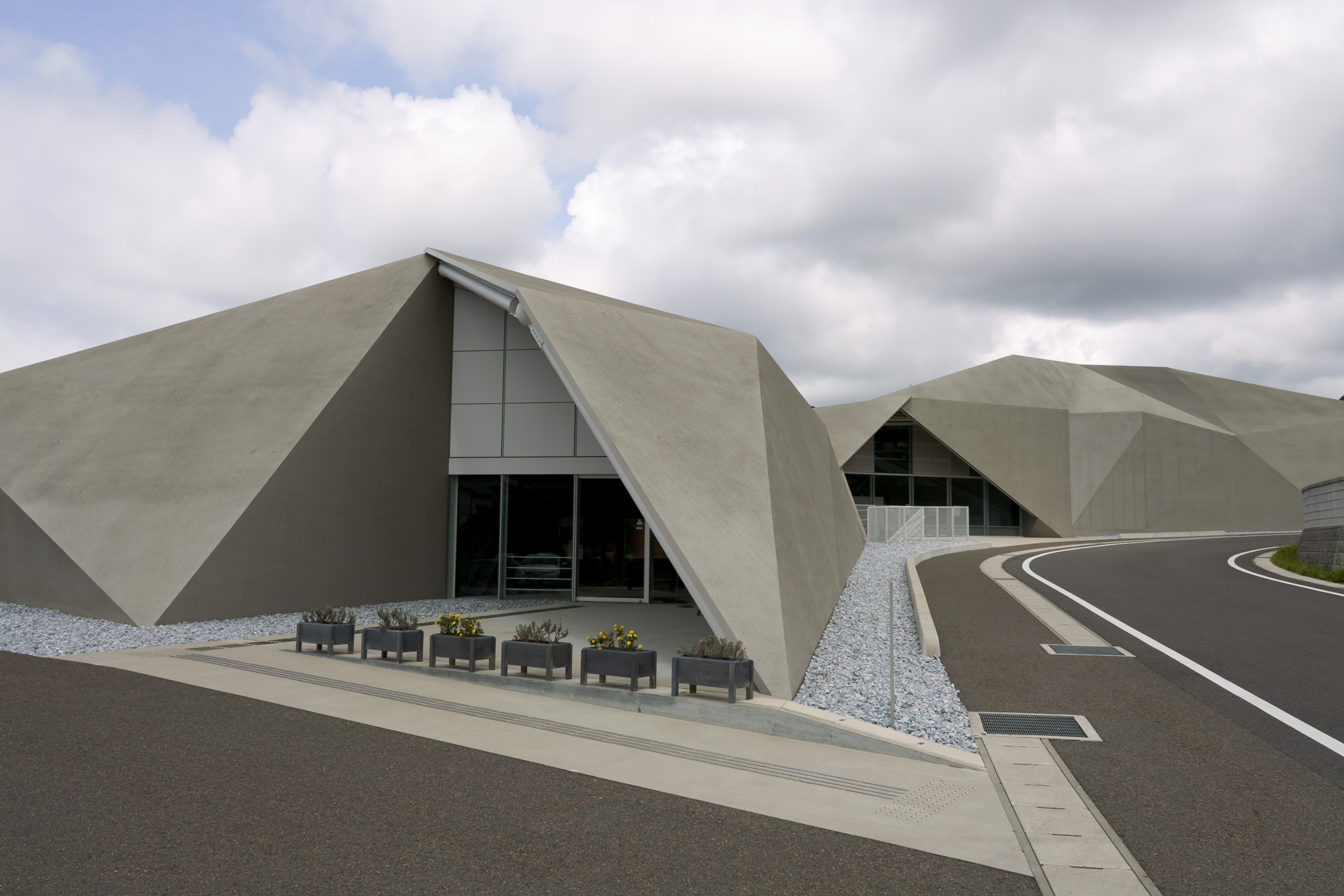
川棚の杜
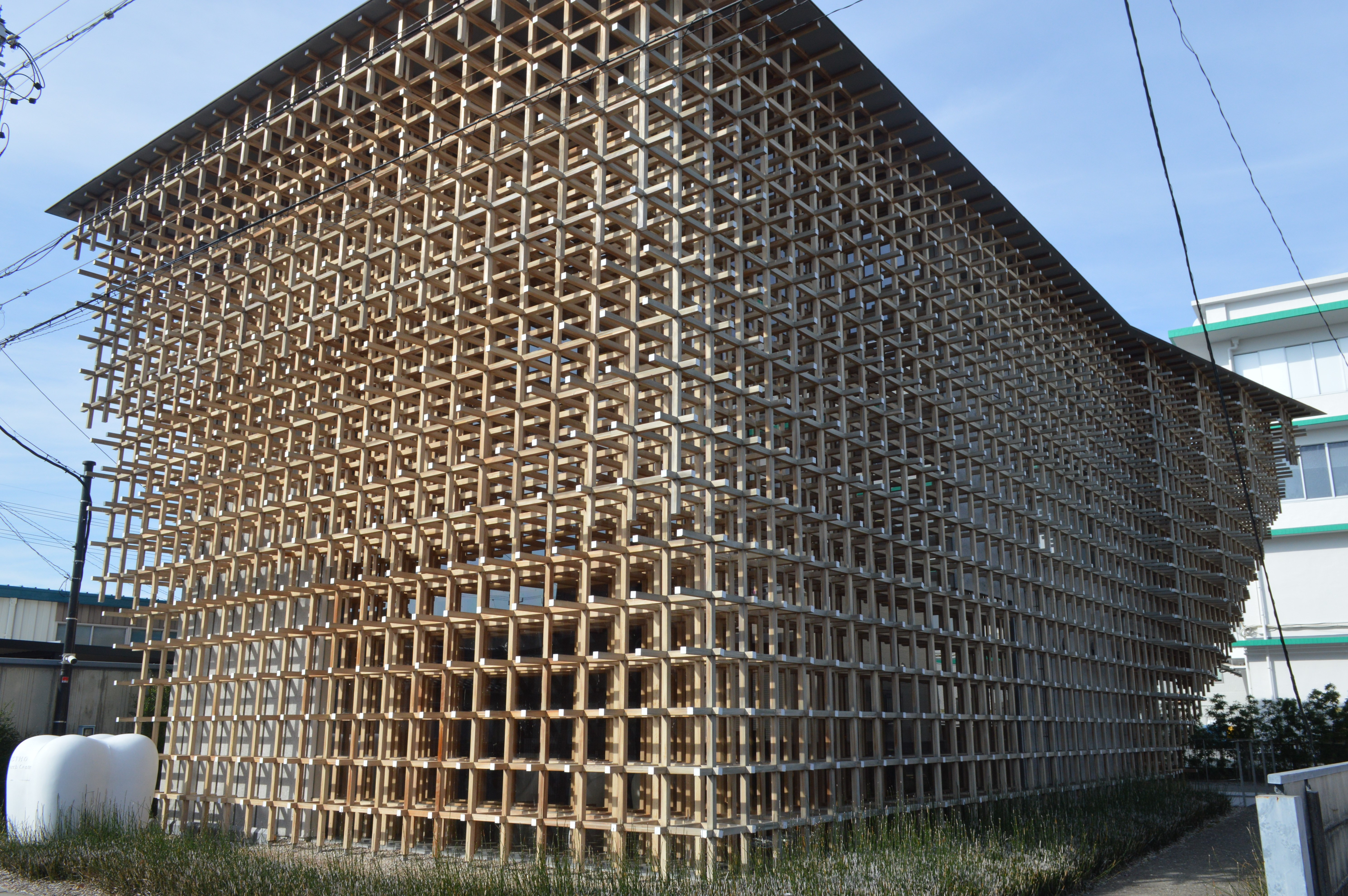
プロソミュージアム・リサーチセンター
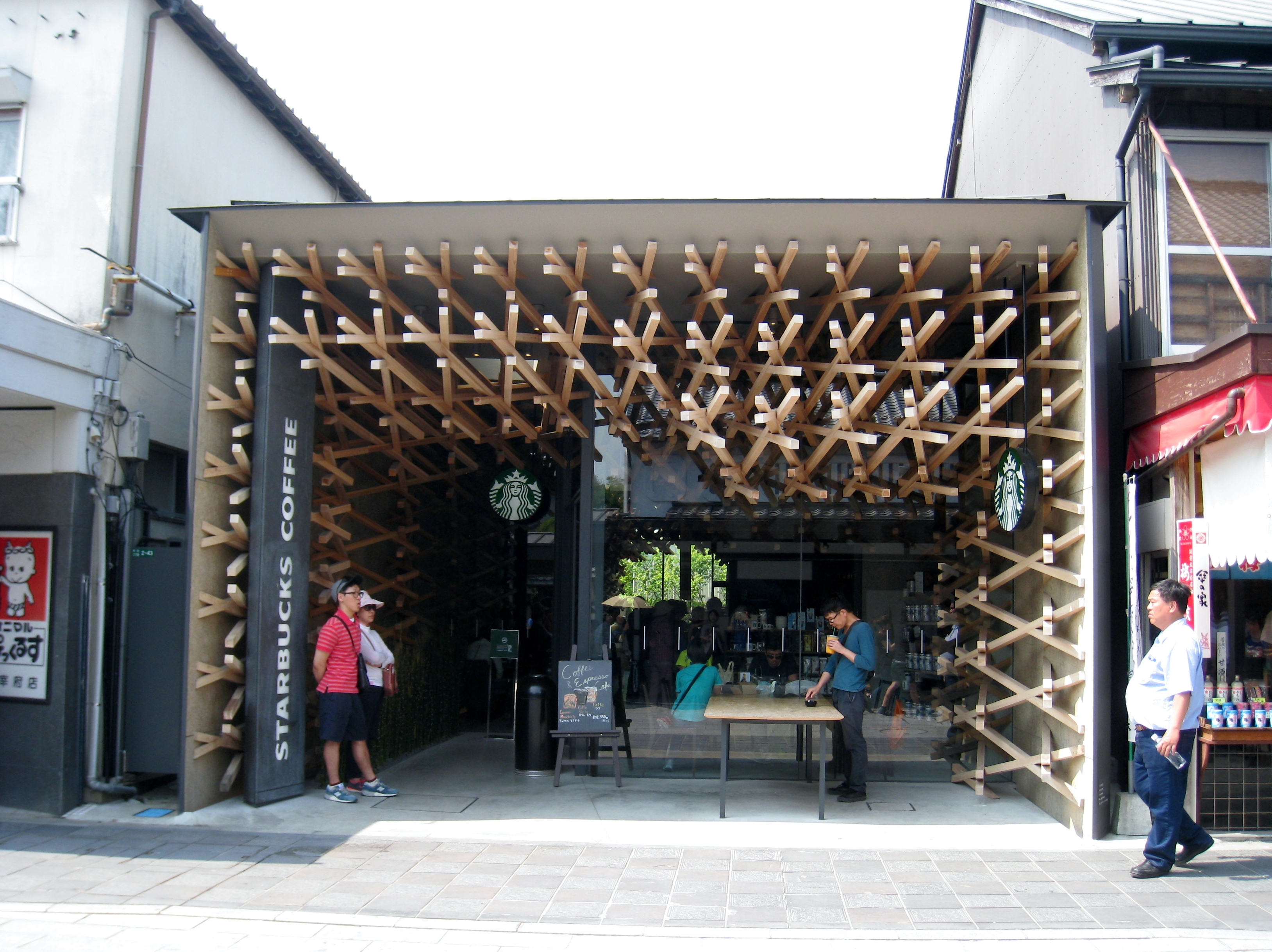
スターバックスコーヒー 太宰府天満宮表参道店
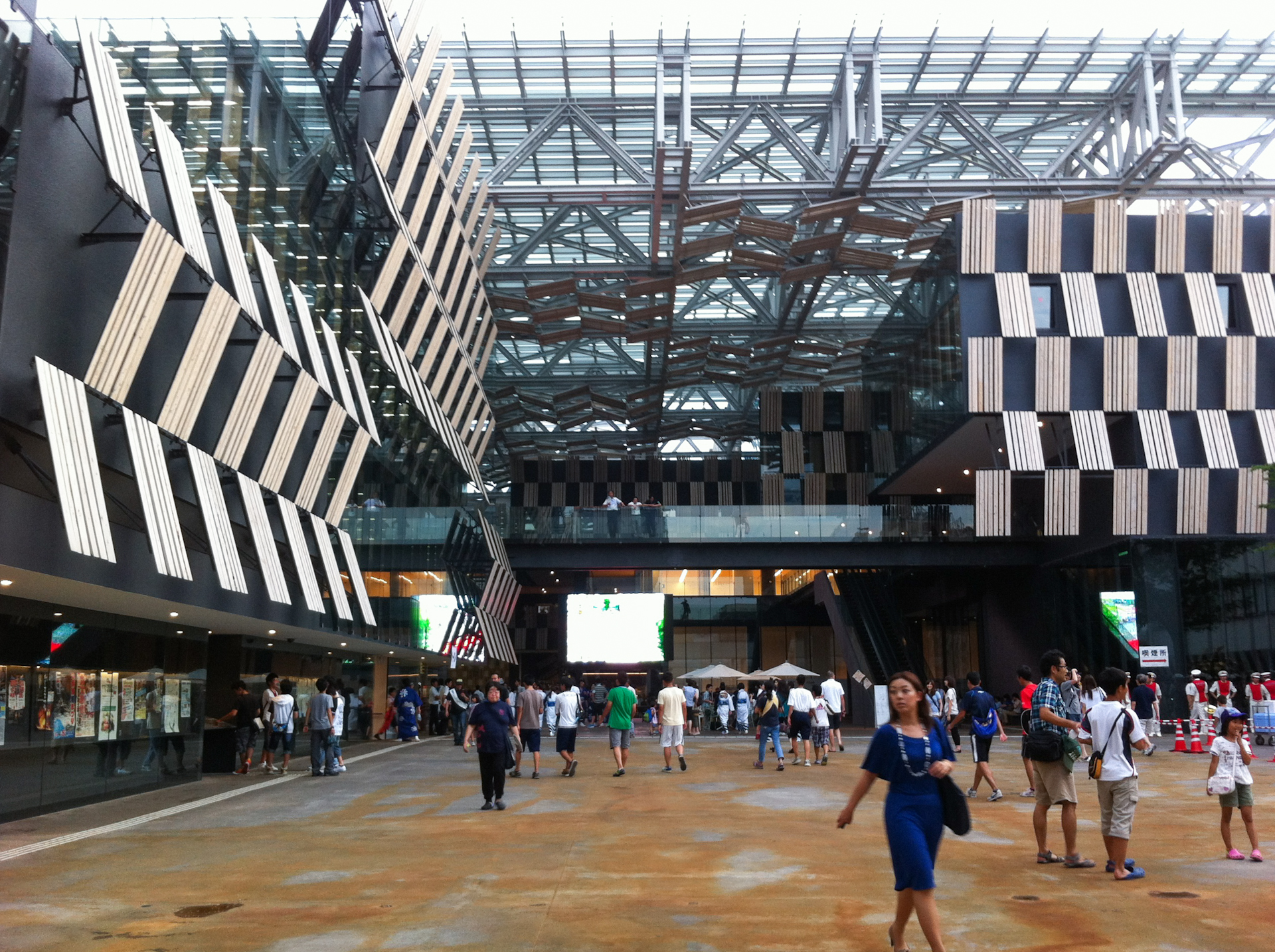
長岡市シティホールプラザ アオーレ長岡（内部）
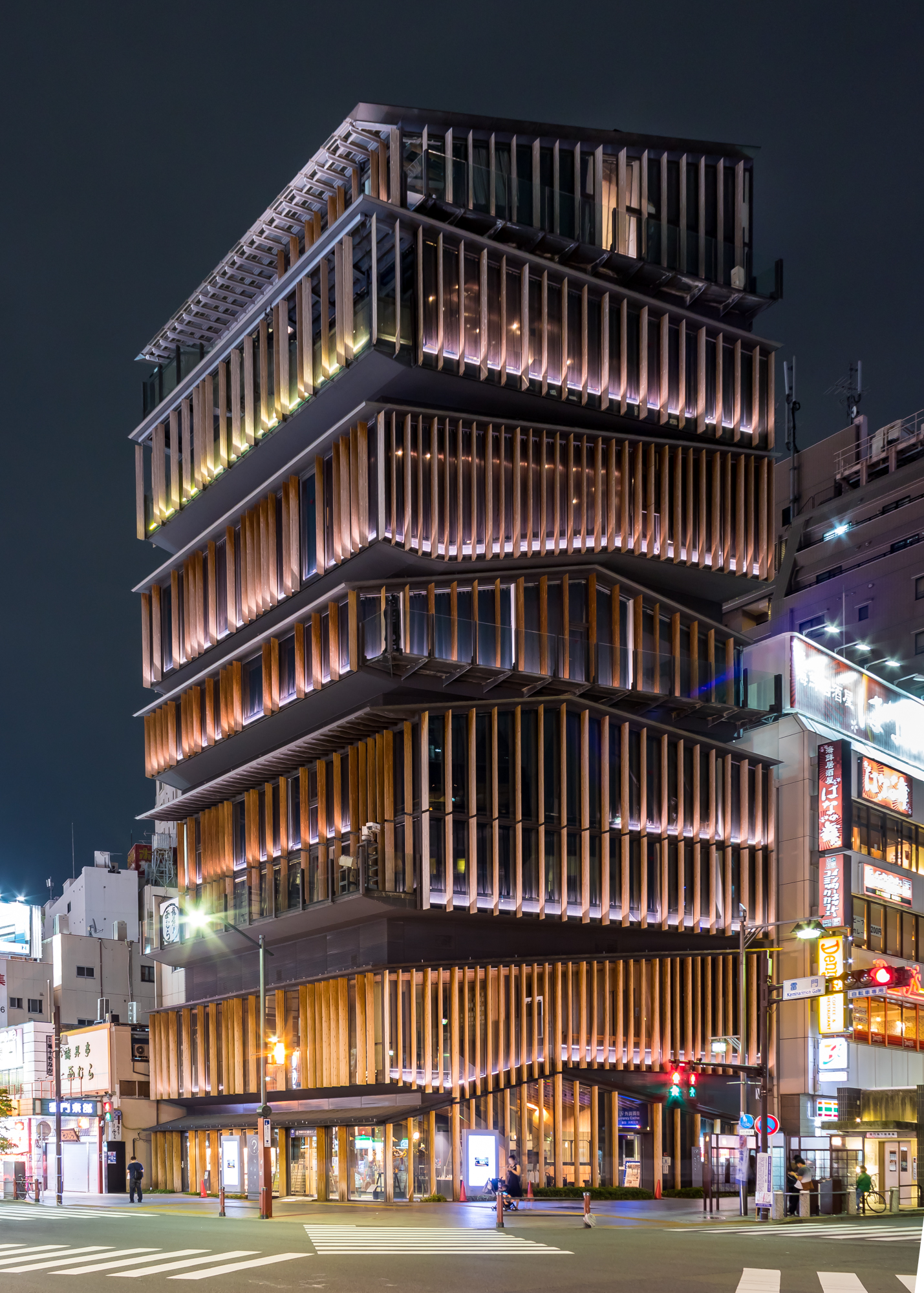
浅草文化観光センター
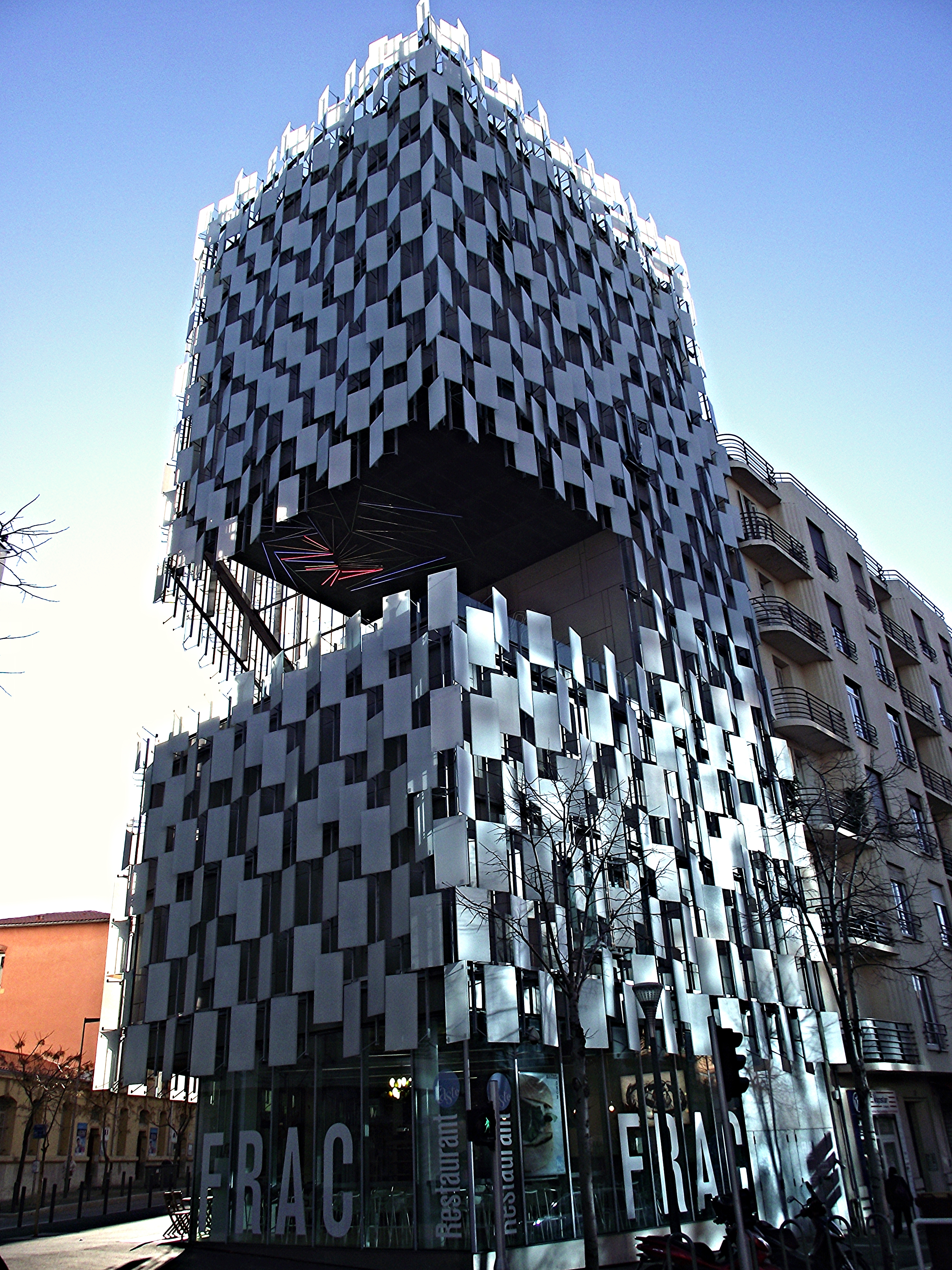
マルセイユ現代美術センター（FRAC マルセイユ）
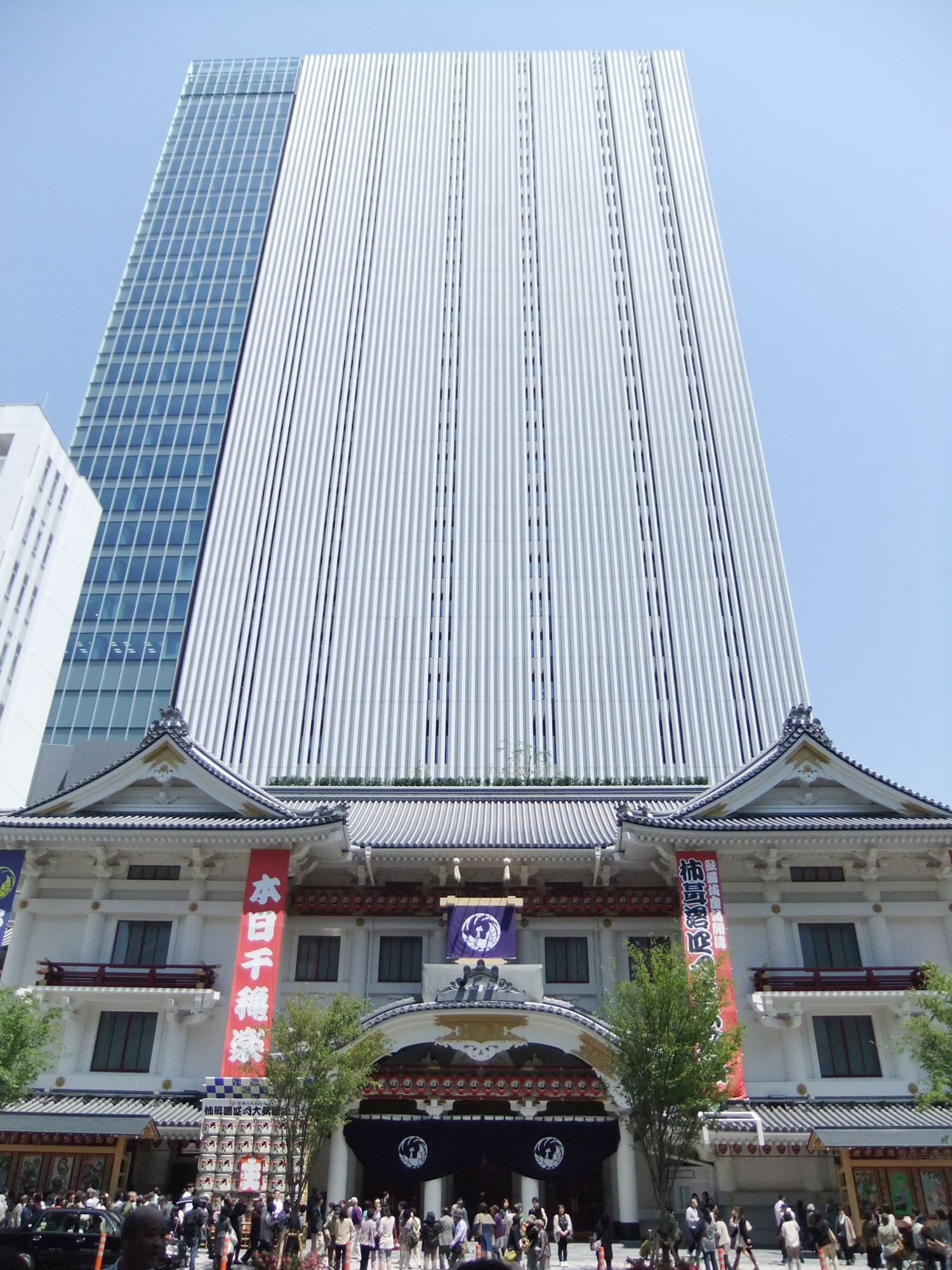
GINZA KABUKIZA
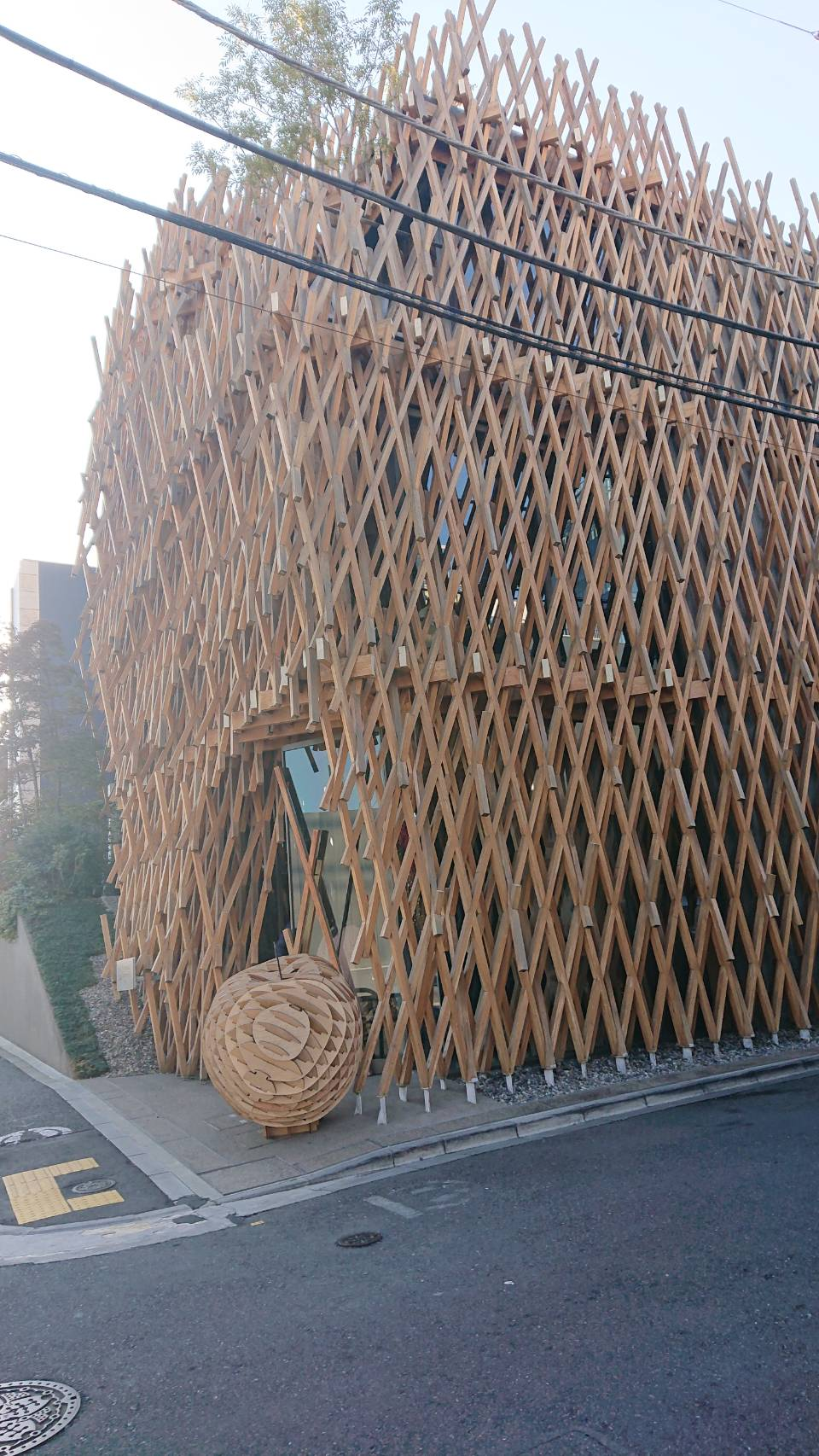
サニーヒルズ南青山店
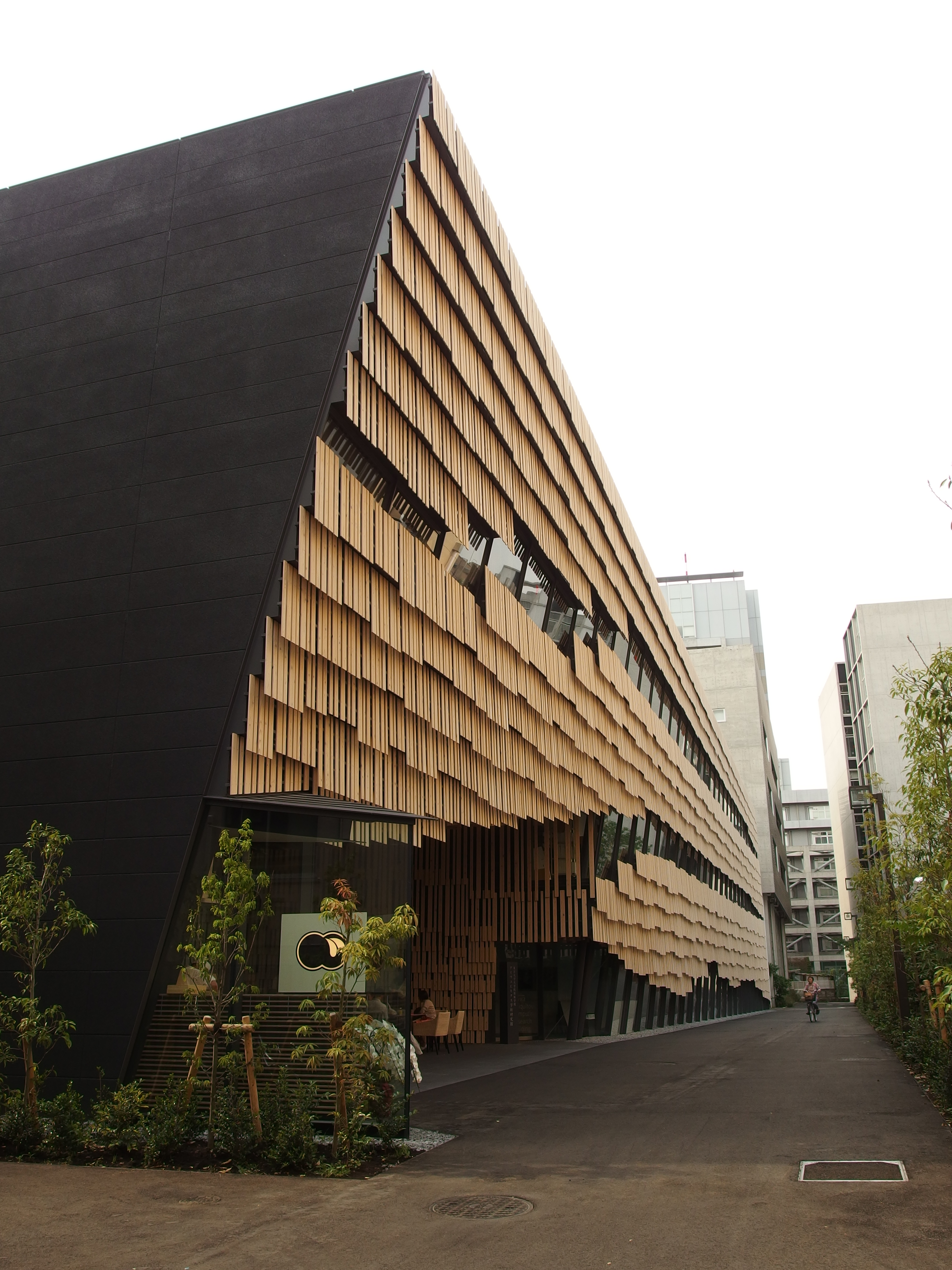
東京大学 ダイワユビキタス学術研究館
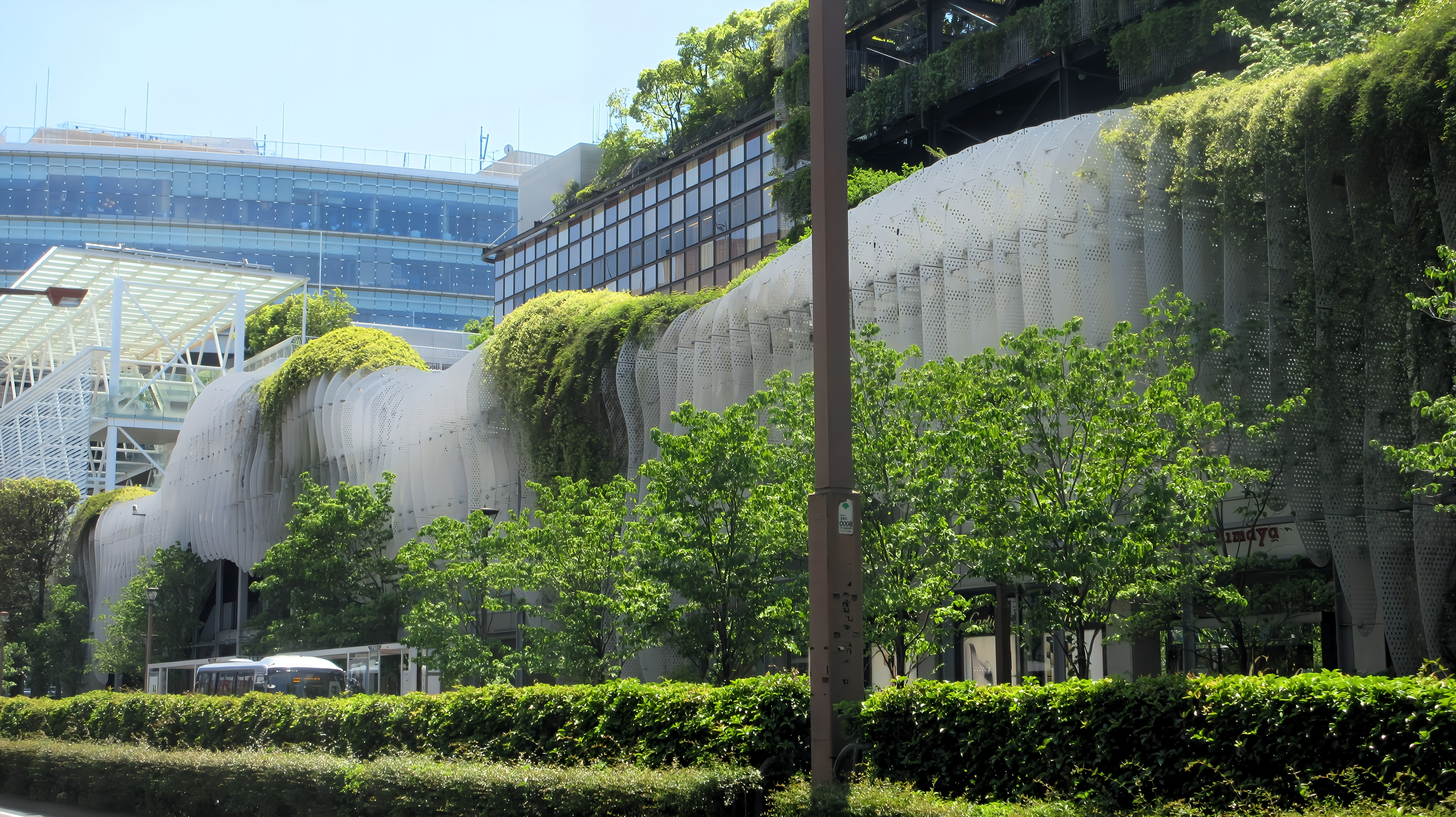
玉川髙島屋SC本館ファサードの改修

### 2010年代後半
2015年（平成27年）
- 十和田市 市民交流プラザ「トワーレ」[119]（設計事務所での名称：十和田市民交流プラザ[120]）

当年1月竣工、10月14日開館。青森県十和田市稲生町18-33に所在する、市の多目的交流施設。
- としまエコミューゼタウンビル

当年3月2日竣工、5月7日開業の超高層ビル。東京都豊島区南池袋2-45-1に所在。豊島区役所本庁舎と商業施設と超高層マンションがテナントとして入っており、マンション一体型本庁舎として日本初。隈研吾建築都市設計事務所は、外観と一部内観のデザインを協力担当。2015年度グッドデザイン賞受賞、第58回（2017年度）BCS賞受賞。
- 京王電鉄 高尾山口駅 駅舎

当年4月24日に改築完工。東京都八王子市高尾町2241に所在。2016年（平成28年）9月29日、グッドデザイン賞を受賞。
- TOYAMAキラリ [121]

2013年（平成25年）5月着工、2015年（平成27年）5月9日一部竣工、6月8日開業、8月完工。富山県富山市西町5-1に所在。富山市ガラス美術館、富山市立図書館本館、富山第一銀行本店が入る複合施設。設計：アール・アイ・エー (RIA)、隈研吾建築都市設計事務所、三四五建築研究所共同企業体 (JV)。施工：清水建設、佐藤工業JV。
- 中国美術学院民芸博物館

当年7月12日開館。中国美術学院の中国杭州市にあるキャンパス内に所在する博物館。中国初の民芸博物館。茶畑であった山の斜面の地形を生かして、菱形の屋根をつづら折りに連続させた多面体の建築物。
- 虹口SOHO [123]

2011年（平成23年）11月着工、2015年（平成27年）10月竣工。中国の上海市虹口区吴淞路575号に所在するオフィスビル。
- 飯山市文化交流館なちゅら[125]

当年12月竣工。長野県飯山市、JR飯山駅前に立地する文化ホール。
- 首都圏中央連絡自動車道菖蒲パーキングエリア - 内装デザインを監修[126]。
- Hikari（フランス リヨン）

2016年（平成28年）
- 西武鉄道観光電車 西武 旅するレストラン「52席の至福」 - 鉄道車両、外装・内装デザインを監修。
- スイス連邦工科大学ローザンヌ校ArtLab[127]
- 桐朋学園音楽部門 仙川新キャンパス
- KITTE博多 - 1階通路・セットバック、2階デッキの天井をデザイン。

2017年（平成29年）
- 成城木下病院

東京都世田谷区成城6-13-20に所在。2012年（平成24年）受注、2017年（平成29年）2月竣工、同年12月納品。病院の設計はこれが初。
- 東洋大学赤羽台キャンパス
- 成田リハビリテーション病院
- 南三陸さんさん商店街[注 2]
- 栄光学園中学校・高等学校 校舎（2代目）[131]

出身校という縁もあり、隈が設計監修。木をふんだんに使い、職員室と廊下の壁もなくした。2017年度グッドデザイン賞受賞。
- 観音崎京急ホテルモバイルハウス「住箱-JYUBAKO-」 - スノーピークとのコラボレーション[133]。
- 一行院 千日谷淨苑 - はせがわの屋内墓苑。
- 碧海信用金庫御園支店（愛知県名古屋市中区）[134]
- グランドメゾン御園座タワー - 愛知県名古屋市中区
- ホワイトストーン・ギャラリー台北（台湾）

2018年（平成30年）
- 日本ハウスホールディングス（旧・東日本ハウス）50周年記念モデルハウス[135]
- ヴィクトリア&アルバート博物館ダンディー分館（イギリス）[136]
- ゆすはら雲の上の図書館（梼原町）[137]
- 日本橋三越本店（第1期リニューアル）[138]
- 富岡市役所新庁舎
- パークコート赤坂檜町ザ タワー - グッドデザイン賞受賞。
- 道の駅おおゆ
- 守山市立図書館
- 小屋のワ[139] - グッドデザイン賞受賞
- さかいサンド（茨城県境町）
- 大府パーキングエリア(上り)[140]

愛知県大府市長草町石原16-5に所在。おおらかな木のひさしが特徴。阿久比パーキングエリア(上り)と同時開業
- 阿久比パーキングエリア(下り)[140]

愛知県知多郡阿久比町卯坂上親田に所在。おおらかな木のひさしが特徴。大府パーキングエリア(上り)と同時開業
2019年（平成31年・令和元年）
- ANA国内線ラウンジのリニューアル（伊丹・福岡・那覇空港）（2月納品）[141]、および、長距離国際線主力機のボーイング777-300ER型機の機内デザイン監修[142]。
- オドゥンパザル近代美術館[143][144][145]

トルコのエスキシェヒルに所在する私立美術館。9月8日開館。地元トルコのポリメクス社 (en) の創業者にしてCEOであるエロル・タバンジャの私的な近現代美術コレクションを収蔵・展示する。展示施設の総面積 4,500 m2（3フロア）。
- 明治神宮ミュージアム [147][148][149][143]

明治神宮の杜の中（参道の脇）、東京都渋谷区代々木神園町1-1-1に所在。10月26日開館。鎮座百年祭記念事業の一環として建設された。東日本大震災で被災して一時休館を余儀なくされた宝物殿（1921年竣工。設計：大江新太郎。重要文化財）に替わり、社宝の数々を収納している。展示施設の総面積 3,200 m2。
- 国立競技場[150][151][152][153]

2016年（平成28年）12月11日着工、2019年（令和元年）11月30日竣工。オリンピックスタジアムの名称で2020年東京オリンピック・パラリンピックの主会場として使用。47都道府県で産する木材を大量に使用しており、都道府県の日本列島における地理的位置（方角）に合わせて東西南北の然るべき所に配置している。樹木の多い周辺環境との調和も重視されている。
- ミクニ伊豆高原 - 静岡県伊東市の伊豆高原駅前に10月5日開業。三國清三とのコラボレーションによるレストラン[155]。
- さかい河岸レストラン茶蔵（茨城県境町）

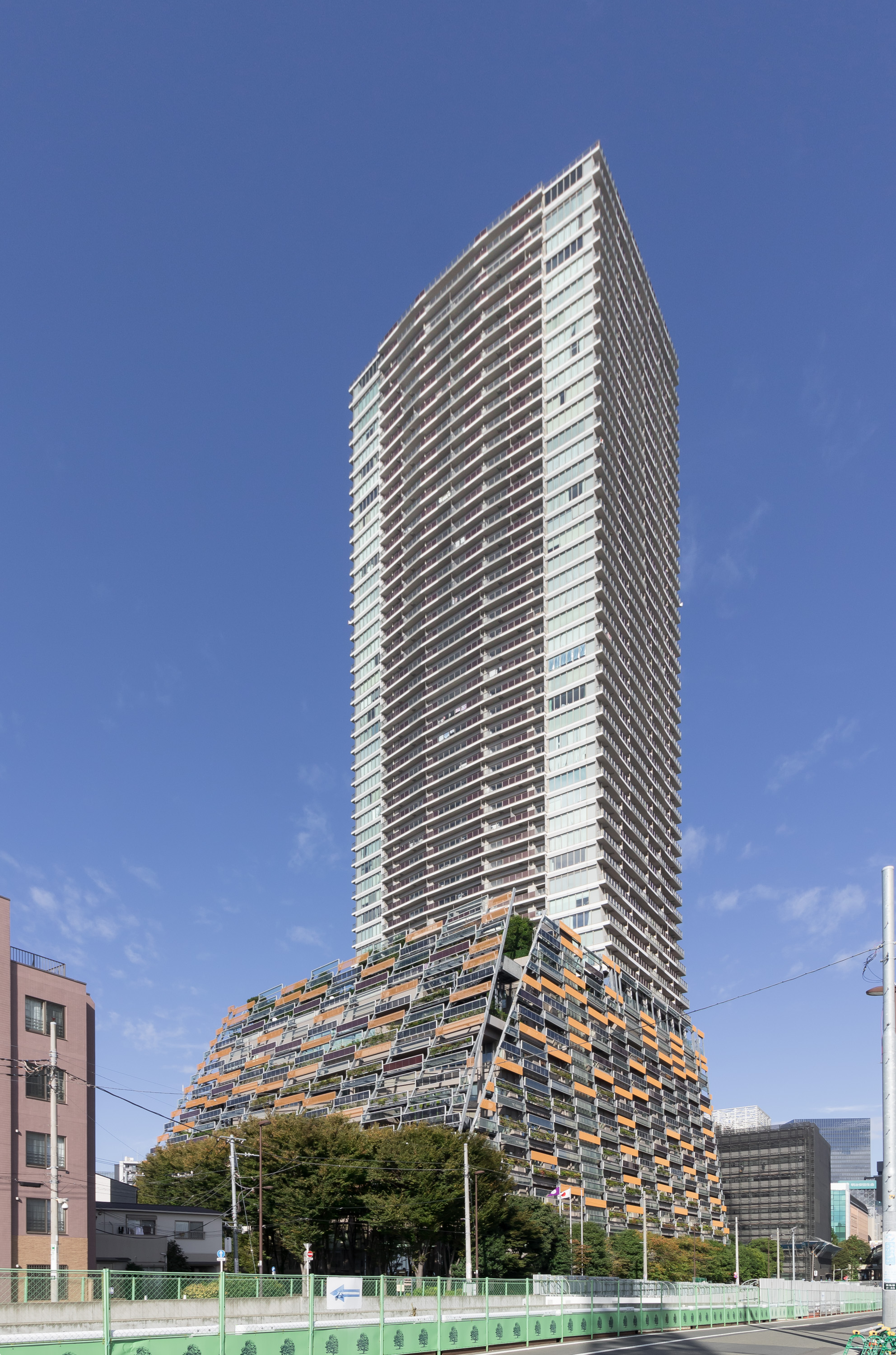
としまエコミューゼタウンビル
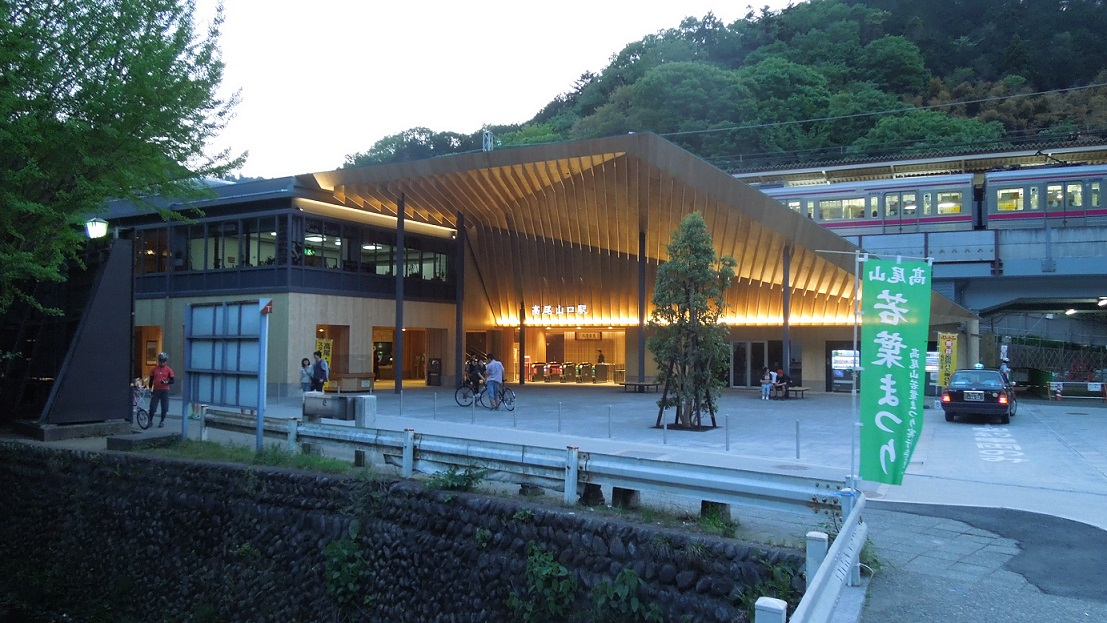
高尾山口駅 駅舎
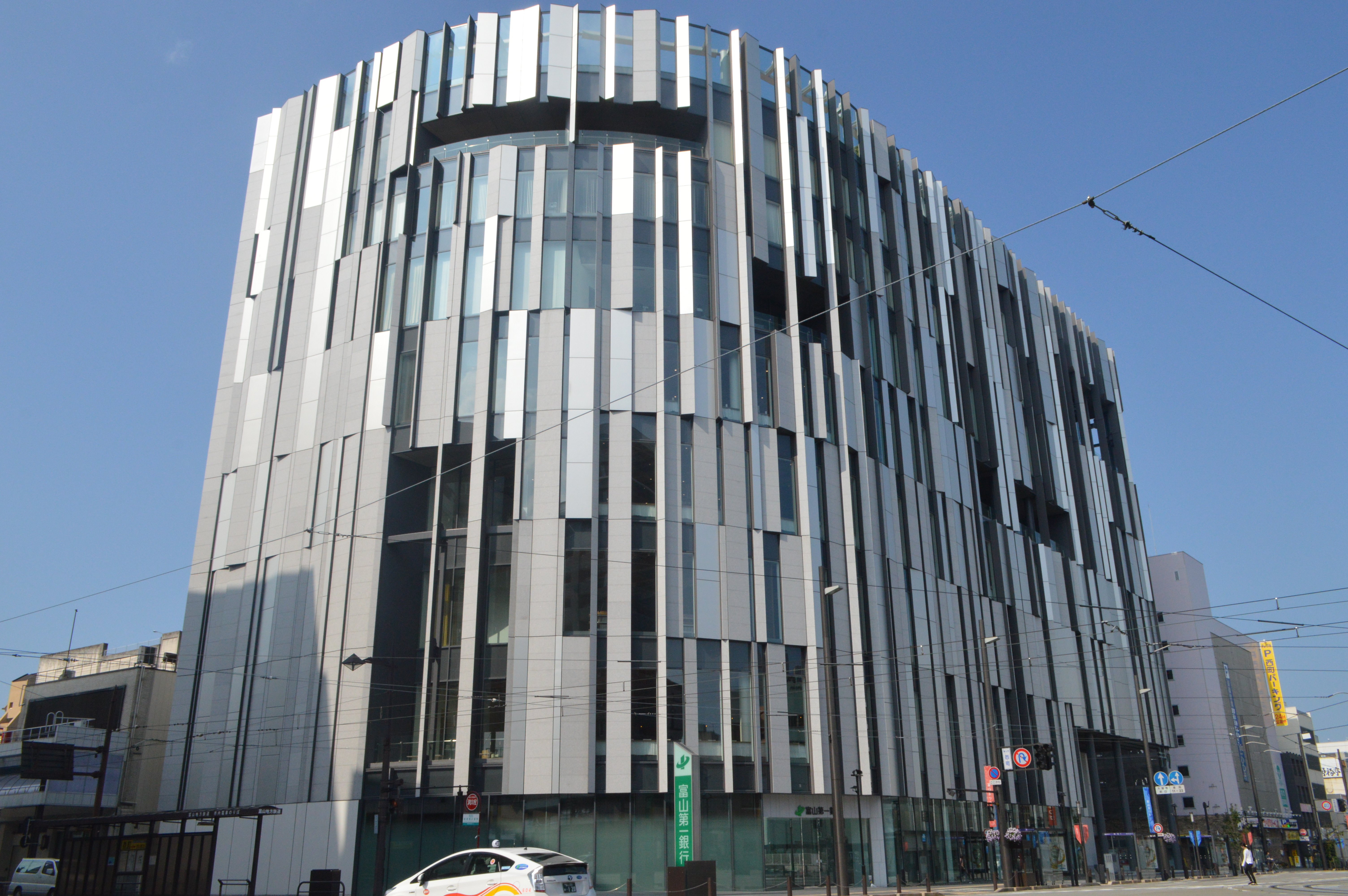
TOYAMAキラリ
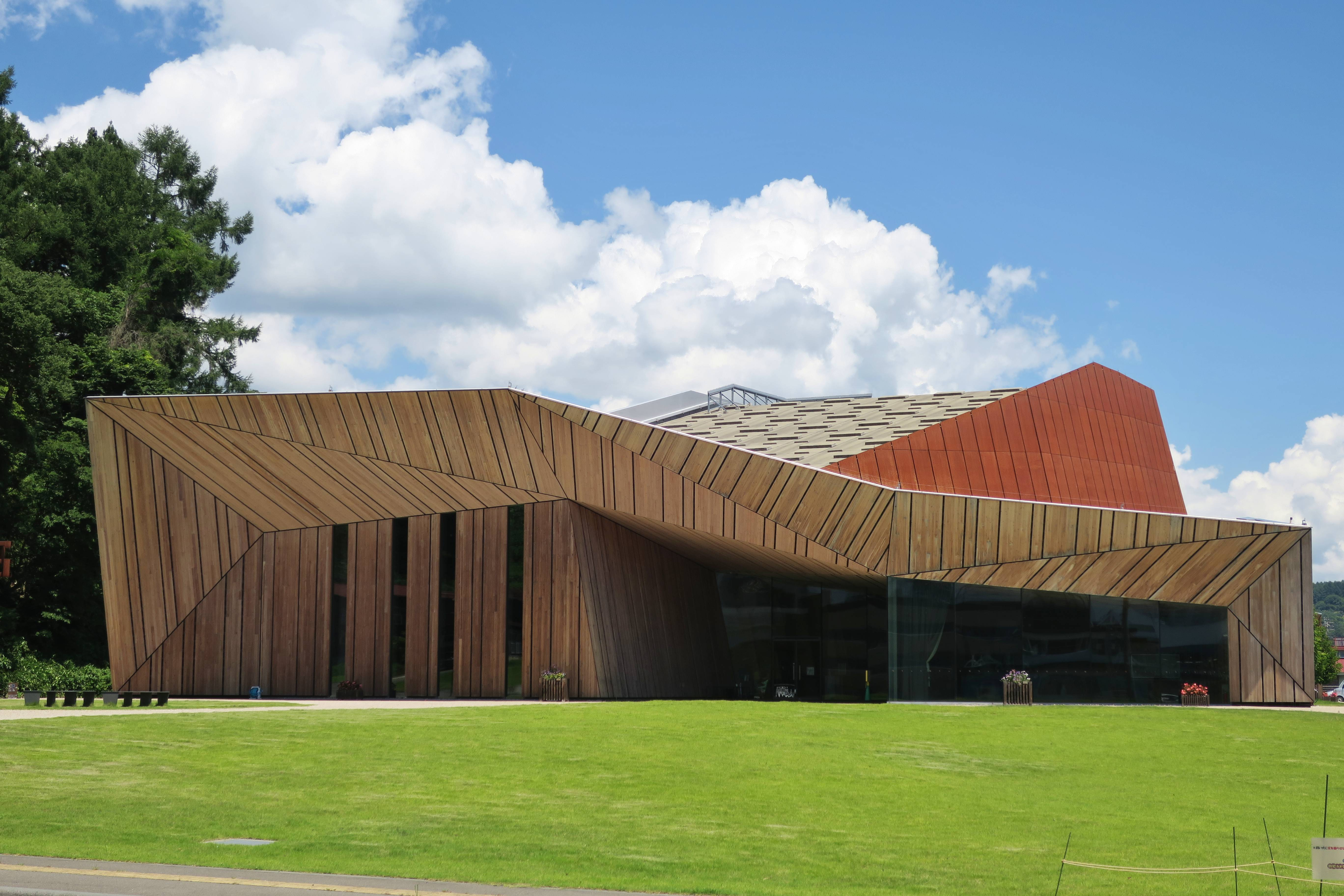
飯山市文化交流館なちゅら
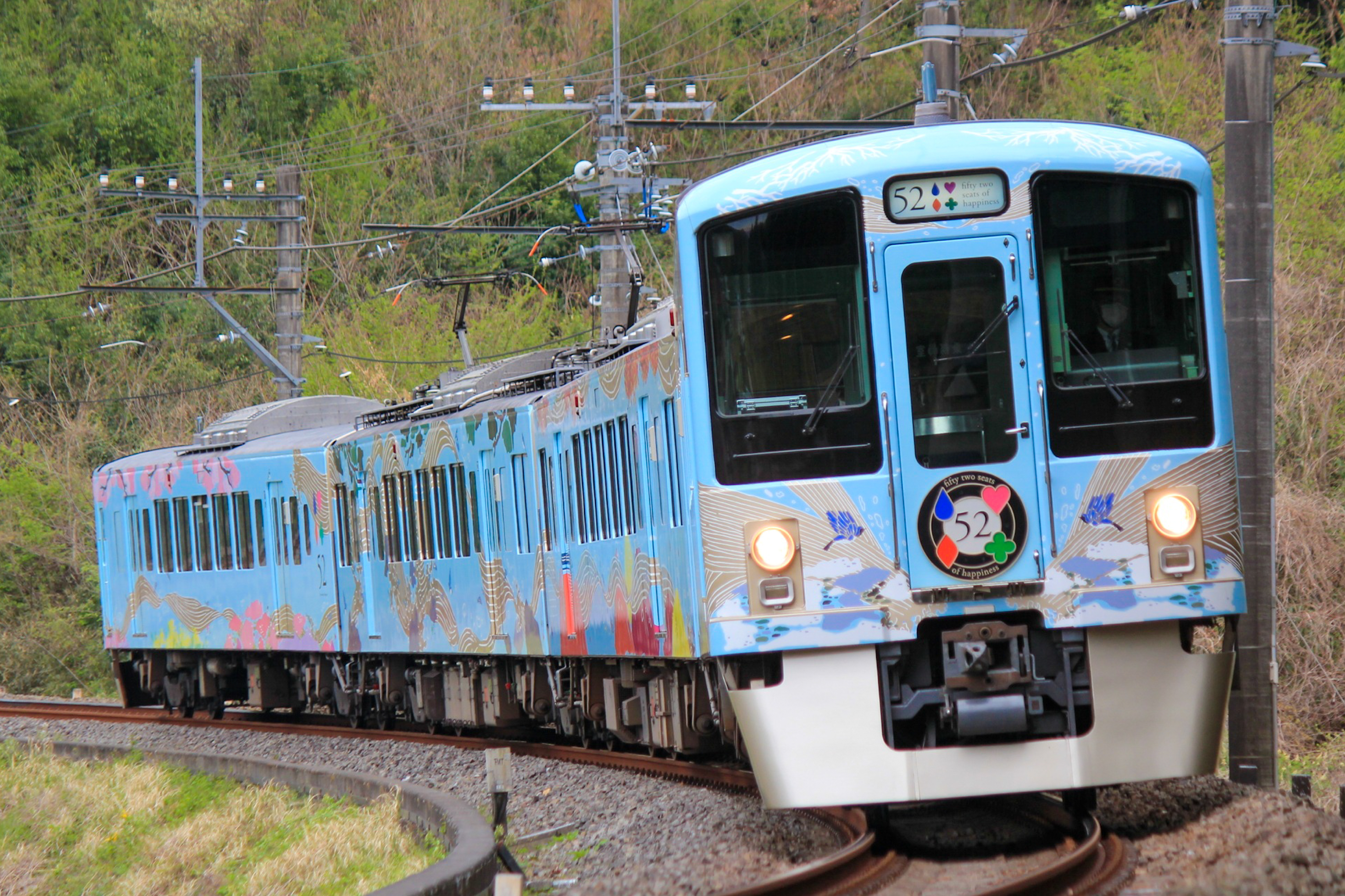
西武 旅するレストラン「52席の至福」
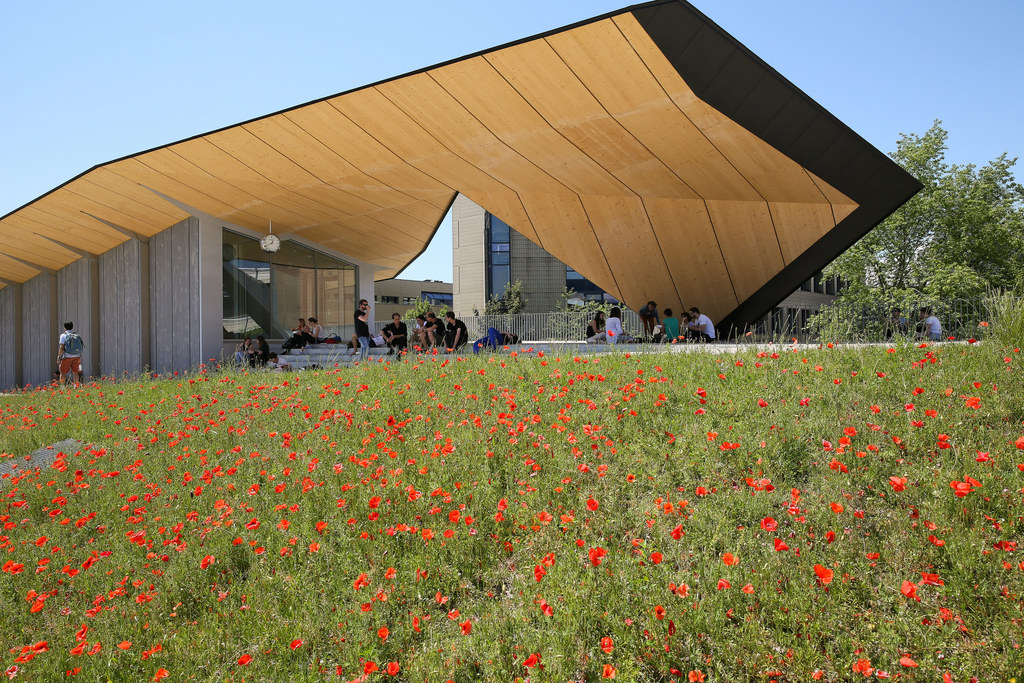
スイス連邦工科大学ローザンヌ校ArtLab
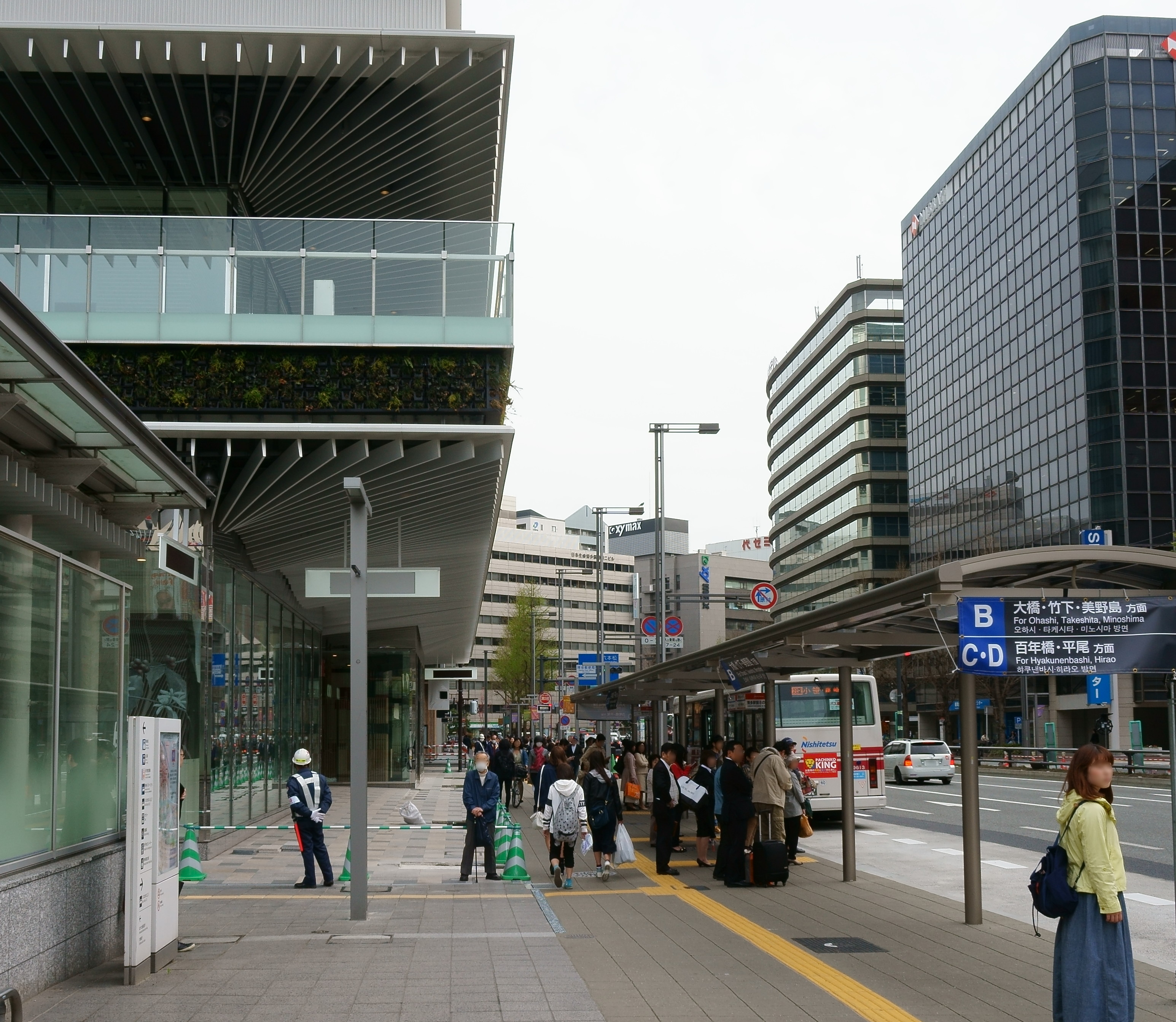
KITTE博多（1階通路・セットバック、2階デッキの天井）
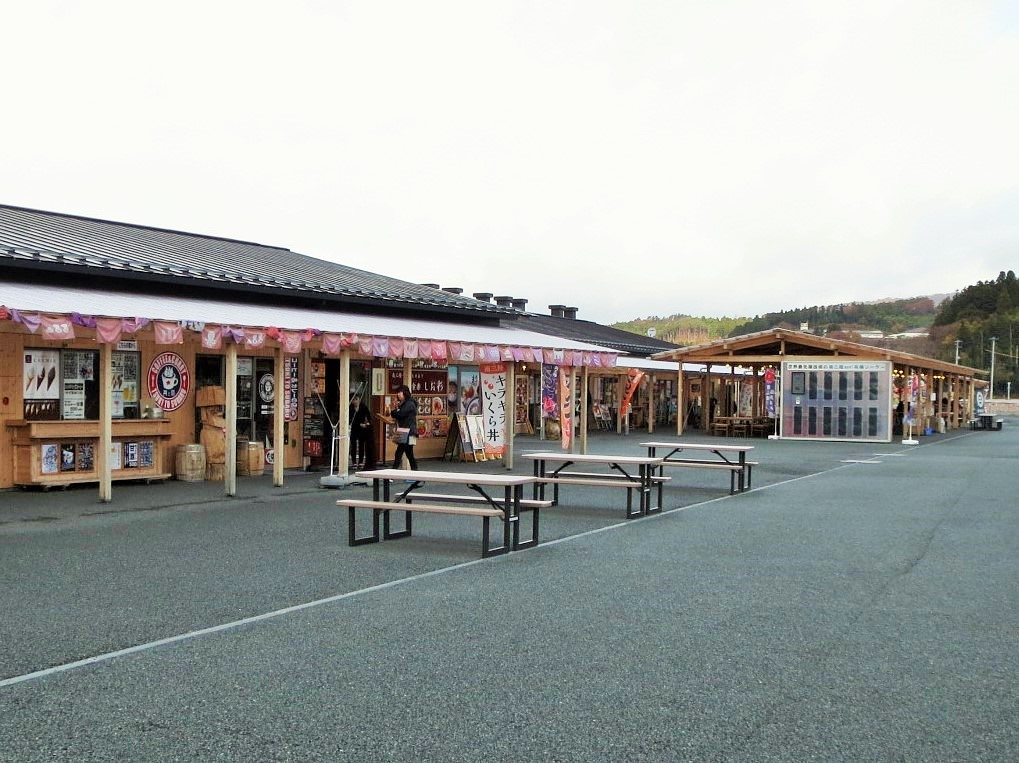
南三陸さんさん商店街
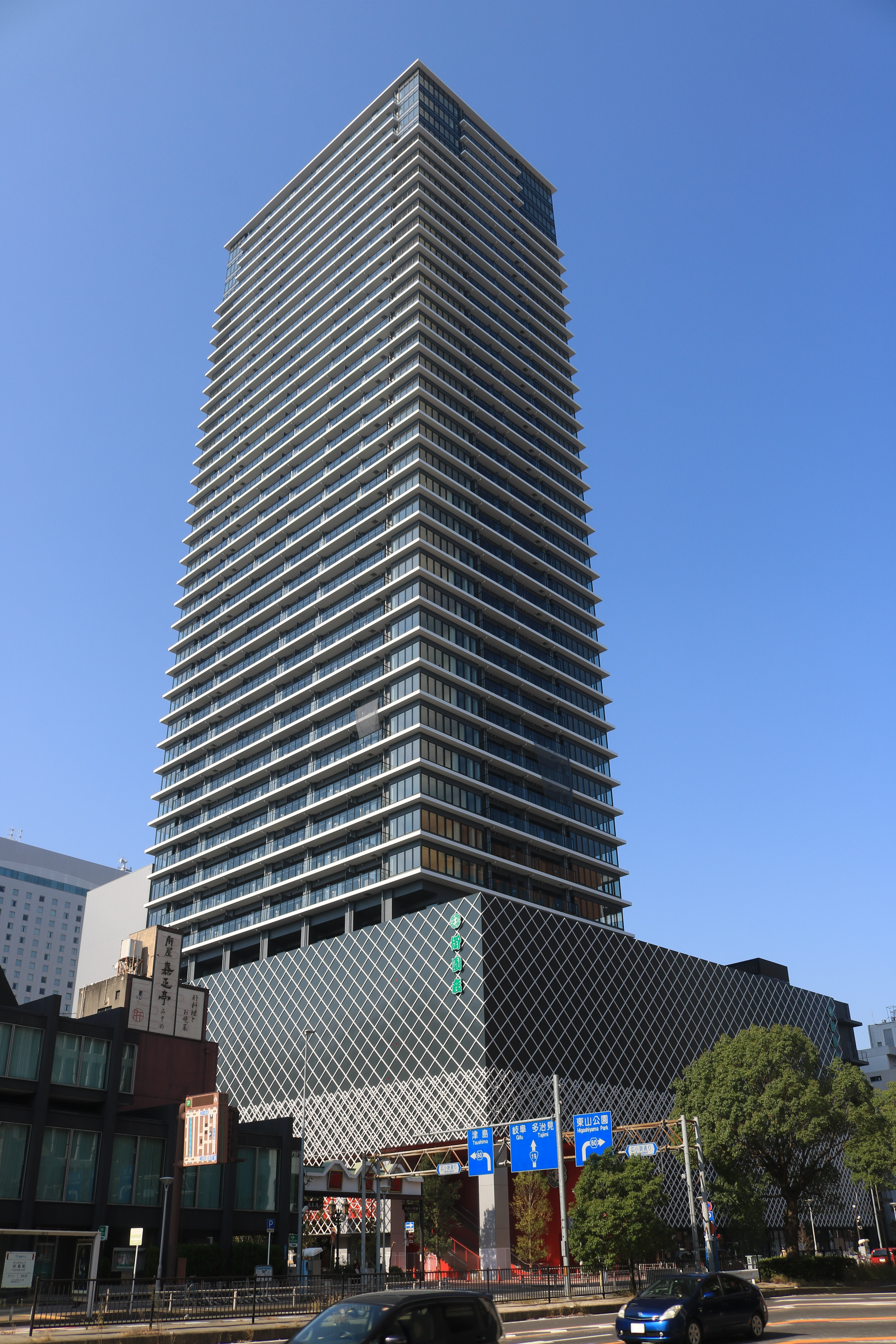
グランドメゾン御園座タワー
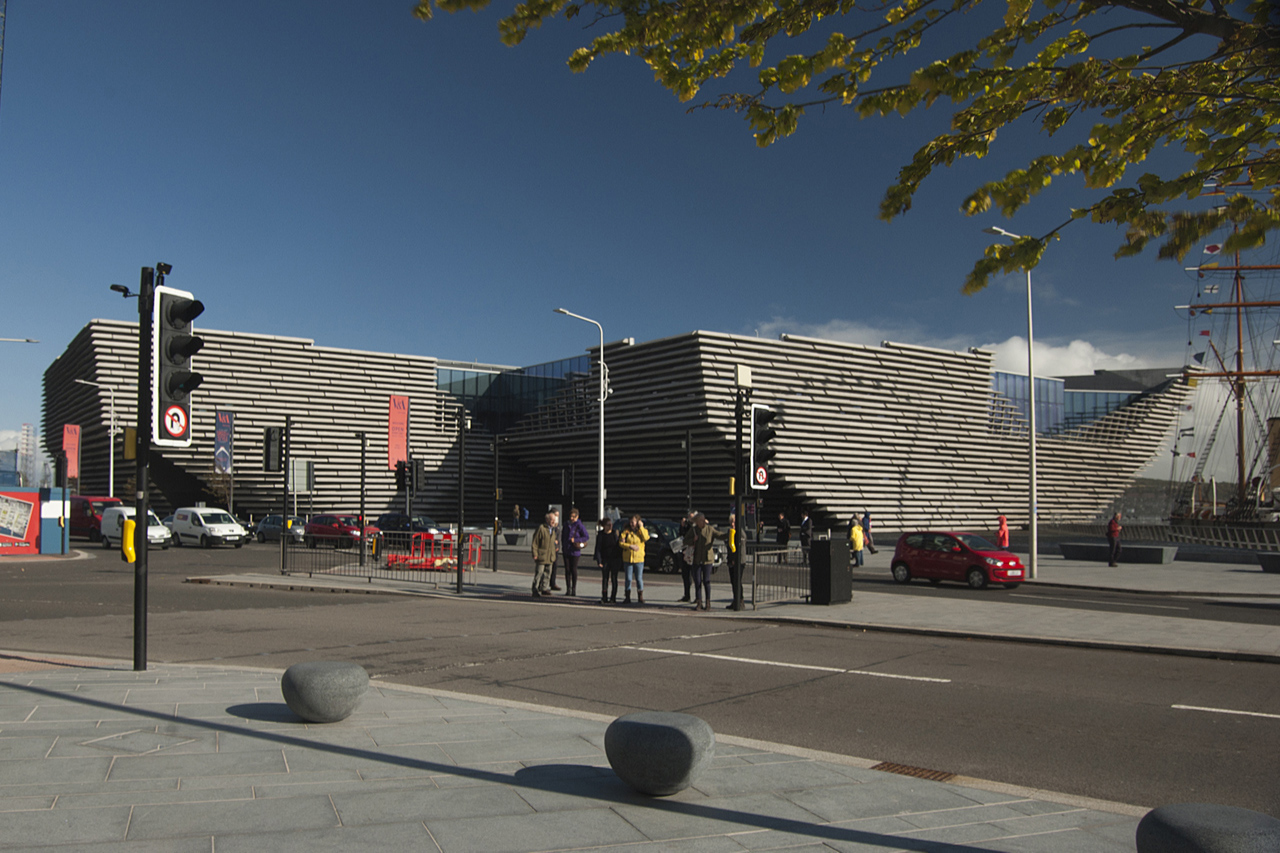
ヴィクトリア&アルバート博物館 ダンディー分館
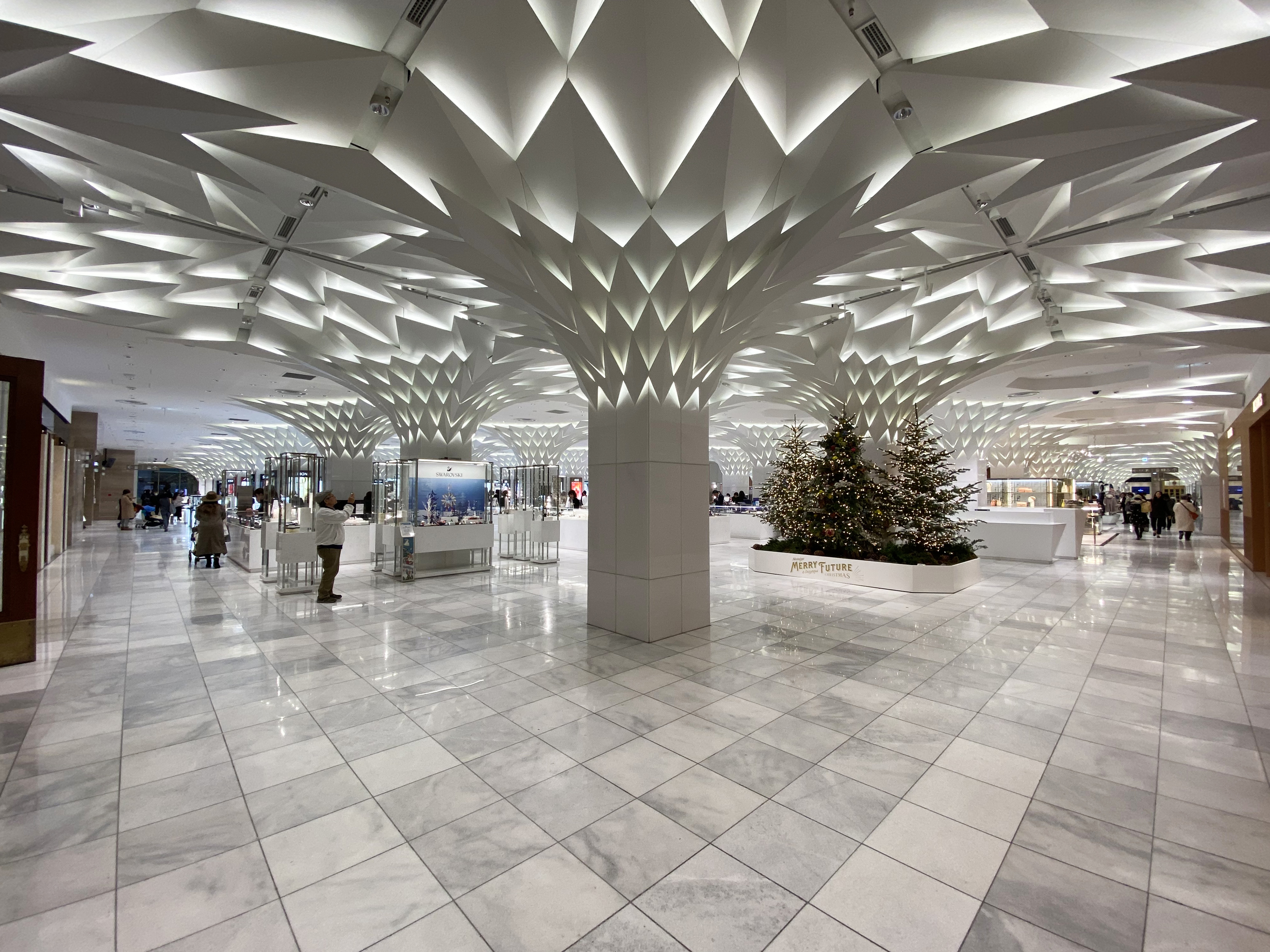
日本橋三越本店（第1期リニューアル）
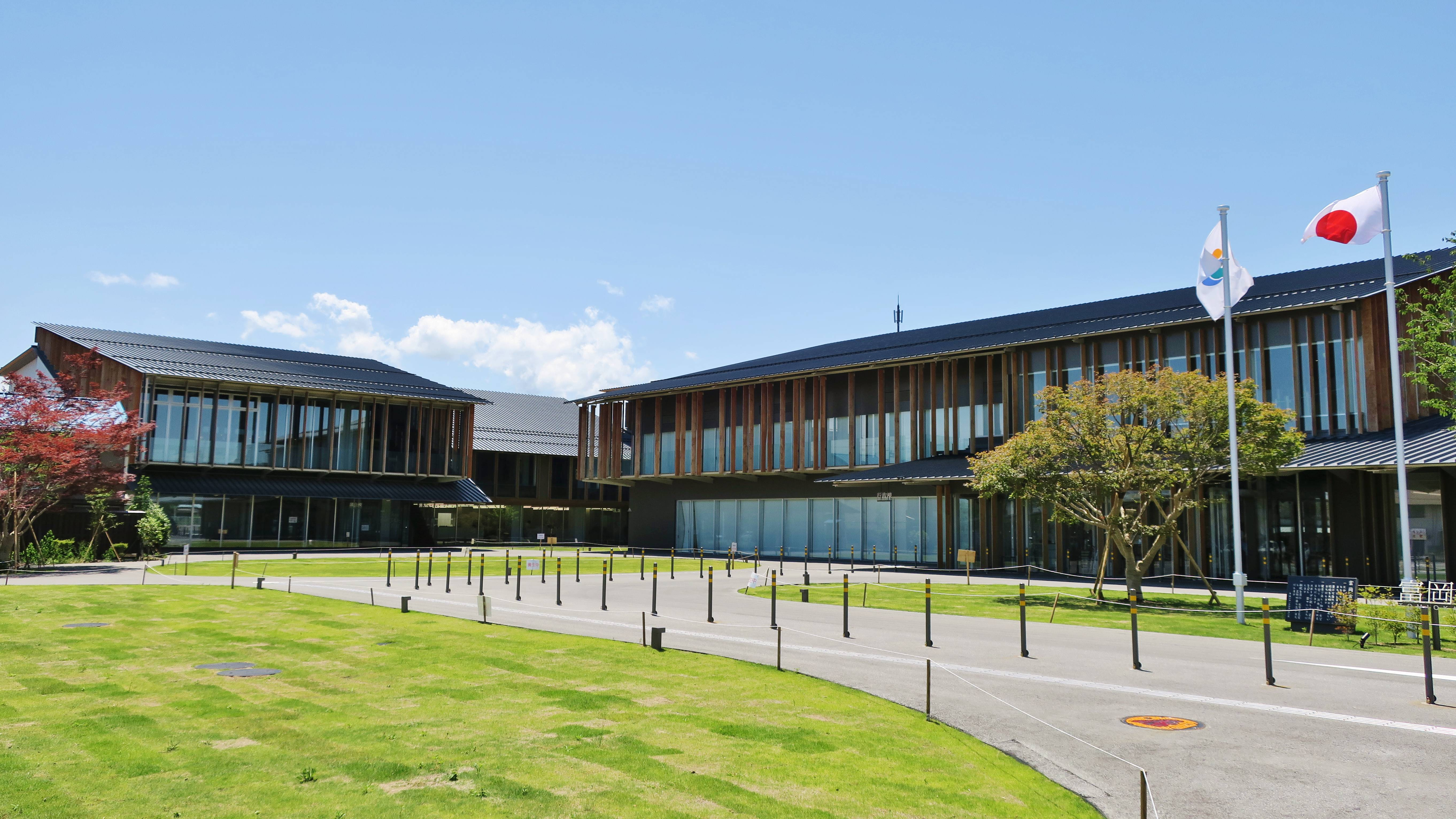
富岡市役所新庁舎
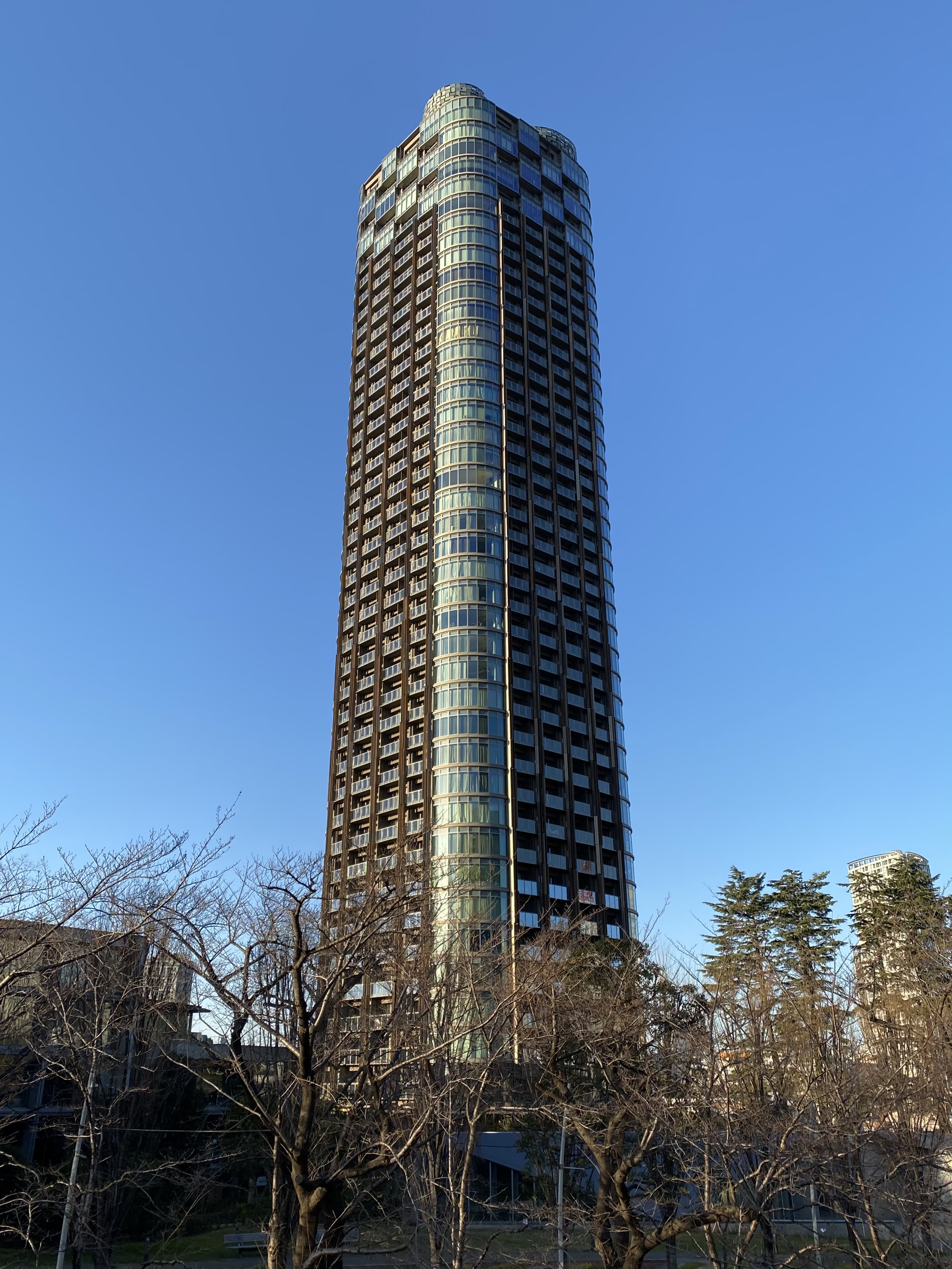
パークコート赤坂檜町ザ タワー
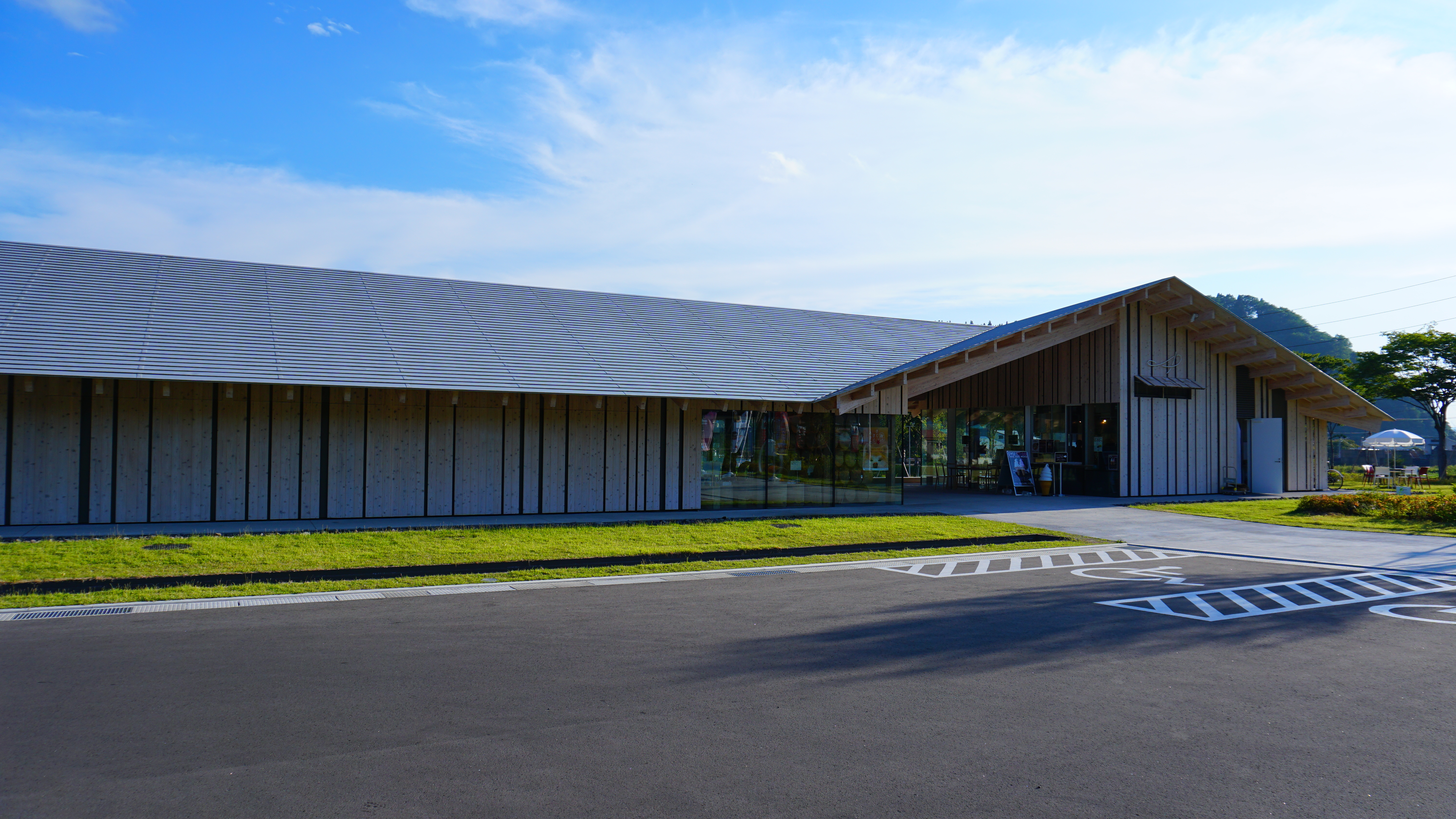
道の駅おおゆ
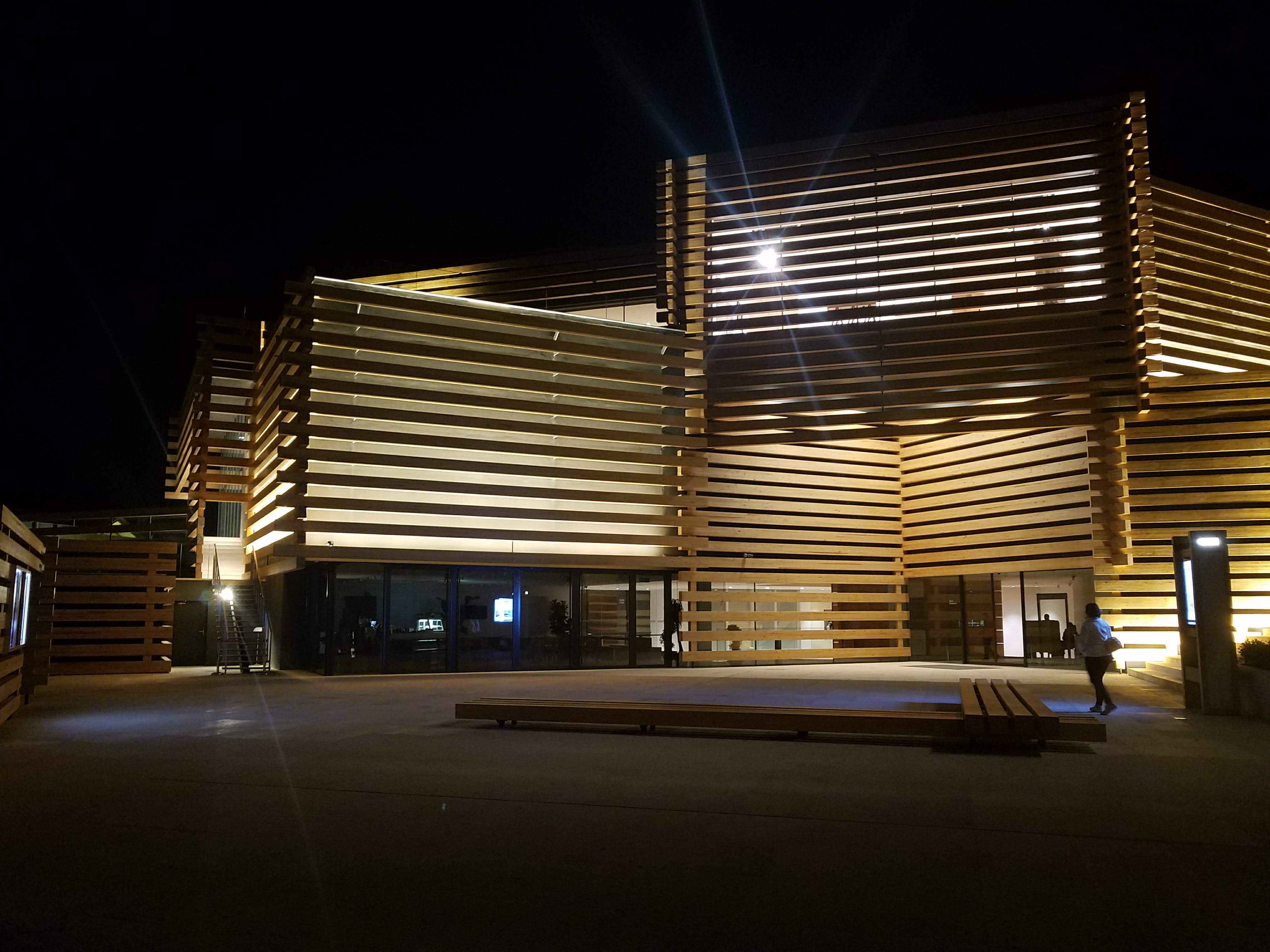
オドゥンパザル近代美術館
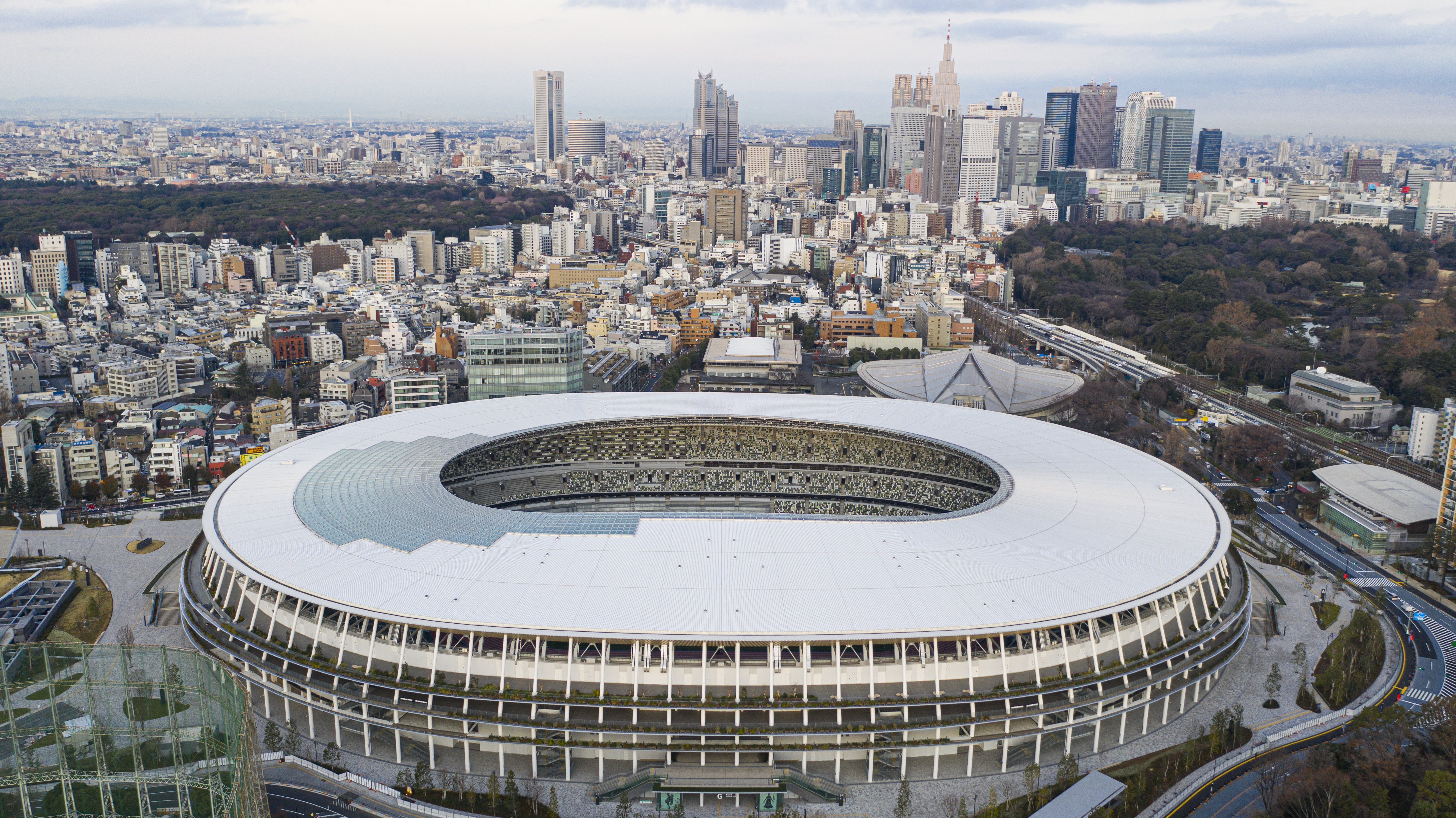
国立競技場

### 2020年代前半
2020年（令和2年）
- Kigumi Table - 隈の代名詞デザインとなった木組み（※伝統的建築工法としての木組み）を脚部に使用したガラステーブル[156]。
- まちの縁側 - 岩手県陸前高田市中心街の複合コミュニティ施設。気仙大工の伝統技法である「せがい造り」を取り入れている[157]。
- 角川武蔵野ミュージアム - ところざわサクラタウン（埼玉県所沢市）内。石を基調としたデザイン[158]。
- 足柄駅・足柄駅交流センター（静岡県小山町、2020年7月13日供用開始） - 小山町役場足柄支所を兼ねた足柄駅交流センターを併設したJR東海御殿場線足柄駅舎[159][160]
- 新風館新築棟（京都市東洞院通沿い）[161]
- S-Gallery、S-Lab、モンテネグロ会館、S-ブランド（茨城県境町）[162][163]
- 糸プロジェクト（愛媛県西条市）[164]
- 中橋 - 南三陸町震災復興祈念公園[注 3]
- JR東日本 高輪ゲートウェイ駅 - 「2020 年度 グッドデザイン賞」受賞[165]。

2021年（令和3年）
- 田園調布せせらぎ館（東京都大田区田園調布せせらぎ公園内）[166]
- イッタラ表参道 ストア＆カフェ（内装デザイン）[167]
- 廣澤美術館（茨城県筑西市 ザ・ヒロサワ・シティ）[168]
- 鍋島松濤公園トイレ（東京都渋谷区）[169]
- GREENable HIRUZEN（岡山県真庭市国立公園蒜山内、2021年7月15日開業）[170] -  計画段階の仮称は真庭市蒜山観光文化発信拠点施設。東京・晴海に設計して建設されたCLTパビリオンを移設、中核とした複合施設[171]。
- COCON KARASUMA（京都市下京区） - 複合商業施設。旧丸紅ビル[172]。
- ハンス・クリスチャン・アンデルセン博物館（デンマーク・オーデンセ市）
- 早稲田大学国際文学館
- 石垣市役所新庁舎

2022年（令和4年）
- 町田ゼルビア 新クラブハウス（設計、2022年2月完成）[173][174]
- フィールド スイート スパ ヘッドクォーターズ（FIELD SUITE SPA HEADQUARTERS。新潟県三条市株式会社スノーピーク本社敷地内、2022年4月15日開業） - 複合型リゾート施設[175][176]。
- 複合施設「まちやま」（新潟県三条市、2022年7月24日開業） - 三条市立図書館、鍛冶ミュージアム、科学教育センターの複合施設[177]。
- 鳥取砂丘会館新観光拠点「タカハマカフェ」（鳥取市、2022年8月5日 竣工式、2022年8月20日 オープン）[178][179][180][180][181]
- プロスタイル札幌 宮の森（設計・監修）「【公式】プロスタイル札幌 宮の森｜新築分譲マンション｜宮の森で暮らすということ」（札幌市、2022年8月31日 竣工、2022年9月17日 販売開始）[182]
- 英国アンティーク博物館「BAM鎌倉」（神奈川県鎌倉市、設計・デザイン、2022年9月23日開業）[183][184][185]
- 南三陸311メモリアル（宮城県本吉郡、設計・デザイン、2022年10月1日開業）[186]
- 伊丹市役所新庁舎。（伊丹市、2022年11月22日 開庁セレモニー、2022年11月28日 業務開始）[187][188]
- 国営昭和記念公園 「オカカフェ」（立川市、2022年12月12日 竣工式、2022年12月24日 オープン）[189][190]

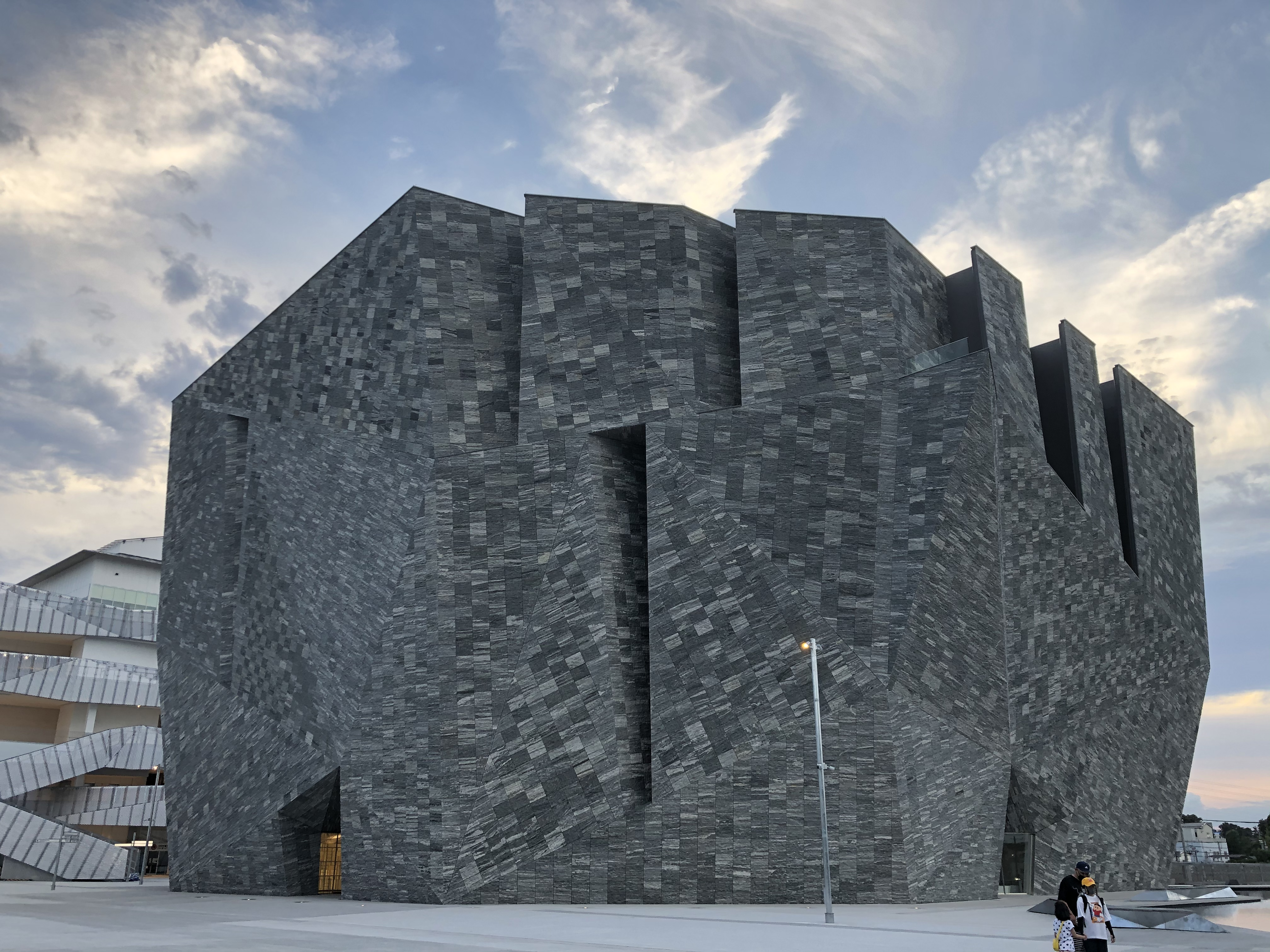
角川武蔵野ミュージアム
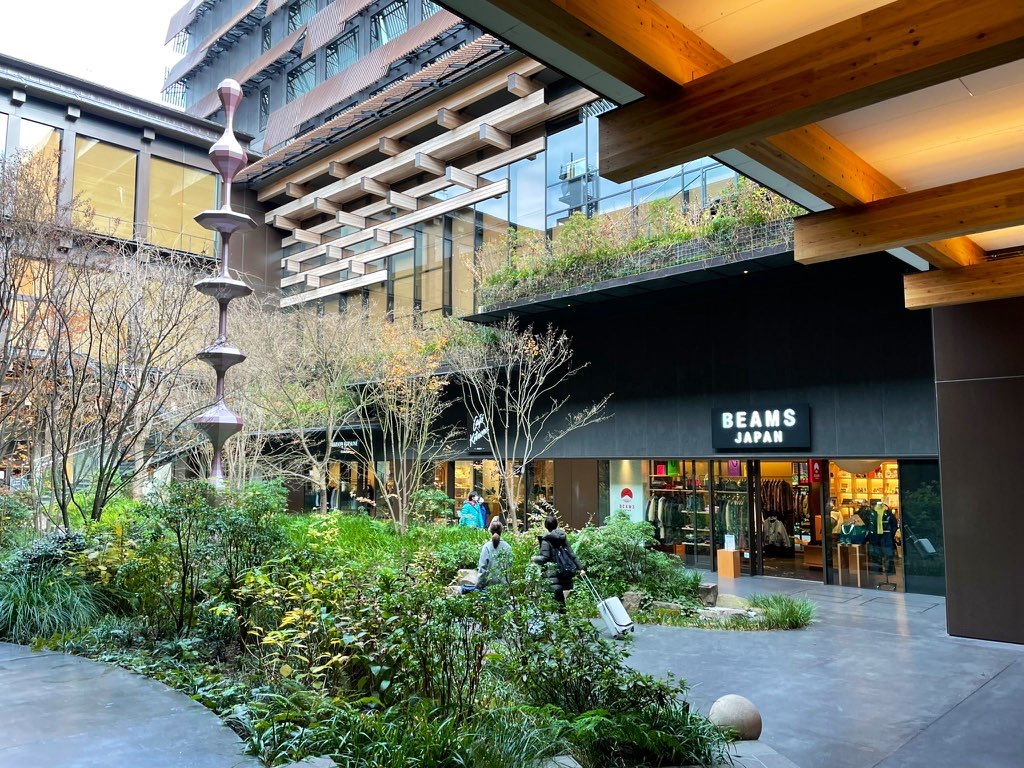
新風館新築棟
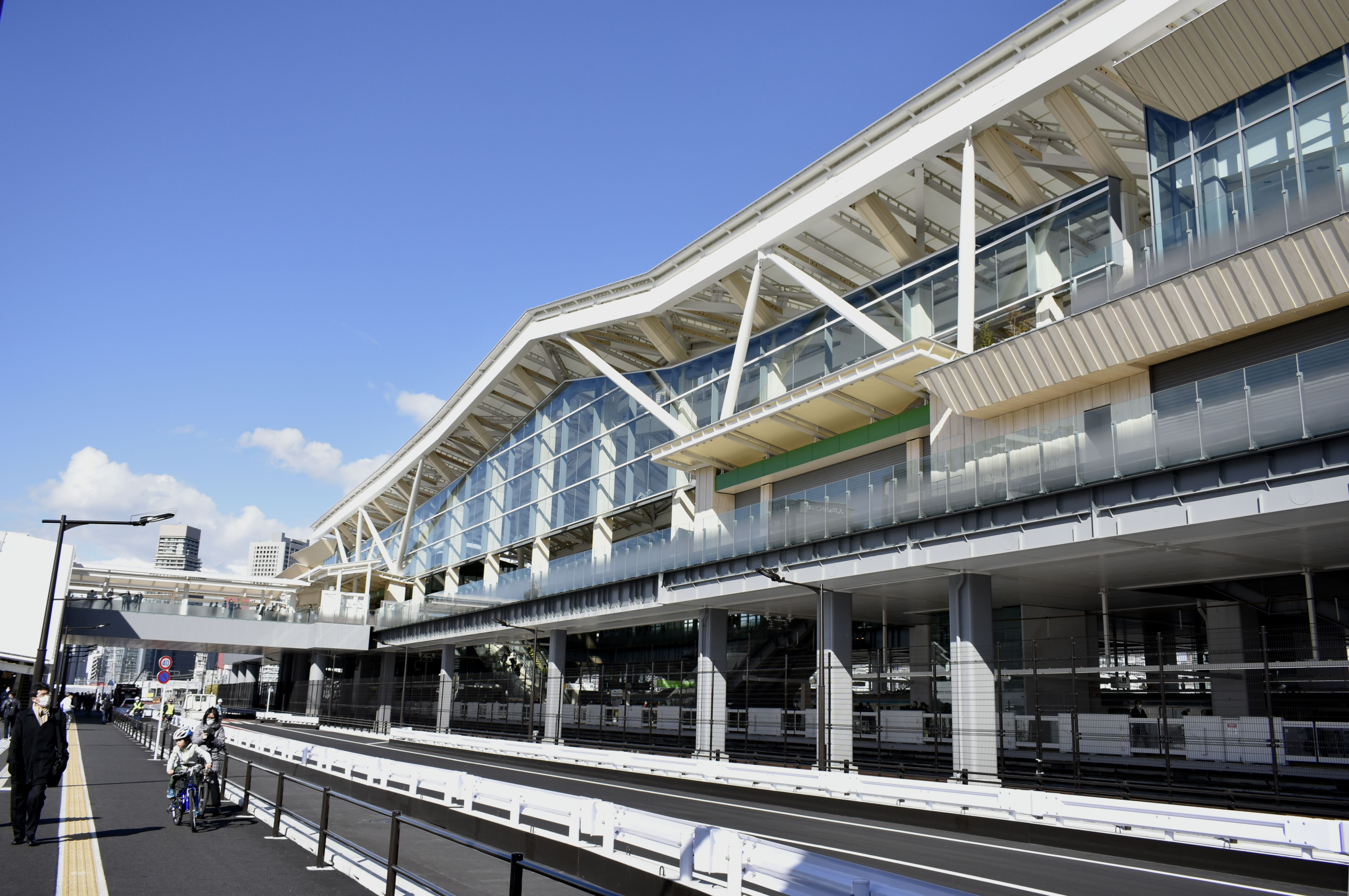
高輪ゲートウェイ駅
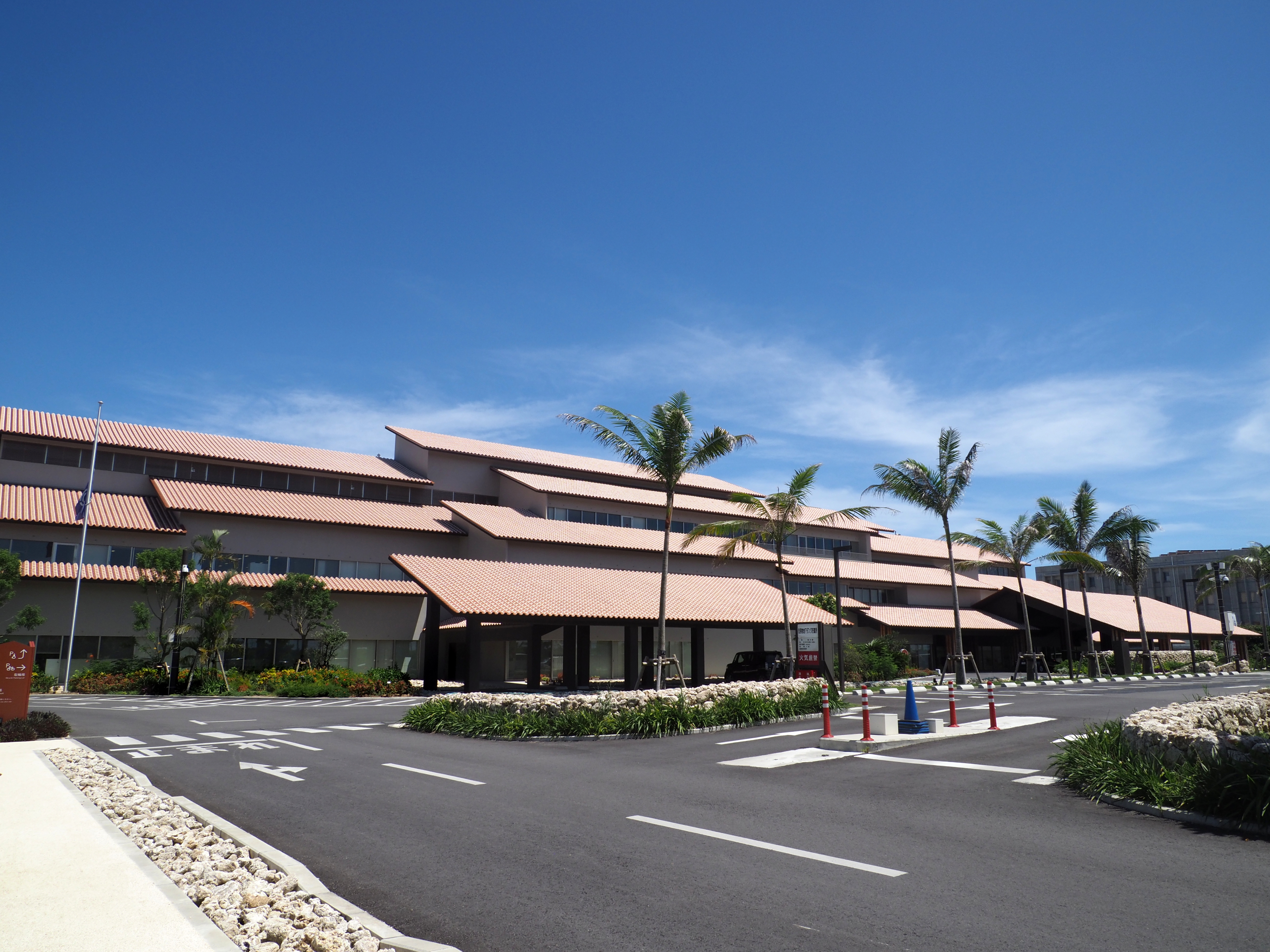
石垣市役所新庁舎
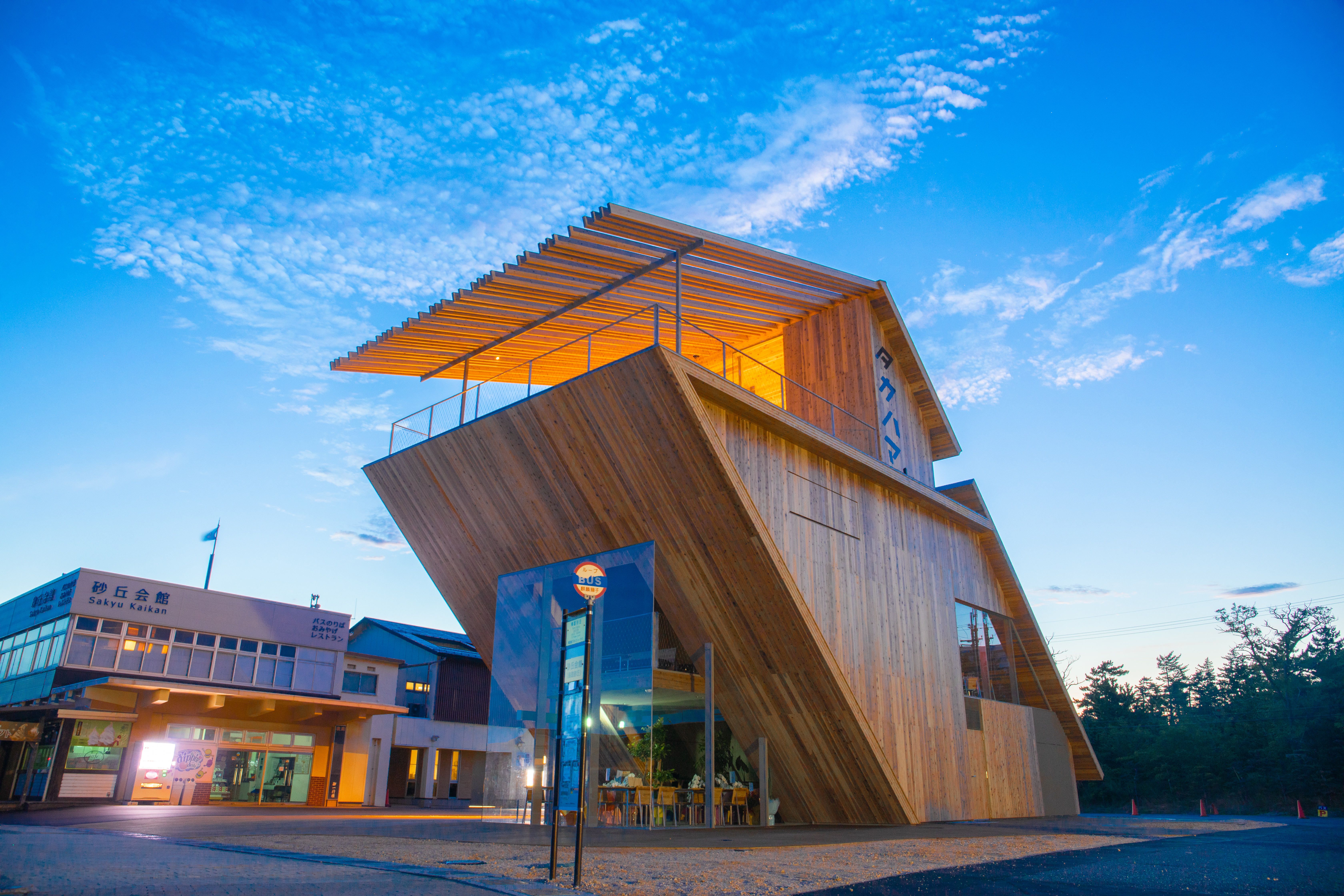
タカハマカフェ
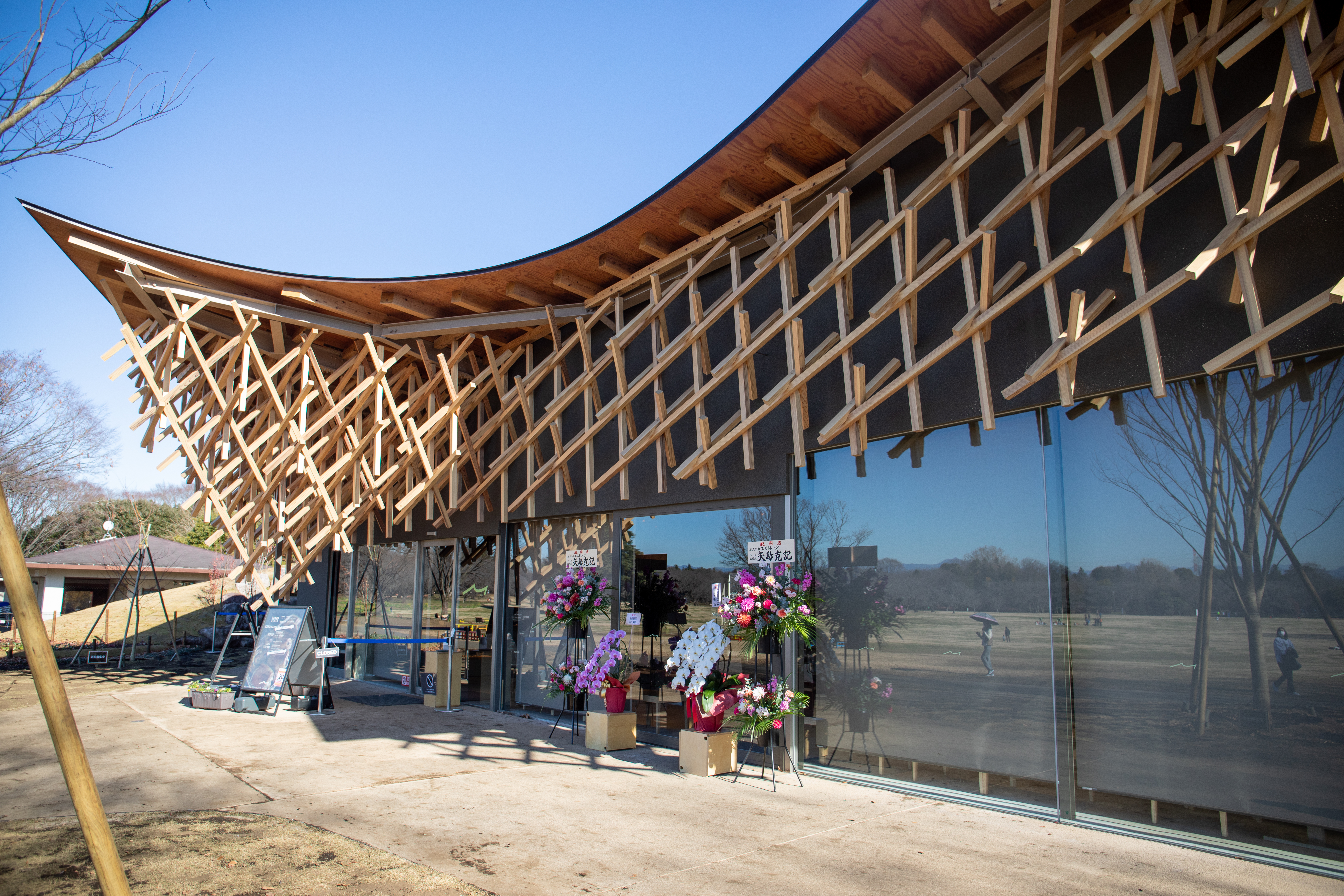
オカカフェ

2023年（令和5年）
- 「ホワイトストーンギャラリー北京」（中国、2023年5月[191]）
- 「ホワイトストーンギャラリーシンガポール」シンガポール、2023年10月[192]）
- 「長崎和泉屋本店」（長崎県長崎市万屋町、2023年10月17日）
- 複合施設「Forestgate Daikanyama（フォレストゲート代官山）」東京都渋谷区代官山町、2023年10月19日開業[193]。
- 「魔法の文学館」（東京都江戸川区、2023年11月3日[194]）

### 進行中
進行中の主な建築プロジェクトを記載する。
- Aix en Provence Conservatory of Music（フランス）
- Granada Performing Arts Center（スペイン）
- Fond Regional d’Art Contemporain（フランス）
- Besancon City of Arts and Culture（フランス）
- Musée d'Histoire Maritime de Saint-Malo サン・マロ（フランス）
- サン＝ドニ＝プレイエル駅（フランス語版）（フランス）[195]
- 「Singapore Founders’ Memorial」（シンガポール、2027年[196]）
- 広報文化施設ジャパン・ハウス（仮称、ブラジル） - 設計デザイン監修[197][198]
- 渋谷駅地区駅街区開発計画
- 千葉市役所新庁舎 2023年度完成を目指す[199]
- 守山市役所新庁舎。2023年9月供用予定[200]。
- 兵庫県庁舎新庁舎
- 米原駅東口周辺まちづくりプロジェクト「宿場町構想」[201]
- ワタミオーガニックランド野外音楽堂（岩手県陸前高田市）[202]
- 宇都宮駅東⼝地区整備事業（宇都宮駅東口交流拠点施設）[203]
- 愛知国際アリーナ（設計、2025年完成予定）[204]
- 倉敷市真備地区復興防災公園（仮称、2023年度供用予定）[205]
- 東紀州こどもの園（三重県熊野市、、2024年春開業）。
- 東海市立文化センター(東海市、2025年度内開館予定)[206]
- 日東工器新工場（福島県福島市、2025年春稼働予定）[207]。
- 「旅亭　ことひら」（香川県琴平町、2026年春開業[208]）
- 「新・琵琶湖文化館」（仮称、滋賀県大津市、2027年12月開館予定[209]）
- 武蔵野東学園「本格音楽ホール(仮称)」 (2030年竣工予定)[210]

## パビリオン作品
- 2005年（平成17年）
  - 織部の茶室[211]
  - KXK[212]
  - ペーパースネーク[213]
  - t-room[214]
- 2007年（平成19年）
  - CIDORI（チドリ）
  - 水ブロック
  - Tee Haus
  - ストーン カード キャッスル[215]
  - Two Carps[216]
  - 浮庵（フアン）
- 2008年（平成20年）
  - カサ・アンブレラ
  - Water Branch House[217]
  - ポリゴニウム[218]
- 2009年（平成21年）
  - Con / Fiber（コンファイバー）[219]
- 2010年（平成22年）
  - CERAMIC YIN YANG[220]
  - Air Brick[221]
  - セラミッククラウド[222]
- 2011年（平成23年）
  - 泡でつつむ[223]

## 出演
- YouTube 『デザイン特講』「隈研吾」（2009年3月27日）[224][225]
- プロフェッショナル 仕事の流儀（2007年4月10日、NHK総合）[226]
- 日経スペシャル カンブリア宮殿 「負ける建築」で世界に勝つ！（2011年8月4日、テレビ東京）[227]
- オデッサの階段（2013年2月7日、フジテレビ）
- アナザースカイ（2017年1月20日、日本テレビ）
- 学生新聞（2022年4月1日）[228]
- 所さんの目がテン! 「かがくの里　世田谷ベース特別編 建築家 隈研吾さんが来た！SP 隈研吾さんが世田谷ベースを楽しみつくす！」(2022年4月17日・24日・5月1日・6月5日・6月19日、日本テレビ）
- 情熱大陸 （2024年5月12日、毎日放送）

## その他
- 新建築住宅設計競技、長谷工住まいのデザインコンペティション、せんだいデザインリーグ2010など審査員を歴任。
- ランニングシューズ「METARIDE AMU(メタライド アム)」のデザイン[229]
- 2021年、アメリカ合衆国のニュース雑誌タイム誌が選ぶ世界で最も影響力のある100人の一人に選ばれた[230]。